# Glosar de economie
Acest glosar conține termeni din domeniile: politică economică, finanțe, marketing, contabilitate, bănci, comerț, asigurări, legislația și protecția muncii.

## A
- AAA - cel mai inalt grad de evaluare atribuit companiilor, instituțiilor financiare și țărilor de catre agențiile de rating.[necesită citare]
- abandon al produsului - decizie strategică de retragere a unui produs/mărci de pe piață, în urma evaluării consecințelor negative (financiare, comerciale, tehnologice și umane) ale menținerii sale.[necesită citare]
- abandon vamal - modalitate de reglementare a unei operațiuni de import-export, prin care proprietarul mărfii, în anumite condiții excepționale, cedează drepturile sale depozitarului mărfii în schimbul unei indemnizații.[necesită citare]
- abatere - în marketing, diferența între calitatea reală a unui produs și calitatea pe care trebuie să o îndeplinească; nerespectarea acestei calități atrage după sine sancțiuni sau retragerea produsului de pe piață.[necesită citare]

- abatere fiscală - parte procentuală din venit, care este scutită de impozit. 
- abatere monetară - factor de natură inflaționistă care se caracterizează prin creșterea mai rapidă a masei monetare în raport cu masa bunurilor și serviciilor, manifestată prin majorări ale prețurilor și scăderea puterii de cumpărare a unei monede.

- abilitate (a unui întreprinzător) - termen care exprimă abilitățile manageriale ale unui antreprenor, al cărui comportament să permită sesizarea oportunităților pentru promovarea unui anumit proiect sau acțiune.
- abonament:[necesită citare]

- contract, convenție prin care o persoană obține, în schimbul unei sume de bani, dreptul de a folosi anumite servicii publice, de a primi reviste sau ziare, de a călători cu mijloace publice de transport etc, pe o anumită perioadă de timp; sumă care reprezintă contravaloarea serviciilor furnizate prin intermediul convenției;
- document de transport care permite utilizarea unui mijloc de transport regulat, la preț forfetat, pe o anumită perioadă de timp.
- abordarea teoretică a capitalului - concept care acceptă toate resursele ca fiind capital, în sensul valorii actuale nete a fluxurilor veniturilor lor viitoare.[necesită citare]
- abraziune - pierdere în greutate a unei monede, din cauza uzurii în timpul circulației.
- absenteism - absența unui salariat de la locul de muncă.[necesită citare]
- abundență - stare a economiei, a pieței, caracterizată prin menținerea cantităților de mărfuri și bunuri oferite, care să răspundă cererii; altă denumire: economie post-deficit.
- accept:[necesită citare]

-  consimțământ scris pe o poliță prin care o persoană desemnată de emitentul poliței se obligă să plătească beneficiarului, la scadență, suma prevăzută în poliță;
- consimțământ acordat pentru realizarea unei convenții economice.
- acceptare:[necesită citare]

- consimțământ al cumpărătorului pentru achitarea unei cereri de plată emise de furnizor; accept;
- semnătură de aprobare pusă pe o poliță, prin care semnatarul se obligă să plătească, la scadență, suma din polița respectivă.
- acceptare a unei livrări - acceptarea de către deținătorul unui contract futures a livrării mărfii care reprezintă activul de bază.[necesită citare]
- acciză - impozit indirect perceput în unele țări, asupra unor bunuri de consum.
- achitare - plătire, lichidare a unei datorii, a unei obligații etc.[necesită citare]
- achizitor - persoană care se ocupă cu procurarea de produse sau de materiale.[necesită citare]
- achiziție:[necesită citare]

- formă de comerț care constă în procurarea de produse (agroalimentare) sau de materiale (pe calea unor contracte speciale); sinonim: achiziționare;
- bun obținut prin această formă de comerț;
- procurare, cumpărare de obiecte.
- achiziție impulsivă - comportament comercial de achiziție imediată, bruscă și fără implicații emoționale sau materiale deosebite a unui produs, ca urmare a unei oferte promoționale, plasare strategică a produsului sau noutății acestuia.
- achiziție publică - obținerea de către o persoană juridică achizitoare, definitivă sau temporară, de bunuri prin contract de cumpărare, închiriere sau antrepriză, inclusiv servicii legate de furnizarea respectivelor bunuri sau investiții publice, cu condiția ca valoarea acestor servicii să nu depășească valoarea bunurilor sau investițiilor publice cărora le corespund.

- achiziționare:[necesită citare]

- procurare prin contracte comerciale speciale a unor produse, materiale etc.;
- cumpărare de obiecte de artă, antichități, valori imobiliare etc.
- acont (scris și aconto) - sumă de bani plătită ori încasată înainte, la o cumpărare sau la încheierea unei tranzacții, în contul prețului (ca garanție); denumire populară: arvună.[necesită citare]
- acoperire bancară - garanție parțială a bancnotelor băncii de emisiune prin efecte comerciale, acceptate de bancă, devize, portofoliul de acțiuni proprii și a celor primite în gaj, cupoane de obligațiuni ajunse la scadență.[necesită citare]
- acord - formă de plată a muncii în raport cu rezultatele obținute.

- acord comercial - înțelegere între două sau mai multe state cu privire la schimbul reciproc de mărfuri.
- acord de cliring - acord prin care se efectuează compensarea datoriilor reciproce, indiferent de proveniența comercială sau financiară a acestor datorii. 
- acord de plăți - înțelegere între două sau mai multe state cu privire la modul de lichidare a creanțelor și a obligațiilor bănești reciproce.
- acord de servicii - vezi garanție extinsă.
- acord global - formă de organizare și de plată a muncii prin care se leagă nemijlocit mărimea veniturilor personale cu cantitatea, calitatea și importanța muncii prestate.
- acord progresiv - plata muncii în proporție crescândă, în raport cu depășirea normei.
- acord swap - acord bilateral între băncile centrale prin care părțile semnatare se obligă să-și pună la dispoziție, la cerere, o sumă de bani. 

- acreditat - persoană care beneficiază de un credit.[necesită citare]
- acreditiv:

- sumă de bani special rezervată de un cumpărător din contul său, la o bancă ce deservește un furnizor, pentru ca acestuia să i se facă plata în momentul în care dovedește predarea mărfurilor în condițiile stabilite înainte prin contract;
- sumă de bani depusă de o persoană la o casă de economii pentru a-i sta la dispoziție (la cerere) la o altă unitate.
- acreditiv bancar - modalitate de plată prin care cumpărătorul rezervă o anumită sumă de bani în numele furnizorului sau la unitatea bancară a acestuia, în vederea achitării mărfurilor livrate, a serviciilor prestate sau a lucrărilor efectuate.
- acreditiv documentar - vezi scrisoare de credit.
- acreditiv revolving - formă de acreditiv care prevede realimentarea automată, pe măsură ce se consumă, a sumei prevăzute inițial, până la valoarea sa nominală, pe toata durata de valabilitate a acreditivului.

- act de vânzare-cumpărare - document oficial care formalizează schimbul economic dintre două părți: vânzătorul, care transferă un bun sau serviciu, și cumpărătorul, care oferă în schimb o sumă de bani sau altă formă de valoare⁠(d); este un mecanism esențial pentru funcționarea pieței, asigurând cadrul pentru tranzacțiile⁠(d) economice reglementate.[necesită citare]
- activ:

- (despre operații economice, balanțe, bugeturi) cu venituri sau resurse mai mari decât cheltuielile; care se soldează cu un beneficiu, cu un profit;
- totalitatea mijloacelor economice care aparțin unei persoane juridice; parte a bilanțului în care sînt înscrise aceste mijloace.
- active circulante (sau curente) - bunuri și valori care participă la un singur circuit economic, fiind deținute pe termen scurt (mai mic de un an) de către o societate comercială.
- active imobilizate - bunurile și valorile cu o durată de utilizare mai mare de un an și care nu se consumă la prima utilizare; sunt de trei tipuri: imobilizări necorporale, imobilizări corporale și imobilizări financiare.
- activ suport - instrument financiar, un indice bursier sau valutar, o rată a dobânzii, o marfă, coșuri ori combinații formate din aceste instrumente sau valori, un indicator sau unitate de măsură al cărui randament, valoare sau mărime stă la baza valorii unui produs structurat sau derivate.

- activitate (economică) - totalitatea acțiunilor (din domeniile: producție, comerț, servicii financiare, servicii profesionale, turism) efectuate de către o persoană sau organizație în scopul obținerii de venit sau profit.[necesită citare]

- activitate dependentă - orice activitate desfășurată de o persoană fizică într-o relație de angajare.

- activitate dependentă la funcția de bază - orice activitate dependentă care este declarată astfel de persoana fizică, în conformitate cu prevederile legii.

- activitate independentă - orice activitate desfășurată cu regularitate de către o persoană fizică, alta decât o activitate dependentă.

- actuar - profesionist în domeniul afacerilor care se ocupă cu măsurarea și gestionarea riscului și a incertitudinii.
- actuariat - totalitatea operațiilor și normelor pe baza cărora, folosind teoria probabilităților și statistica matematică, se efectuează calcule financiare (privitoare mai ales la asigurări).[necesită citare]
- acționar - posesor de acțiuni ale unei societăți comerciale.

- acționar majoritar - acționarul care deține, individual sau în mod concertat cu alți acționari, peste 50% din capitalul social (sau din drepturile de vot) al unei societăți comerciale sau economice.

- acționariat:[necesită citare]

- sistem în care salariații unei întreprinderi sunt coproprietari ai unei părți din acțiuni;
- totalitatea posesorilor acțiunilor unei societăți comerciale.
- acțiune - hârtie de valoare, care reprezintă o cotă dinainte stabilită, din capitalul unei societăți și care dă deținătorului dreptul să primească dividende.

- acțiune ciclică - titlu de valoare asemeni acțiunilor obișnuite, având însă prețul afectat de schimbările sistematice și macroeconomice ale economiei generale.
- acțiune de aur - acțiune nominală care poate depăși toate celelalte acțiuni în anumite circumstanțe specificate, într-o companie guvernamentală aflată în curs de privatizare și transformare într-o societate pe acțiuni.

- acumulare:

- activ sau o datorie care reflectă venituri sau cheltuieli recunoscute, dar care nu au fost încă plătite sau încasate;
- proces de creștere la nivel micro- și macroeconomic pe baza adăugării de resurse.
- adaos comercial - sumă adăugată de către comercianți la prețul unui produs.[necesită citare]
- administrație - specialitate care se ocupă cu studierea legilor administrative, cu sistemul organizatoric etc; teoriile, regulile după care se orientează această specialitate.
- ad valorem - (despre calcularea taxelor vamale) după valoare. [necesită citare]
- adunarea (generală a) acționarilor - formă a managementului unei societăți comerciale pe acțiuni, constând în participarea posesorilor de acțiuni la luarea deciziilor privitoare la societatea respectivă.[necesită citare]
- advertising - totalitatea procedeelor prin care un mesaj (un produs, un serviciu, o idee etc.) este promovat către public; publicitate.[necesită citare]
- advertising plan - proiect în care sînt specificate scopul campaniei, metodele ce vor fi aplicate și metodele prin care sînt măsurate rezultatele campaniei; plan de publicitate.[necesită citare]
- afacere:

- activitate comercială, industrială (productivă), financiară, desfășurată în scopul obținerii de profit; vezi și om de afaceri;
- tranzacție financiară, comercială sau industrială, bazată uneori pe speculă sau pe speculații;
- acțiune din care rezultă un profit.
- afacerism - termen depreciativ ce se referă la realizarea de profituri personale prin afaceri sau mijloace aflate la limita legii sau uzând de relațiile și de poziția socială, profesională, politică etc. a cuiva.[necesită citare]
- aflux - cantitate mare, abundență (de bani, mărfuri etc. aduse de scurt timp).[necesită citare]
- agent comercial - angajat al unei firme, însărcinat cu promovarea activităților acesteia și cu încheierea contractelor. [necesită citare]
- agent de publicitate - persoană angajată de o firmă comercială pentru a face reclamă mărfurilor ei.[necesită citare]
- agent de vânzări - colaborator al unei firme, însărcinat să vândă produsele, serviciile etc. oferite de aceasta.[necesită citare]
- agent economic⁠(d) - persoană fizică, juridică sau o entitate care participă la activitatea economică prin producție⁠(d), consumul, schimbul sau distribuția de bunuri și servicii și care astfel joacă un rol esențial în funcționarea economiei, contribuind la alocarea resurselor și la determinarea prețurilor în piață; sinonim: unitate economică.[necesită citare]
- agent imobiliar⁠(d) - profesionist care facilitează tranzacțiile imobiliare, acționând ca intermediar între vânzători, cumpărători, proprietari și chiriași, oferind expertiză juridică, economică și de negociere.[2][3]
- agentură - casă de afaceri condusă de un agent; agenție; totalitatea afacerilor efectuate de o astfel de instituție. [necesită citare]
- agenție:[necesită citare]

- societate comercială specializată care exercită funcția de intermediar în diverse tratate de afaceri, angajamente etc.;
- reprezentanță, filială sau sucursală a unei instituții sau întreprinderi, care desfășoară o activitate locală, fiind situată în alt punct decît acela în care se află sediul principal, cu o competență teritorială mai largă.
- agenție de voiaj - societate comercială care furnizează diverse servicii privitoare la călătorii și vacanțe, precum vânzări de bilete de călătorie, rezervări hoteliere etc.
- agenție de publicitate - agenție care se ocupă cu diversele forme de reclamă, pentru a atrage interesul public asupra unui produs, a unei activități, a unei întreprinderi etc.
- agenție de rating financiar⁠(d) - organizație specializată care analizează și evaluează bonitatea⁠(d) (sub formă de rating de credit) guvernelor, instituțiilor financiare, corporațiilor și altor entități economice.
- agenție economică - reprezentanță a unei țări într-o țară străină, care efectuează operații economice internaționale.
- agenție imobiliară - societate comercială care se ocupă cu vânzarea, cumpărarea și închirierea imobilelor și a terenurilor.

- agio:[necesită citare]

- diferență între valoarea nominală a unei monede sau hârtii de valoare și prețul pieței; câștig rezultat din speculațiile bazate pe asemenea diferențe;
- ansamblu de taxe reținute de bănci.
- agiotaj sau agiotare - speculații de bursă având ca scop realizarea de profituri din fluctuațiile cursului valutar, ale hârtiilor de valoare sau ale prețului mărfurilor.[necesită citare]
- agiotor - agent de bursă.[necesită citare]
- agorism - filozofie socială care pledează pentru crearea unei societăți în care toate relațiile dintre oameni sunt schimburi voluntare prin intermediul contra-economiei.
- agrarianism:

- sistem care preconizează menținerea agriculturii ca principală ramură a economiei;
- orientare în gândirea economică care acordă prioritate dezvoltării agriculturii.
- agregat monetar - parte constitutivă a masei (semi)monetare dintr-o țară cu economie de piață, a lichidităților de plată în totalitatea lor.[necesită citare]
- ajutor de șomaj - sprijin bănesc acordat persoanelor disponibilizate de la locul de muncă pe o perioadă de timp limitată.[necesită citare]
- ajutor social - suport financiar, acordat lunar persoanelor sau familiilor care nu au o altă sursă de venit.
- à la baise - operațiune speculativă la bursă care constă în vânzarea pe termen a diferitelor hârtii de valoare sau mărfuri, la un curs ridicat, pentru ca la scadență, să le redobândească la cursuri mai scăzute și să le revândă la nivelul cursurilor din momentul încheierii tranzacției, obținând profit din această operațiune.[necesită citare]
- alocare - prevedere (într-un buget), destinare de bani, materiale, obiecte etc. pentru un scop anumit.[necesită citare]

- alocare a activelor - strategie de investiții care presupune distribuirea capitalului între diferite clase de active (ex.: acțiuni, obligațiuni, numerar, bunuri imobiliare, materii prime) pentru a optimiza raportul dintre risc și randament.

- alocație:[necesită citare]

- sumă acordată de stat sau de o instituție pentru un anumit scop;
- indemnizație acordată de stat, în anumite condiții, unei persoane.
- alocația de stat pentru copii -  sumă de bani care este distribuită părinților sau tutorilor copiilor, adolescenților și, în unele cazuri, adulților tineri de către stat.

- al pari - concordanța cursului acțiunilor la bursa de valori cu valoarea nominală.[necesită citare]
- amanet - gaj depus la o persoană fizică sau juridică; obiect de preț lăsat ca garanție; vezi și casă de amanet.[necesită citare]
- amortisment:[necesită citare]

- totalitatea plăților eșalonate ale unui împrumut; stingere treptată a unei datorii;
- evoluția deprecierii fizice și morale în timp a mijloacelor fixe.
- amortizare:

- stingere prin plăți succesive a unei datorii (publice sau particulare) sau a unei investiții, prin plăți succesive sau prin răscumpărarea creanțelor;
- înlocuire treptată a capitalului fix al unei societăți comerciale prin cote anuale repartizate asupra prețului de cost al produselor.
- analist de piață - persoană care se ocupă cu studiul situației, al tendinței piețelor de capital.[necesită citare]
- analiză contabilă - vezi analiză financiară.
- analiză cost eficiență - tip de analiză economică în care atât costul, cât și rezultatul (impact, rezultat, efect, beneficiu, câștig de sănătate etc.) al unei intervenții sunt evaluate și apoi exprimate sub forma unui raport cost-eficacitate.
- analiză de risc - procesul de identificare, evaluare și prioritizare a riscurilor care ar putea afecta negativ o afacere, un proiect sau o investiție, precum și dezvoltarea de strategii pentru a gestiona aceste riscuri.[necesită citare]
- analiză financiară (sau contabilă) - examinare a datelor financiare ale unei companii, instituții sau proiect pentru a evalua performanța sa economică, stabilitatea și viabilitatea pe termen scurt și lung.[6]
- anatocism - capitalizare a dobânzii unei sume împrumutate; dobândă la dobândă.[necesită citare]
- andosant - vezi andosator.[necesită citare]
- andosare - indicare în scris pe reversul unui cec, al unei polițe etc. a numelui persoanei împuternicite să încaseze contravaloarea cecului.[necesită citare]
- andosatar - persoană care beneficiază prin andosare de un cec, de o poliță etc.[necesită citare]
- andosator - persoană care andosează un cec, o poliță; andosant.[necesită citare]
- an financiar (sau bugetar) - ziua de deschidere a unui cont, de la care începe calcularea profitului pînă la scadență.[necesită citare]
- angajament:[necesită citare]

- obligație asumată în scris de o societate comercială față de bancă, la contractarea unui credit, cu privire la utilizarea și rambursarea acestuia;
- contract prin care o persoană își pune serviciile sale la dispoziția unei alte persoane sau a unei instituții și care prevede condițiile de angajare.
- angajare:[necesită citare]

- încadrare ca salariat într-un loc de muncă (prin încheierea unui contract).
- intrare a cuiva într-o afacere, într-o colaborare etc.
- angajat -(persoană) încadrată într-un loc de muncă și care își oferă serviciile în schimbul unei remunerații.
- angajator - persoană care încadrează pe cineva într-un loc de muncă.
- angro -  (în legătură cu vânzarea și cumpărarea mărfurilor, în opoziție cu în detaliu) în cantitate mare; cu ridicata.[necesită citare]
- angrosist -(persoană, societate comercială) care cumpără și vinde marfă angro.
- ANPC - vezi Autoritatea Națională pentru Protecția Consumatorilor.[necesită citare]
- antecalcul(ație) - calcul anticipat al costului sau al prețului unui produs, al unui serviciu sau al unei lucrări.[necesită citare]
- antedeviz - evaluare scrisă prealabilă a prețului de cost al unei construcții proiectate; sinonim: deviz de antecalculație.[necesită citare]
- antidumping - politică comercială de apărare a unei țări împotriva unui dumping străin, mai ales prin aplicarea unei taxe vamale protecționiste.[necesită citare]
- antitrust - (despre legi, reglementări, instituții) care, pentru a apăra libertatea concurenței, se opune formării monopolurilor, extinderii trusturilor.[necesită citare]
- antrepozit - clădire amenajată pentru depozitarea stocurilor de mărfuri sau de materiale cu scopul de a fi conservate, de a fi supuse unui control vamal etc.[necesită citare]
- antrepozit fiscal - locul unde produsele accizabile sunt produse, transformate, deținute, primite sau expediate în regim suspensiv, de către antrepozitarul autorizat, în condițiile prevăzute de Codul fiscal.
- antreprenor:

- persoană fizică sau juridică ce execută lucrări în antrepriză; persoană care conduce o antrepriză;
- tip de agent economic, reprezentativ în economia de piață, care adoptă un comportament de esență activă și novatoare, specific sistemelor economice bazate pe concurență, risc și inițiativă privată; sinonim: întreprinzător.
- antreprenor general - antreprenor care contractează totalitatea lucrărilor prevăzute într-un proiect și devizul corespunzător și care răspunde pentru execuție în fața beneficiarului, indiferent dacă execută lucrările cu forțe proprii sau folosind subantreprenori.[necesită citare]
- antreprenoriat - conducere a unei antreprize.[necesită citare]
- antrepriză:[necesită citare]

- sistem de organizare și de executare a unor lucrări industriale, de construcții, comerciale etc. pe bază de contract inițial și eșalonare a operațiilor;
- afacere comercială sau industrială.
- anuitate:[necesită citare]

- sumă (induzând o parte din capital și dobânda corespunzătoare) plătită în fiecare an spre a lichida treptat o datorie, un credit;
- sumă ce se plătește anual pentru o asigurare.
- aparat comercial - ansamblul antreprizelor care participă la distribuirea bunurilor de consum sau la realizarea unor servicii în domeniul comerțului.[necesită citare]
- aplicant - persoană care face o cerere de finanțare a unui proiect, de acordare a unei burse etc.[necesită citare]
- aplicație:[necesită citare]

- operație de vânzări-cumpărări simultane, în același curs de bursă, în cadrul bursei sau în afara ei;
- cerere (de finanțare a unui proiect, de acordare a unei burse etc), redactată pe un formular tip, emis de instituția care urmează să o evalueze.
- aprecierea stocurilor - creșterea pe piață a valorii stocurilor, cauzată în general de inflație.[necesită citare]
- apreciere valutară - creștere a valorii monedei unei țări, exprimată în unitatea monetară a altei țări.[necesită citare]
- apuntamente - (termen învechit) retribuție fixă (lunară sau anuală) a unui funcționar (în special din sectorul particular).[necesită citare]
- arbitraj:[necesită citare]

- soluționare a unui litigiu de către persoane autorizate sau stabilite de ambele părți în conflict;
- operație bancară de aflare a celei mai avantajoase piețe pentru cumpărarea sau vânzarea valorilor de bursă.
- arbitraj de stat - instanță anume instituită, care rezolvă litigiile dintre societăți comerciale și instituții.[necesită citare]
- arbitru de stat - angajat al arbitrajului de stat, care judecă litigiile patrimoniale dintre organele și instituțiile de stat, dintre organizațiile și întreprinderile economice ale statului.[necesită citare]
- arendă:[necesită citare]

- cedare a dreptului de folosință a unui bun, de obicei teren agricol, pe un timp determinat, în schimbul unei plăți; folosire a unui bun astfel cedat;
- sumă plătită proprietarului pentru arendare.
- arierate - datorii bănești restante, nerambursate la scadență.[necesită citare]
- articol:[necesită citare]

- diviziune într-un document oficial, marcată de obicei printr-un număr de ordine sau printr-o literă;
- diviziune într-un buget, într-un plan financiar etc., care conține denumirea sursei de venit sau a motivului de cheltuieli;
- obiect care se vinde în comerț; sinonim: bun economic.
- arvună - vezi acont.[necesită citare]
- asanare - lichidare a unei stări de fapt, a unui proces sau fenomen cu caracter negativ existent la un moment dat în economie sau într-un sector al acesteia, cu scopul de a crea condițiile pentru realizarea cerințelor momentului respectiv.[necesită citare]
- asiadolar - denumire generică dată dolarilor și celorlalte valute care fac obiectul tranzacțiilor pe piețele din Singapore și Hong Kong.[necesită citare]
- asietă - mod de fixare a impozitelor datorate statului, în funcție de fiecare subiect impozitabil, de materialul impozabil și de impozitul datorat statului.[necesită citare]
- asignare - afectare a unui fond pentru plata unei datorii, a unei rente; emitere a unui mandat de plată.[necesită citare]
- asignat:

- bon de tezaur emis de Adunarea Națională a Franței în timpul Revoluției din 1789, pentru a finanța datoria publică, convertibil în aur, a cărui valoare era garantată de vânzarea bunurilor naționalizate de revoluție;
- nume dat în trecut bancnotei în unele țări; numele primelor bilete de stat create în Rusia de Ecaterina II, în 1768.
- asignație - cambie dată la ordinul unei terțe persoane.[necesită citare]
- asigurare:

- operație financiară, decurgând dintr-un contract sau dintr-o obligație prevăzută de lege, prin care asigurătorul se obligă ca în schimbul unei sume primite periodic să despăgubească pe asigurat pentru pierderile pe care acesta le-ar suferi în urma unor întâmplări independente de voința acestuia (accidente, cutremure, incendii, furturi etc);
- contract, poliță în care se specifică obligația asigurătorului ca în schimbul unei sume primite periodic să despăgubească pe asigurat pentru pierderile pe care acesta le-ar suferi în urma unor întâmplări independente de voința acestuia.
- asigurare de sănătate - formă a asigurărilor prin care persoanele asigurate au dreptul la servicii medicale, materiale și la medicamente.
- asigurare de viață - contract, numit poliță de asigurare de viață, încheiat între un contractant și un asigurator prin care, în schimbul unei prime de asigurare plătite de primul, la decesul asiguratului, asiguratorul se obligă să plătească beneficiarului desemnat o indemnizație de asigurare, numită sumă asigurată.

- asigurat - persoană fizică sau juridică ce a încheiat o convenție, un contract de asigurare sau care beneficiază de asigurările sociale.[necesită citare]
- asigurări sociale (de stat) - formă de ocrotire a populației prin asigurarea (de către stat), în schimbul unei cotizații lunare, de indemnizații, prestări de servicii în cazul bolii, invalidității, bătrâneții etc.
- asistat - (persoană) care beneficiază de asistență socială.[necesită citare]
- asistent managerial - persoană care lucrează în strânsă legătură cu conducătorul unei întreprinderi, al unui proiect etc, căruia îi oferă consultanță tehnică, specializată sau profesională.[necesită citare]
- asistență socială - sistem de ajutorare acordat unui individ, unei familii, unei colectivități care se află într-o situație defavorizată.[necesită citare]

- asistența socială a femeilor -  ansamblu de programe, măsuri, servicii specializate privind problemele femeilor, derulate prin instituții specializate, de către persoane calificate.

- asociat unic - persoană care a înființat singură o societate comercială cu răspundere limitată.[necesită citare]
- asociație comercială - organizație a firmelor care acționează în același domeniu al afacerilor, reprezentându-le interesele. [necesită citare]
- asociație economică - grup de persoane fizice sau juridice reunite pe baza unui interes comun și a liberei inițiative, în scopul folosirii în comun a anumitor mijloace.[necesită citare]
- asociație profesională - grupare de persoane care promovează o anumită profesie, interesele persoanelor și organizațiilor implicate în acea profesie și interesul public.
- asociere fără personalitate juridică - orice asociere în participațiune, grup de interes economic, societate civilă sau altă entitate care nu este o persoana impozabila distinctă, în înțelesul impozitului pe venit și pe profit.[necesită citare]
- asortiment - ansamblu de produse sau de mărfuri de aceeași categorie, dar de forme, calități etc. diferite.[necesită citare]
- atomicitate - caracteristică a unei piețe care este compusă din numeroși cumpărători și vânzători, fără ca vreunul dintre ei să fie preponderent.[necesită citare]
- aucțiune - vânzare publică a unor bunuri; vânzare la licitație.
- audit - revizie contabilă detaliată a conturilor unui agent economic, făcută cu scopul de a descoperi erori sau fraude.
- austeritate - totalitatea limitărilor impuse de politica economică a unui guvern cheltuielilor publice sau dorite în consumul privat pentru a ajunge la o însănătoșire economică; exemplu: buget de austeritate.[necesită citare]
- autocalculare - acțiunea de a-și calcula singur impozitele sau alte sume de bani care urmează a fi plătite.[necesită citare]
- autoconducere - conducere a activității sociale, economice etc. a unei societăți comerciale, a unei subdiviziuni teritoriale de însăși colectivitatea care desfășoară această activitate sau de către reprezentanții acesteia.[necesită citare]
- autoconsum - folosire de către un producător a produselor realizate de el pentru consumul propriu.
- autocontrol - control exercitat de către lucrători sau de către societăți comerciale asupra rezultatelor activității acestora.[necesită citare]
- autodotare - (despre societăți comerciale, instituții) procurare prin mijloace proprii cele necesare activității sau funcționării.[necesită citare]
- autofinanțare - (despre societăți comerciale, instituții) finanțare a operațiunilor sau investițiilor din propriile resurse, fără a recurge la finanțare externă.[necesită citare]

- autofinanțare a investițiilor - faptul că o companie, în loc să solicite împrumuturi sau să emită acțiuni pentru a finanța investițiile, le finanțează din fondurile proprii; aceasta poate include reinvestirea profiturilor sau vânzarea de active pentru a genera resurse suplimentare.
- autofinanțare a pensiilor - sistem de pensii în care contribuțiile sunt reținute din salariu și plasate într-un fond de pensii privat sau guvernamental și care nu depinde de ajutorul financiar al guvernului.

- autogestionare - gestionare de către o persoană a propriilor afaceri; operație prin care manevrarea banilor și gestionarea afacerii se face de una și aceeași persoană.[necesită citare]
- autogestiune - gestionare a unei societăți comerciale, instituții, asociații de către angajații acesteia sau de către cei care activează în interiorul acesteia.[necesită citare]

- autogestiunea muncitorilor - model de organizare economică, în economia socialistă⁠(d), în care muncitorii unei întreprinderi aveau dreptul să administreze și să controleze activitățile economice și deciziile privind producția, spre deosebire de modelul socialist clasic, unde statul deține și administrează mijloacele de producție.

- autoimpunere[necesită citare]:

- contribuție bănească fixată și dată de bunăvoie de către o colectivitate pentru o lucrare de interes public;
- calculare de către sine însuși a impozitelor.
- autonomie financiară - situație a unui serviciu care își stabilește singur încasările și cheltuielile, având gestiune financiară independentă de aceea a organului care l-a creat și care îl controlează.[necesită citare]
- Autoritatea Națională pentru Protecția Consumatorilor - (ANPC) instituție publică ce coordonează și realizează strategia și politica guvernului în domeniul protecției consumatorilor, acționează pentru prevenirea și combaterea practicilor care dăunează vieții, sănătății, securității și intereselor economice ale consumatorilor.
- aval - garanție specială de plată a unei cambii.[necesită citare]
- avalist - persoană fizică sau juridică, alta decât giranții, care garantează în plus plata cambiei.[necesită citare]
- avalizare - operațiune financiară care constă în garantarea de către o persoană a îndeplinirii obligațiilor asumate de unul dintre semnatarii unei cambii.[necesită citare]
- avans - sumă de bani, cantitate de bunuri dată sau primită cu anticipație în contul unor servicii, al unor materiale, la încheierea unui contract etc.[necesită citare]
- avansare - promovare într-un grad, într-o funcție ierarhică (superioară).[necesită citare]
- avere - (mai ales la plural) totalitate a bunurilor care se află în posesia unei persoane sau a unei colectivități; avut, avuție, bogăție, stare.
- avere națională - bogăția unei națiuni.[necesită citare]
- aviz de plată - înștiințare prin care cineva este informat că trebuie să achite o anumită sumă de bani.[necesită citare]
- avuție națională (sau a unei țări) - totalitatea valorilor materiale și spirituale de care dispune o țară, un popor la un moment dat; patrimoniu național.[necesită citare]
- ax promoțional - element psihologic, motor al conținutului publicității, care se face în jurul unui produs nou.[necesită citare]

## B
- B2B - vânzarea unui produs sau prestarea unui serviciu pentru a folosi unor alte necesități decât cele de consum personal. Cumpărătorul poate fi o fabrică, un mediator de vânzări, un corp guvernamental, o instituție non-profit, sau orice altă organizație care nu se identifică la nivelul unui consumator individual.
- B2C - vânzarea pentru consum personal. Cumpărătorul poate fi un individ, o familie sau un alt grup, care cumpără pentru a folosi produsul pentru nevoi personale.
- babysitter - persoană angajată să supravegheze un copil în absența părinților.
- back office (personal de ~) - personalul administrativ al unei companii care nu intră în contact direct cu clienții; de ex: departamentele de IT, contabilitate, resurse umane etc.
- baisse - speculație la bursă practicată la operațiuni de vânzări pe termen, constând în vânzarea titlurilor de valoare sau a mărfurilor la un curs ridicat cu scopul de a le răscumpăra, la expirarea termenului, la un curs mai scăzut.
- balanță comercială (a unei țări) sau balanța comerțului exterior - raportul dintre valoarea generală a importului și cea a exportului.
- balanță comercială activă - predominarea exportului față de import.
- balanță comercială pasivă (sau deficitară) - predominarea importului față de export.
- balanță contabilă - situație recapitulativă și periodică ce regrupează la un moment dat sumele și soldurile conturilor debitoare și creditoare.
- balanță de plăți - sistem de conturi care cuprinde sinteza tranzacțiilor economice și financiare ale unei economii (de regulă, a unei țări) cu restul lumii, pe o anumită perioadă (de regulă un an).
- balanță de verificare - operație contabilă de totalizare a cifrelor din debit și a celor din credit.
- ban - unitate monetară și monedă, egală cu a suta parte dintr-un leu.
- Banca Centrală Europeană - (BCE) banca centrală a Uniunii Europene, creată în 1999, cu sediul la Frankfurt am Main, pentru a administra moneda euro și a defini politica monetară a UE.
- Banca Europeană de Investiții - instituție a Uniunii Europene cu atribuția de a favoriza prin acordarea de împrumuturi pentru investiții, dezvoltarea, integrarea și cooperarea economică; abreviere: BEI.
- Banca Europeană pentru Reconstrucție și Dezvoltare - (BERD) instituție bancară creată în 1991, cu sediul al Londra, având ca obiectiv asistarea țărilor din Europa Centrală și de Est și din Asia Centrală pentru tranziție la economia de piață.
- Banca Internațională pentru Reconstrucție și Dezvoltare - (BIRD) instituție înființată în 1944, cu sediul la Washington, ca sucursală a Băncii Mondiale, cu scopul inițial de a finanța și reconstrui economiile europene slăbite în timpul celui de-al Doilea Război Mondial și care acum acordă împrumuturi țărilor membre, cu garanția guvernelor respective.[necesită citare]
- Banca Mondială - bancă susținută cu finanțări internaționale care oferă asistență financiară și tehnică țărilor sărace.
- bancă - instituție financiară care execută operații de plată și de credit (și organizează circulația bănească).

- bancă centrală - instituție căreia i-a fost acordată prin lege responsabilitatea de a conduce politica monetară a unei stat și de a emite moneda acestuia.
- bancă de alimente - serviciu social ce colectează gratuit bunuri de consum pentru a fi livrate gratuit consumatorilor (în general, persoane defavorizate) care au nevoie de acestea.
- bancă comercială (sau de depozit) - bancă specializată în păstrarea temporară a capitalurilor disponibile, în acordarea de credite și în efectuarea de operații de comision.
- bancă de credit ipotecar - bancă specializată în acordarea de împrumuturi (pe termen lung), garantate cu bunuri imobiliare, pentru achiziția de locuințe, de terenuri etc.
- bancă de depozit - vezi bancă comercială.
- bancă de emisiune - bancă învestită de autoritatea de stat cu dreptul de a emite bancnote.
- bancă de investiții⁠(d) - bancă specializată, prin care se constituie, la dispoziția clienților, fondurile necesare pentru lucrările de reconstrucție și de investiții.
- bancă universală - instituție financiară care oferă o gamă diversificată de servicii bancare, atât pentru persoane fizice, cât și pentru companii sau alte instituții, combinând activități tradiționale de retail banking (precum conturi de economii și credite) cu servicii de investment banking (cum ar fi tranzacționarea de valori mobiliare, gestionarea activelor și consultanța financiară).

- bancher - posesor de capital bănesc, care, cu titlu de împrumut și în schimbul unei dobânzi sau al unei părți din profit, pune capitalul său la dispoziția altor persoane sau instituții; proprietar sau mare acționar al unei bănci.
- bancnotă - hârtie-monedă emisă de o bancă (națională), folosită ca mijloc de plată.
- bancocrație - afirmare puternică a puterii politice a capitalului bancar.
- bancomat - automat securizat aparținând unei bănci, care eliberează bani în numerar persoanelor fizice sau permite plata unor facturi, accesul la cont făcându-se pe baza unui card magnetic.
- bancrută - stare de încetare a plăților din vina debitorului, declarată de tribunal și care atrage asupra acestuia, în mod automat, falimentul cu toate consecințele aferente.
- banderolă - fâșie de hârtie lipită în jurul unui ambalaj (al unei mărfi) sau pe locul lui de deschidere, ca mijloc de control spre a împiedica deschiderea frauduloasă.
- bani - echivalent general al valorii mărfurilor (fiind ei înșiși o marfă); constau în monede de metal sau de hârtie recunoscută ca mijloc de schimb și de plată.

- bani lichizi - bani în formă fizică (bancnote și monede) de care se poate dispune imediat; alte denumiri: numerar, cash.
- bani tipăriți:

- sens propriu: tipărirea efectivă a bancnotelor de către autoritățile responsabile, precum băncile centrale, care introduc fizic bani în economie pentru a acoperi necesitățile monetare;
- sens figurat: extinderea masei monetare, adesea prin politici monetare, cum ar fi relaxarea cantitativă⁠(d), prin care banca centrală „creează bani” electronic și îi injectează în economie, de regulă prin achiziții de active.
- barem - nivel al unei contribuții financiare, stabilit în prealabil.
- bariere netarifare - instrumente ale politicilor necomerciale, folosite de stat pentru a proteja economia națională împotriva concurenței altor țări.
- bariere vamale - obstacole cuprinse într-un sistem de măsuri și instrumente prin care statul urmărește să apere și să protejeze economia națională de concurența străină.
- barter - schimb de mărfuri de valori egale între două firme, fără intervenția transferurilor bănești; sinonim: troc.
- bazar - complex comercial de tip oriental, format dintr-un șir de prăvălii și tarabe, unde se vând obiecte diverse.
- bază (economică):

- loc de concentrare a unor rezerve de oameni, de materiale etc., cuprinzând și instalațiile necesare spre a putea servi ca temei, ca punct de plecare pentru o anumită activitate;
- întreprindere auxiliară prevăzută cu depozite, ateliere etc., care deservește o anumită ramură a industriei sau o anumită regiune; exemple: bază de materii prime, bază de aprovizionare;
- totalitatea relațiilor de producție într-o etapă a dezvoltării sociale.
- BCE - vezi Banca Centrală Europeană.
- bear - investitor de pe piața bursieră care intenționează să profite de scăderea prețurilor.
- bear market - piața bursieră aflată pe trend descrescător.
- BEI - vezi Banca Europeană de Investiții.
- beneficiere - obținere a unui profit financiar din activitatea unei societăți comerciale, pe baza deținerii unor acțiuni ale acesteia.
- beneficiu:

- câștig, profit sau folos de care se bucură cineva sau pe care-l are cineva din ceva;
- profit financiar al unei societăți comerciale, diferență dintre veniturile realizate și cheltuielile ocazionate de acestea.
- beneficiu brut - excedent global al vânzărilor asupra cumpărătorilor; diferență între prețul de vânzare al unui bun sau serviciu și costul lui direct.
- beneficiu comercial - vezi beneficiu industrial.
- beneficiu de inventar - profit provizoriu, sub rezerva controlului ulterior.
- beneficiu distribuit - parte a beneficiului net atribuit acționarilor unei societăți comerciale prin decizia adunării generale a acționarilor, după plata impozitelor și constituirea rezervelor.
- beneficiu industrial - categorie de impozit pe venituri celor care practică profesiuni comerciale sau industriale; altă denumire: beneficiu comercial.
- beneficiu în natură - dreptul unei părți de a folosi, fără restricții în beneficiu propriu bunul sau proprietatea altei persoane, în orice mod în care el ar considera util.
- BERD - vezi Banca Europeană pentru Reconstrucție și Dezvoltare.
- bestseller - carte, disc sau alt produs asemănător care, prin numărul de exemplare vândute, este în fruntea produselor de același fel.
- bianco - (despre un document financiar) în alb, necompletat.
- bid - preț la care un cumpărător s-a oferit să achiziționeze o valută, un produs sau serviciu.
- bilanț - tablou contabil al activului și pasivului unei societăți comerciale sau activități financiare, economice, tehnice etc. într-o perioadă de timp.
- bilanțier:

- registru de înscriere a bilanțurilor;
- (contabil ~) contabil specializat în bilanțuri.
- bilet de bancă - bancnotă.
- bilet de (sau la) ordin - titlu de credit prin care semnatarul se angajează față de beneficiar să plătească o anumită sumă de bani, la scadență; cambie.
- bilete de tezaur - bani de hârtie neconvertibili, puși în circulație de stat, de obicei în cupiuri mai mici decât bancnotele.
- bilet ipotecar - hârtie de valoare emisă de stat și garantată cu ipoteci asupra unor domenii ale acestuia.
- bimetalism - sistem monetar bazat pe valoarea a două metale-etalon, aur și argint; teorie care preconizează o asemenea bază a sistemului bănesc.
- BIRD - vezi Banca Internațională pentru Reconstrucție și Dezvoltare.
- birocrație -  sistemul de reguli, proceduri și structuri administrative care guvernează activitățile economice și relațiile dintre diferitele părți implicate, inclusiv guvernul, companiile și cetățenii.
- birocrație excesivă - cantitate semnificativă de reguli, proceduri și formalități administrative care trebuie urmate în cadrul organizațiilor sau instituțiilor guvernamentale; aceasta poate îngreuna și încetini procesele economice, afectând eficiența și flexibilitatea în luarea deciziilor.
- birou de plasare - oficiu care se ocupă cu plasarea șomerilor în locuri de muncă.
- blocadă economică - izolare a unui stat sau a unui grup de state, întreprinsă de un alt stat sau de alte state, în scopul subminării economiei primelor.
- blocaj economic - blocaj financiar generalizat la nivelul economiei unui stat.
- blocaj financiar - neîndeplinire de către un agent comercial a angajamentelor de plată din cauza lipsei de lichidități.
- blocare:

- suspendare (temporară) a folosirii unor credite, conturi, a unor produse etc.;
- interzicere (temporară) a ocupării unui post vacant în sistemul bugetar.
- blocare a contului - sistare de către bancă a plăților din contul de decontare al unei persoane fizice sau juridice.
- block exemption - exceptare pe categorii, termen folosit în domeniul ajutorului de stat.
- blockbuster - un film sau o piesă de teatru ce a înregistrat un succes semnificativ la public.
- boală profesională - boală dobândită la locul de muncă din cauza unui mediu toxic, condițiilor care nu respectă normele de igienă, suprasolicitării sau stresului și pentru care se pot solicita despăgubiri în instanță (ca și în cazul accidentului de muncă).
- board - consiliu de conducere al unei companii sau organizații.
- bogăție:

- vezi avere;
- resursele naturale ale unei țări, ale unei regiuni etc. care, prin prelucrare, devin bunuri utilizate de întreaga societate.
- bon:

- act care conferă deținătorului său dreptul de a primi sau de a beneficia de ceva; exemplu: bon de expediție;
- bilet provizoriu pe baza căruia se achită o marfă, un bun etc.; exemplu: bon de materiale;
- notă care face dovada plății unei mărfi; exemplu: bon de casă;
- hârtie de valoare emisă de stat sau de o instituție financiară recunoscută de stat.
- bon fiscal - bilet eliberat de casa de marcat prin care clientul face dovada cumpărării unei mărfi sau unui serviciu; o copie a acestuia se regăsește în registrul de casă.

- bond - termen anglo-saxon pentru un titlu negociabil de împrumut pe termen lung sau mediu ce conține un drept de creanță asupra firmei emițătoare.
- bon de tezaur - obligație emisă de stat pentru sume împrumutate pe termen scurt sau mediu în vederea atragerii de fonduri private.
- bonier - carnet din care se detașează bonuri; carnet de bonuri.
- bonificare (sau bonificație; vezi și bonus):

- scădere din valoarea unei facturi drept despăgubire pentru lipsa, pierderea sau deteriorarea unei mărfi; reducere de prețuri.
- sumă de bani care reprezintă o reducere sau este acordată drept despăgubire pentru prejudiciile aduse.
- bonitare:

- determinarea valorii economice a unui bun în baza unor criterii stabilite;
- evaluarea calității apelor, solurilor, raselor de animale, plantelor, semințelor etc, prin determinarea bonității; clasificare după calitate.
- bonitate:

- încredere de care beneficiază cineva din partea unei bănci atunci cînd solicită un credit; solvabilitate;
- situație economico-financiară bună a celui care solicită un credit;
- capacitatea unui teren, a unei ape de a da o anumită producție prin exploatare; valoarea economică a unui teren sau a unei ape.
- bonus - primă, premiu, gratificație, stimulent; vezi și bonificare.
- bonus-malus - sistem prin care prima de asigurare poate fi redusă (bonus) dacă în anul anterior asiguratul nu a fost despăgubit, sau poate fi mărită (malus) dacă asiguratul a fost despăgubit. în felul acesta se urmărește o încurajare a asiguraților prudenți și o descurajare a celor care, din diverse motive, înregistrează daune mari.
- booking clerk - funcționar la companiile maritime și aeriene, însărcinat să vândă bilete și să facă rezervările corespunzătoare de locuri.
- boom:

- perioadă de avânt economic sau de prosperitate rapidă, caracterizată prin creșterea producției, a profiturilor, a consumului și investițiilor, prin intensificarea speculațiilor la bursă, prin umflarea prețurilor mărfurilor și a cursului hârtiilor de valoare, prin scăderea șomajului etc. și care este de scurtă durată și este urmată, de obicei, de o stare de depresiune;
- creștere bruscă a valorii acțiunilor la bursă.
- borderou - tabel sau listă în care sunt înregistrate sumele unui cont, actele unui dosar etc.
- boutique - magazin mic și luxos, cu mărfuri, în general de serie mică.
- boxpalet - cutie metalică cu pereți din plase de sârmă, folosită ca suport sau ca ambalaj pentru depozitarea și manipularea mărfurilor.
- brain-drain - emigrarea personalului cu înaltă calificare către alte state datorită conflictelor, lipsei de oportunități sau stării economice precare.
- brand - vezi marcă comercială.
  - brand reinforcement - activitate care are ca scop să-i facă pe consumatorii care au încercat un anumit brand să repete cumpărarea lui și să atragă noi clienți; reîmprospătarea brandului este un obiectiv cheie pentru stadiul de creștere din ciclul de viață al produsului.
- branding - construirea unei imagini favorabile pentru un produs sau o companie, în vederea diferențierii față de competitori din perspectiva clienților.
  - branding extern - acțiunea de a da nume străine unor produse autohtone pentru a amplifica impactul asupra potențialilor cumpărători.
- break-up point - suma recuperată din vânzarea elementelor patrimoniale unei companii, când are loc desființarea acesteia.
- Bretton Woods, sistemul ~ - sistem de management monetar, introdus în 1944, care a stabilit regulile pentru relațiile comerciale și financiare între Statele Unite, Canada, țările Europei de Vest, Australia și Japonia.
- brief (publicitar) - rezumat privind termenii în care se desfășoară o campanie publicitară care cuprinde informații privind obiectivele, strategia de acțiune și bugetul necesar.
- briefing - reuniune de scurtă durată în care se dau informații, se hotărăsc obiectivele și metodele de acțiune ale unui anumit plan, program.
- broker - agent de bursă care intermediază încheierea contractelor comerciale între vânzător și cumpărător, schimbă cupoanele în acțiuni, cumpără și vinde acțiuni sau negociază scrisorile de schimb etc.
- brokeraj - activitate de intermediere efectuată de broker.
- broker de asigurări⁠(d) - intermediar profesionist între persoanele fizice sau juridice care solicită asigurări și companiile de asigurări care oferă aceste servicii.
- brown goods - termen generic pentru televizoare și aparate radio, derivând de la culoarea maronie a carcaselor de lemn utilizate inițial la confecționarea acestora. A se vedea și white goods.
- brut:

- (despre venituri, produse etc) din care nu au fost scăzute cheltuielile de producție, impozitele, pierderile sau alte scăzăminte aferente; vezi și: beneficiu brut, produs intern brut, produs național brut, salariu brut, salariu de bază minim brut
- (despre greutatea mărfurilor) care este calculat împreună cu ambalajul.
- bruto - în total, fără a scădea greutatea ambalajului; fără a scădea cheltuielile sau impozitele (dintr-un venit).
- BTL - servicii de publicitate neconvențională; termen folosit în publicitate pentru a indica cheltuielile cu mijloacele de promovare în afara mijloacelor media, cum sunt cele cu promovarea vânzărilor, marketing direct, merchandising, relații publice, sponsorizare, mecenat, crearea de evenimente, participarea la saloane, expoziții comerciale etc. (below the line)
- BUBOR - rata media a dobânzii pentru împrumuturile acordate pe piața interbancară. Rata dobânzii percepute de o bancă pentru creditele acordate este mai mare decât BUBOR, întrucât, din suma încasată, banca trebuie să acopere costul resurselor obținute din credite pe piața interbancară.
- buget:

- totalitatea calculelor veniturilor și cheltuielilor unui stat; sumă care rezultă din astfel de calcule; vezi și: legea bugetului, instituție bugetară;
- totalitatea sumelor de care dispune o instituție publică pe o perioadă de timp determinată; plan financiar, program de cheltuieli ale unei societăți comerciale sau ale unui sector din aceasta;
- totalitatea prevederilor de venituri și cheltuieli ale unei familii sau ale unei persoane pentru o anumită perioadă; sumă de care dispune o familie, o persoană, pentru anumite cheltuieli.
- buget guvernamental⁠(d) - balanța dintre veniturile (impozite, taxe, contribuții și alte surse de finanțare publică) și cheltuielile (costurile legate de servicii publice, plata datoriei publice și alte investiții economice) guvernului pe o perioadă determinată.
- buget personal - plan financiar care urmărește veniturile, cheltuielile și economiile unei persoane sau ale unei familii într-o anumită perioadă.

- bugetivor - (termen peiorativ despre persoane, societăți comerciale) care trăiește în mod parazitar din bugetul statului.
- bul - (piața bursieră) investitor care crede că piața și/ sau un preț vor/va crește.
- bunăstare⁠(d) - concept care combină aspecte economice, sociale și de calitate a vieții reprezentând starea generală de satisfacție și prosperitate a indivizilor sau a unei societăți, rezultată din accesul la resurse materiale, servicii și condiții care contribuie la un nivel de trai ridicat și la satisfacerea necesităților.[8]
- bun economic - vezi articol.
- bune practici - termen care se referă la abordările și metodele recunoscute ca fiind cele mai eficiente și eficace în management, strategii de afaceri, tehnici de marketing, strategii de vânzare, politici de resurse umane și alte strategii care sunt considerate cele mai bune pentru a atinge obiectivele de afaceri.
- bun public - bun economic al cărui consum nu poate fi restricționat și care nu se epuizează pe măsură ce este consumat.
- bunuri de consum - bunuri materiale destinate consumului personal sau social; obiecte de consum.

- bunuri de consum cu mișcare rapidă - bunurile de larg consum cel mai des achiziționate (mâncare, produse cosmetice și de igienă) care au o durată redusă de stocare.
- bunuri (sau mărfuri) de larg consum - produse ale industriei ușoare sau alimentare destinate consumației individuale.

- bursa muncii - instituție care înregistrează cererile de lucru și mijlocește angajările.
- bursa neagră - comerț clandestin.
- bursă - instituție specifică economiei de piață unde se negociază în mod public, pe baza cererii și ofertei, acțiuni, hârtii de valoare, valută (bursă de valori), unde se desfășoară tranzacții de mărfuri, valori mobiliare (bursă de mărfuri), unde se efectuează operațiuni legate de comerțul internațional etc.

- bursă de mărfuri - piață, cu putere de autoreglare, unde se fac tranzacții comerciale, prețurile fiind înscrise în liste oficiale.
- bursă de valori - loc unde se negociază cu bani cash sau la termen valori mobiliare (acțiuni, obligațiuni), tranzacțiile fiind efectuate de către agenți de bursă.

- business - afacere; ocupație, muncă.
- businessman - vezi om de afaceri.
- butic - magazin mic și luxos, în care se vând confecții elegante de serie mică sau mărunțișuri.

## C
- caiet catalog - catalog de expoziție sub formă de caiet.
- caiet de sarcini - document care descrie cerințele generale ale clienților către bunurile și serviciile unui contractor sau condițiile tehnice, de calitate, termenele și programele de lucru etc. privitoare la executarea unei lucrări.
- caiet de prezență - listă în care semnează cei prezenți la un curs, la serviciu etc.
- calcul economic - ansamblu de operații efectuate de un agent economic în scopul comparării costurilor cu beneficiile legate de o acțiune oarecare.
- calfă - (termen învechit) lucrător calificat după o perioadă de ucenicie.
- calificare - pregătire profesională, teoretică și practică, de un anumit nivel, într-un anumit domeniu; titlu obținut în urma trecerii unor examene sau a unor probe.
- calitate (a unui produs) - totalitatea proprietăților intrinseci și extrinseci ale unui produs, care îl fac să corespundă funcției pentru care a fost creat.
- call - titlu de cumpărare; drept de cumpărare.
- call center - serviciu specializat al unei companii ce oferă clienților săi asistență prin telefon sau internet sau realizează activități de promovare a activității firmei prin intermediul acestor mijloace de comunicații.
- camătă - dobândă (excesivă) pentru sumele date cu împrumut.
- cambie - vezi bilet de (sau la) ordin.

- cambie în alb - instrument de plată în care nu figurează toate mențiunile obligatorii, cu excepția semnăturii trăgătorului.
- cambie în suferință - cambie pe care trasul refuză să o accepte și pentru care nu a fost desemnat un indicat la nevoie.

- cambist - specialist bancar în comerțul cu devize.
- cameră - instituție, organizație având ca obiectiv sprijinirea activității dintr-un anumit domeniu.

- cameră de comerț - asociație legal constituită în vederea promovării schimburilor comerciale.
- cameră de muncă - instituție care se ocupă de problemele angajaților și arbitrează conflictele de muncă.

- campanie publicitară⁠(d) - promovare prin mass-media a unui produs nou.
- cancelling (clauză ~) - clauză înscrisă într-un contract de transport, potrivit căreia se poate anula contractul dacă vasul nu a sosit în portul de încărcare până la termenul convenit.
- cantonament - limitarea drepturilor unui creditor.
- capacitate - obiectiv industrial sau economic cu un anumit profil.

- capacitate de plată - stare a unui agent economic care dispune de venituri suficiente pentru a plăti la termen toate plățile datorate.
- capacitate de muncă - concept care reflectă echilibrul dintre cerințele muncii exercitate și resursele individuale (personale), de exemplu în ceea ce privește tipul de activitate, volumul de muncă, organizarea muncii, sănătatea, competențele, valorile, atitudinile și motivația.
- capacitate de producție - cantitate de produse pe care o poate elabora un sistem tehnic, întreprindere etc. într-o unitate de timp.

- capcana demografică⁠(d) - este o capcană a populației la care se adaugă factori ca: îmbătrânirea populației⁠(d), schimbări în structura acesteia, migrația; vezi și sărăcie demografică.
- capcana lichidității - situație în care o creștere a ofertei monetare nu duce la o scădere a ratei dobânzii, ci doar la un adaos la soldurile pasive.
- capcana populației - situație în care o creștere rapidă a populației duce la o presiune crescută asupra resurselor, făcând mai dificilă satisfacerea nevoilor și dorințelor acesteia, ceea ce conduce la o scădere a nivelului de trai și la o creștere a sărăciei, a șomajului și a instabilității sociale; altă denumire: catastrofă malthusiană.
- capital:

- avere constituită din bani, mărfuri, bunuri materiale în genere ale unei persoane sau întreprinderi, care constituie un patrimoniu ce poate aduce venituri;
- sumă (mare) de bani împrumutată sau investită într-o afacere în vederea obținerii de profit; ansamblul sumelor de bani, împrumutate sau investite, care circulă într-o economie;
- (în teoria marxistă) produs al muncii colective, care revine în cea mai mare parte proprietarului mijloacelor de producție, în detrimentul lucrătorilor; vezi și plusvaloare.
- capital bancar - capital bănesc de care dispun băncile și din care se acordă împrumuturi cu dobândă.
- capital bănesc - capital avansat în afaceri pentru cumpărarea de bunuri sau pentru achiziționarea de servicii în vederea desfășurării activității de producție; altă denumire: capital lichid.
- capital cămătăresc - capital bănesc folosit pentru a obține camătă.
- capital circulant - parte a capitalului productiv (materii prime și auxiliare, combustibil etc.) a cărei valoare se transmite în întregime asupra mărfurilor produse (în decursul fiecărui proces de producție).
- capital constant - parte a capitalului investită în mijloacele de producție care nu-și schimbă mărimea valorii în procesul de producție.
- capital de datorie - fonduri împrumutate în scopul finanțării unei activități economice.
- capital de împrumut - capital bănesc pe care bancherii, în anumite condiții (perioadă determinată de timp, rată a dobânzii), îl împrumută unor persoane fizice sau juridice.
- capital de risc - capital investit într-o afacere în care întreprinzătorul acceptă riscul ca firma sa să dea faliment.
- capital financiar - totalitatea resurselor bănești (lichide, credite, hârtii de valoare) antrenate într-un ciclu economic.
- capital lichid - vezi capital bănesc.
- capital productiv - ansamblul bunurilor economice determinate material (mijloace fixe și circulante), împreună cu potențialul uman care asigură procesul de producție a unor noi bunuri economice.
- capital propriu - interesul rezidual al acționarilor în activele unei societăți, după deducerea tuturor datoriilor sale.
- capital social - valoarea bunurilor aduse ca participare la o societate comercială (exprimată în moneda țării respective).
- capital uman - investiție făcută în resursele umane, în vederea îmbunătățirii productivității acestora.

- capitalism - sistem economico-social și politic în care predomină proprietatea privată asupra mijloacelor de producție, a sistemelor de schimb, a serviciilor etc, guvernat de legile economiei de piață, de liberul schimb, de libera inițiativă, de concurența dintre întreprinderi ca motor al productivității, al creativității, al creșterii rentabilității în toate domeniile.

- capitalism financiar - formă de capitalism în care procesul de producție este subordonat ideii de acumulare de profituri bănești într-un sistem financiar.
- capitalism monopolist de stat - formă actuală de existență a capitalismului monopolist, caracterizată prin corelarea forței statului cu forța monopolurilor.

- capitalizare - transformare a unor bunuri în capital; acumulare de capital, de bani, de avere.

- capitalizare de piață -  valoarea de piață a acțiunilor unei companii; se calculează prin înmulțirea numărului total cu prețul curent de piață al unei acțiuni.

- carat:

- cotă de participare la o societate comercială;
- indice al proporției de aur în aliaje, egal cu a 24-a parte din masa totală;
- unitate de măsură pentru masa pietrelor prețioase, egală cu 0,2053 de grame.
- card (de credit):

- document emis de bănci, cu ajutorul căruia posesorul cărții poate lua credite pe o anumită perioadă de timp (sinonim: carte de credit);
- cartelă magnetică, cu ajutorul căreia se pot face plăți electronice.
- card clonat - card de credit care a fost imitat, prin mijloace ilegale, cu scopul de a se extrage banii din contul acestuia.
- card co-branded - card emis de o bancă împreună cu o societate comercială și care poartă mărcile ambelor organizații; sunt orientate către baza de clienți a unui anumit comerciant, fumizor de servicii sau a unei alte organizații comerciale.
- card de debit - instrument de plată ce permite posesorului său accesul la disponibilitățile din contul atașat cardului.
- card embosat - card ale cărui date de identificare (numele titularului, numărul cardului și data expirării) sunt inscripționate în relief ceea ce permite citirea sa atât manuală cât și electronică.
- card suplimentar - card emis pe numele unei terțe persoane desemnate de către deținătorul cardului principal, denumită utilizator, care poate efectua tranzacții din linia de credit aprobată de bancă (în cazul cardurilor de credit) sau din limita disponibilă în contul curent (în cazul cardurilor de debit).

- carieră - profesiune, ocupație; poziție în ierarhia socială și profesională, în societate, pe baza competenței.
- carnet de cecuri - instrument de operații bancare, care permite efectuarea plăților fără a lucra cu bani.
- carnet de muncă - document în formă de carnet, care cuprinde date privitoare la activitatea unei persoane (vechimea în muncă, locul de muncă) și care servește acesteia pentru anumite drepturi (salariu, concediu, pensie etc); altă denumire: carte de muncă.
- carte de credit - vezi card de credit.
- carte de muncă - vezi carnet de muncă.
- cartel:

- înțelegere între firme privind fixarea prețurilor și modul de desfacere a mărfii, ajungându-se până și la trucarea licitațiilor;
- aranjament între firme concurente, menit să limiteze sau să elimine concurența dintre ele, în scopul majorării prețului și beneficiilor întreprinderilor participante, fără a produce avantaje compensatorii obiective.
- cartelă - carnețel, bucată de hârtie sau de carton, cu bonuri detașabile, imprimate și numerotate, pe baza cărora se pot obține produse raționalizate.
- carte mare - registru de contabilitate în care operațiunile economice se înregistrează în mod sistematic pe conturi.
- cartotecă - totalitatea fișelor de evidență care cuprind date despre personalul, materialele etc. dintr-o instituție, aranjate după anumite criterii.
- casare - efectuarea operațiilor necesare pentru scoaterea definitivă din uz și din inventar a unui mijloc fix ale cărui folosire, reparare sau modernizare nu mai sunt rentabile.
- casă:

- dulap sau lădiță de fier în care se țin bani, hârtii de valoare etc.;
- masă, pupitru etc. într-un magazin unde se achită costul cumpărăturilor;
- sumă de bani care se află la un moment dat în casieria unei instituții, a unei societăți comerciale.
- casă de bani - vezi seif.
- casă de amanet - instituție care împrumută bani în schimbul unei garanții și al unui comision.
- casă de ajutor reciproc - asociație benevolă (a unor angajați sau pensionari), creată pentru acordarea de împrumuturi și de ajutorare membrilor ei din fondurile obținute din cotizații și dobânzi.
- casă de economii - instituție publică de credit, specializată în atragerea disponibilităților bănești temporare ale populației, acordând pentru aceasta dobândă.
- casă de marcat (sau de marcaj) - aparat electronic folosit pentru emiterea bonurilor fiscale.
- casă de raport - casă sau imobil cumpărat sau construit în vederea speculei.
- casă de schimb - societate comercială care se ocupă cu schimbarea banilor.

- cash - vezi bani lichizi.

- cash collateral - depozitul bancar constituit de către debitor/ garant la banca la care se contractează un credit, depozit creat în vederea garantării împrumutului și i se înapoiază solicitantului numai după rambursarea integrală a creditului.
- cash flow⁠(d) - circulația banilor într-o firmă sau proiect pe o anumită perioadă; se calculează ca diferența dintre încasările și plățile efectuate; sinonim: flux de numerar.
- cash&carry - activitatea desfășurată de comercianții care vând mărfuri, prin sistemul de autoservire, către persoane juridice, înregistrate în baza de date a vânzătorului, în scopul revânzării și/sau prelucrării, precum și al utilizării acestora ca produse consumabile.

- casier - persoană care are în sarcina sa casa de bani, distribuirea și încasarea banilor, precum și păstrarea hârtiilor de valoare într-o întreprindere, instituție etc.
- casierie - încăpere, birou, ghișeu, serviciu într-o întreprindere, instituție etc. unde se primesc, se păstrează și se distribuie bani.
- casnică, industrie ~ - activitate economică desfășurată în gospodăria casnică, cu unelte relativ simple, care are ca scop obținerea unor produse destinate mai ales nevoilor proprii.
- casting - identificarea/selecția de personaje care vor fi prezente în cadrul unor clipuri publicitare, campanii promoționale, BTL advertising, târguri și expoziții ș.a.
- catalog - broșură (ilustrată) care prezintă obiecte de vânzare și prețul acestora.
- catastrofă malthusiană - vezi capcana populației.
- catastrofism - tendință de a face previziuni pesimiste (în special cu referire la diferite situații economice).
- categorie socio-profesională - ansamblu de lucrători delimitat prin tipul de activitate profesională (agricultură, industrie etc.) și prin poziția pe care aceștia o ocupă în activitatea profesională respectivă (patroni, muncitori, funcționari).
- cauțiune - sumă de bani depusă pentru garantarea executării de către debitor a unei obligații.
- cazier:

- dulap cu mai multe compartimente sau sertare, în care se clasează acte, dosare etc.;
- serviciu care ține evidența acestor fișe.
- călătorie de afaceri - deplasare efectuată în scopul rezolvării problemelor legate de activitatea desfășurată într-un domeniu lucrativ.
- ceasornic de pontaj - ceasornic special montat la intrarea într-o societate comercială, care imprimă pe fișele individuale momentul intrării și ieșirii angajaților.
- cec - document nominal sau la purtator prin care posesorul unui cont curent sau de decontare dispune plata unei sume de bani din disponibilul aflat în contul titularului.

- cec fără acoperire - cec a cărui sumă este mai mare decât suma depusă de beneficiar la bancă.
- cec în alb - cec semnat și înmânat altcuiva fără a se consemna suma care poate fi retrasă.

- centezimă - dobândă de unu la sută pe lună.
- centimă - valoare bănească care reprezintă a suta parte dintr-un franc, dintr-un leu vechi etc.
- centrală - instituție, unitate economică care coordonează și controlează activitatea și buna desfășurare a muncii într-o anumită ramură de activitate.

- centrală industrială - (în socialism) unitate industrială caracteristică sistemului economic centralizat, care reunea întreprinderi cu profil similar, institute de cercetare și proiectare și care coordona întreaga lor activitate.

- centralizare:

- înscriere a unor date într-un centralizator;
- proces de unire a mai multor societăți comerciale (mai mici) în mari unități economice.
- centralizarea capitalului - formarea unor capitaluri mai mari prin unirea unor capitaluri mai mici.
- centralizator - document în care se centralizează date.
- centru de profit - grup de unități componente ale unei corporații descentralizate, suficient de independente pentru a se putea stabili o rată de recuperare a investiției pentru fiecare dintre ele.
- cenzor - persoană aleasă de adunarea generală a unei societăți comerciale pentru a face verificarea conturilor prezentate de administrator sau pentru a verifica gestiunea unei întreprinderi, a unei bănci, a unei asociații etc.; vezi și chestor.
- CEO - (Chief Executive Officer) șeful cu gradul cel mai mare într-o companie, corporație sau agenție, echivalent cu Director General Executiv.
- cercetare operațională - tehnica analizei unei probleme administrative, comerciale, industriale prin metoda matematică.
- cerere - cantitate de (bunuri și) servicii necesare pentru a se acoperi consumul.

- cerere de inflație - situație în care există câștiguri potențiale pentru unele grupuri ca urmare a politicilor inflaționiste.
- cerere excedentară - situație în care, la un preț dat, cererea depășește oferta.
- cerere monetară - cerere pentru o marfă care îndeplinește deopotrivă rolul de mijloc de schimb și de rezervă de valoare.
- cerere solvabilă - cerință de mărfuri și de servicii pentru care cumpărătorii dispun de mijloace de plată.
- cerere și ofertă - raportul dintre necesitatea de cumpărare și cantitatea de mărfuri aduse pe piață.

- certificat de calitate - adeverință prin care se atestă, în urma unui control de specialitate, că un anumit produs îndeplinește caracteristicile necesare pentru a fi utilizat cu funcția pentru care a fost destinat.
- chart - reprezentare grafică a evoluției cursurilor și a cifrelor de afaceri ale unei acțiuni pe o anumită perioadă.
- chartist - analist financiar care studiază grafice pentru a face pronosticuri, pe termen scurt și mediu, asupra evoluției cursurilor acțiunilor.
- check-in - .  înregistrarea clienților la sosirea în hoteluri sau alte structuri de cazare, în mod obișnuit prin semnarea în registru.
- check-out - întocmirea și achitarea notei de plată, precum și părăsirea hotelului de către client.
- cheltuială:

- bani necesari pentru a procura ceva sau pentru a ajunge la un scop;
- (în contabilitate, la plural) rubrică dintr-un registru în care se trec sumele cheltuite.
- cheltuieli - rubrică într-un registru contabil care cuprinde sumele cheltuite.

- cheltuieli cu capitalul - cheltuieli pe care le fac firmele și persoanele fizice pentru plata dobânzilor la capitalul împrumutat, pentru amortizarea activelor și pentru rambursarea împrumuturilor.
- cheltuieli bugetare - fonduri bănești cuprinse în bugetul de stat pentru finanțarea economiei naționale, pentru acțiuni social-culturale, pentru apărare, pentru funcționarea organelor puterii și ale administrației de stat etc.
- cheltuieli de regie - cheltuieli de întreținere la o societate comercială, instituție, cu ocazia executării unei lucrări și care se adaugă la costul materiei prime, al materialelor etc.
- cheltuieli de reprezentare - sume prevăzute într-un buget cu scopul de a acoperi cheltuielile rezultate din îndeplinirea funcțiilor oficiale pe care le deține o persoană.
- cheltuieli fiscale - degrevări care pot fi folosite pentru a micșora obligația fiscală.
- cheltuieli publice - totalitatea surselor financiare utilizate de stat și de instituțiile publice pentru a îndeplini funcțiile economice, sociale și administrative.

- chenzină - salariu pe care cineva îl primește la fiecare jumătate de lună; perioadă de timp care trece de la o chenzină la alta.
- chestor - persoană însărcinată cu verificarea fondurilor (bănești) ale unei instituții, asociații etc.; vezi și cenzor.
- chiriaș - persoană sau instituție, organizație etc. care ia cu chirie o locuință, sediul unei instituții, al unui magazin etc.
- chirie - sumă plătită de beneficiarul unui contract de închiriere pentru folosința unei locuințe sau a altui lucru închiriat.
- chitanță - înscris prin care creditorul recunoaște că a primit o sumă de bani, care reprezintă creanța sa, de la debitor.
- chitanțier - carnet sau registru cu foi detașabile pentru întocmirea chitanțelor.
- ciclu de exploatare - indicator care evidențiază dimensiunea perioadei de timp pentru care stocul de marfă, respectiv de materie primă, este acoperit.
- ciclu economic - discontinuitate a evoluției economice care conduce la o alternanță a perioadelor de creștere și depresiune economică.
- cifră - număr care indică valoarea unei mărimi caracteristice a unui fenomen, a unui indicator economic.

- cifră-record - cea mai mare cifră la o anumită dată, într-un anumit sector.
- cifră de afaceri - totalul încasărilor unei firme din activitatea desfășurată într-o anumită perioadă de timp; vezi și impozit pe cifra de afaceri.

- cincinal (plan ~) - plan (economic) întocmit pe o perioadă de cinci ani.
- circuit:

- trecere a capitalului industrial sau a fondurilor unei societăți comerciale de la forma bănească la cea productivă, apoi la forma marfă și din nou la forma bănească;
- proces de transformare și de prelucrare a materiei prime în produse finite.
- circulație - transmitere, schimb de bunuri, de mărfuri (prin intermediul banilor); transformare a mărfurilor în bani și a banilor în mărfuri. 
  - circulație bănească (sau monetară) - circulația banilor în procesul schimbului.
- clasă - categorie sau grad ce se acordă unui salariat potrivit funcției avute.
- clauză de înlocuire - vezi cut clause.
- clearing - sistem de plată prin compensare, fără numerar.
- client - cumpărător al anumitor produse, consumator al unui local public.
- clipboard - planșetă rigidă din plastic sau carton prevăzută cu un mecanism metalic de prindere cu arc ce permite prinderea documentelor, împiedicând împrăștierea hârtiilor și păstrarea acestora fără a fi necesară perforarea lor; este utilizat drept suport pentru scriere.
- closing rate - rata negocierilor care se soldează cu semnarea unui contract.
- club de investitori - entitate fiscală care are ca scop fructificarea capitalului investit de membrii săi.
- CNVM - vezi Comisia Națională a Valorilor Mobiliare.
- coacționar - persoană care posedă acțiuni împreună cu altcineva.
- coasociat - persoană care s-a asociat în vederea unei acțiuni, raportată la ceilalți membri ai asociației.
- coduri CAEN - sistem de numere din patru cifre de clasificare a activităților economice din România, care permite identificarea unică a fiecărei activități economice și utilizarea uniformă a acestuia în diverse scopuri economice.
- coeficient beta - măsură a volatilității individuale a unor titluri financiare comparativ cu un grup standard, luat ca unitate.
- coeficientul lui Gini - măsură a dispersiei statistice folosită pentru a reprezenta distribuția veniturilor populației unei națiuni, dar mai ales pentru a reprezenta disproporția în distribuirea veniturilor sau averilor, fiind un indice al inegalității.
- cofinanțare - finanțarea unui program, proiect, parțial prin credite bugetare, parțial prin finanțarea provenită din surse externe.
- colaborare - participare, alături de alte persoane, la realizarea unei acțiuni, a unei opere, a unei afaceri etc. care se efectuează în comun.
- comandă - cerere prin care o persoană, o societate comercială etc. solicită livrarea unui anumit produs, executarea unei lucrări sau prestarea unui serviciu.

- comandă de achiziție - document comercial emis de un cumpărător către un vânzător, care indică tipurile, cantitățile și prețurile convenite pentru produsele sau serviciile solicitate.

- comercializare vizuală - practica din industria comerțului cu amănuntul care constă în prezentarea optimizată a produselor și serviciilor pentru a evidenția mai bine caracteristicile și beneficiile acestora, în scopul atragerii și motivării clientului.
- comerciant - persoană implicată în afaceri sau comerț, care tranzacționează mărfuri produse de alte persoane.
- comerț - schimb de produse prin cumpărarea și vânzarea lor; ramură a economiei în cadrul căreia se desfășoară circulația mărfurilor.

- comerț cu amănuntul - procesul de vânzare a unor bunuri și servicii către clienți individuali prin intermediul unor canale de distribuție diverse (magazinelor cu amănuntul, a piețelor sau a magazinelor online) în cantități mai mici decât cele achiziționate în mod obișnuit de către întreprinderile comerciale; alte denumiri: comerț de detail sau en detail, retail.
- comerț angro⁠(d) - (scris și en gros) procesul de vânzare a unor bunuri și servicii în cantități mari către alți comercianți sau distribuitori, care le revând în către magazinele cu amănuntul, companiile sau organizațiile care le folosesc pentru producția altor produse.
- comerț electronic - termen care descrie operațiunile de vânzare-cumpărare, folosind mijloace digitale; acesta poate include folosirea internetului, a televiziunii interactive sau a terminalelor mobile.

- Comisia Economică a ONU pentru Europa - comisie regională înființată în 1947 pentru a încuraja cooperarea economică între statele sale membre.
- comision:

- contract în baza căruia se tratează afaceri comerciale în nume propriu, dar pe socoteala altei persoane, în schimbul unei remunerații (procentuale); remunerația obținută în urma acestei afaceri;
- însărcinare dată unei persoane de a procura sau de a transmite ceva; serviciu făcut cuiva în urma unei astfel de însărcinări.
- companie - unitate economică mare, constituită sub formă de societăți (industriale, comerciale, de transport).

- companie multinațională - unitatea economică care desfășoară activități în mai multe țări sau care dispune de capitaluri din mai multe țări sau care este condusă de persoane cu naționalități diferite.

- compensare:

-  operație comercială, constând dintr-un schimb echivalent de mărfuri și servicii între vânzător și cumpărător, fără utilizarea mijloacelor de plată;
- operație financiară prin care se reglează raportul dintre vânzare și puterea de cumpărare.
- concediere - rezilierea contractului de muncă cu durată nedeterminată de către angajator, fie din vina salariatului, fie datorită unor motive economice.
- concediu - interval de timp determinat în care salariații nu vin la locul de muncă, cu înștiințarea în prealabil a angajatorului.

- concediu anual - concediul plătit din timpul de muncă acordat anual de către angajatori angajaților.
- concediu fără plată - timp liber acordat pentru rezolvarea unor probleme personale, fără ca angajatul să primească salariu.
- concediu medical - timpul liber, plătit de la locul de muncă, pe care angajații îl pot folosi pentru a sta acasă și pentru a se ocupa de problemele de sănătate.

- concesionare - tranzacție⁠(d) prin care o entitate publică (stat sau administrație locală⁠(d)) acordă unei companii private dreptul de a gestiona, exploata sau furniza un serviciu public ori de a utiliza o resursă naturală pentru o perioadă determinată de timp, în schimbul plății unei redevențe sau a unei alte forme de compensație.
- concurență - rivalitate între antreprenori, comercianți, țări, monopoluri etc. pentru acapararea pieței, desfacerea produselor și clientelei în vederea obținerii unor câștiguri cât mai mari.

- concurență neloială - tip de concurență la care activitatea unuia din comercianți se realizează prin folosirea de procedee nelegale, contrare uzanțelor comerciale.

- condiții de muncă - mediul de muncă, incluzând respectarea drepturilor legale stabilite prin contractul de muncă, dar și beneficiile materiale și nonmateriale dobândite în cadrul acestuia.
- conservatorism fiscal - filozofie politică și economică în ceea ce privește politica fiscală și responsabilitatea fiscală care pledează pentru impozite mici, cheltuieli guvernamentale reduse și datorii publice minime.
- consultanță financiară - serviciu specializat prin care o persoană sau o firmă oferă sfaturi și soluții personalizate privind gestionarea, investiția și optimizarea resurselor financiare și care poate acoperi o gamă largă de nevoi financiare, de la planificarea bugetului personal sau al unei afaceri, până la strategii complexe de investiții sau gestionarea riscurilor financiare.[necesită citare]
- consum:

- folosire a unor bunuri pentru satisfacerea nevoilor oamenilor;
- utilizarea de către populație și administrație a bunurilor materiale și a serviciilor în scopul satisfacerii nevoilor personale și colective.
- cantitate de materiale, materii prime, combustibil sau energie folosite pentru a realiza un produs tehnic, o lucrare etc.
- consum discreționar - vezi consum ostentativ.
- consum etnocentric - termen care exprimă influența etniei individului asupra produselor pe care acesta tinde să le achiziționeze.
- consum ostentativ - cheltuirea de bani pentru achiziționarea de bunuri și servicii de lux în scopul afișării publice a bunăstării cumpărătorului acelor bunuri de lux; sinonim: consum discreționar.
- consum productiv - folosire a mijloacelor de producție pentru crearea de noi bunuri materiale.
- consum neproductiv - consum care nu are drept rezultat producerea de noi bunuri materiale.
- consum specific - cantitate de combustibil, de material și de energie consumată într-o unitate de timp pentru executarea unui produs, a unei operații etc.

- cont bancar - serviciu oferit de instituțiile financiare (cum ar fi băncile) care permite unui client (persoană fizică sau juridică) să depoziteze, retragă, transfere și gestioneze bani în mod electronic sau fizic.[9]
- cont de depozit - cont bancar destinat economisirii sau păstrării unor fonduri pe o perioadă de timp determinată sau nedeterminată, oferind în general o dobândă asupra sumelor depuse.[10]
- cont de virament -  cont deschis la o instituție bancară, prin care se fac și se primesc plăți, fără a se întrebuința bani în numerar; vezi și virament.
- contract - convenție care creează drepturi și obligații în sarcina părților contractante.

- contract de împrumut - formă de finanțare prin care o parte, numită debitor, obține resurse financiare de la o altă parte, numită creditor și care permite debitorului să beneficieze de lichidități imediate, pe care le poate utiliza pentru diverse scopuri, cum ar fi investiții, achiziții de bunuri sau servicii, finanțarea proiectelor etc.
- contract de leasing - contract financiar prin care este prevăzut un import temporar, la expirarea căruia beneficiarul poate cumpăra bunurile mobile și imobile ce i-au fost închiriate de producător.
- contract de locație - convenție prin care una dintre părți se obligă să procure și să asigure celeilalte părți folosința unui lucru pentru un timp determinat în schimbul unei sume de bani; vezi și locație.
- contract de muncă - convenție prin care salariatul își pune activitatea profesională la dispoziția angajatorului care îi plătește un salariu; poate fi cu durată determinatã sau nedeterminată și se poate referi la:

- contract colectiv de muncă - convenție scrisă încheiată de instituție sau de o întreprindere cu propriii săi muncitori și funcționari, reprezentați de comitetul sindical.
- contract individual de muncă  -  contract prin intermediul căruia o persoană fizică numită angajat, se angajează să efectueze lucrări sau servicii pentru o persoană fizică sau juridică, numită angajator, în regim de dependență, de subordonare juridică față de acesta.

- contract de servicii (sau contract de întreținere) - vezi garanție extinsă.
- contract la termen - acord legal între două părți, prin care acestea stabilesc să încheie o tranzacție în viitor, la un preț și într-un moment prestabilit; este utilizat în principal în domeniul financiar și al mărfurilor, unde părțile pot specula asupra prețurilor viitoare sau pot acoperi riscurile asociate cu fluctuațiile prețurilor.

- contribuabil - persoană fizică sau juridică obligată prin lege să plătească impozit.
- contribuție benevolă - sumă sau taxă al cărei cuantum îl stabilește plătitorul.
- cooperativă de credit - instituție financiară non-profit, deținută și controlată de membrii săi, care furnizează servicii financiare similare băncilor, cum ar fi acceptarea de depozite și oferirea de împrumuturi.
- core banking - sistem informatic centralizat utilizat de instituțiile financiare pentru a gestiona operațiunile esențiale legate de conturile clienților, tranzacții și alte servicii bancare de bază.[11]
- corporație transnațională - entitate comercială care operează în mai multe țări și are afaceri și activități desfășurate în mod activ în diferite piețe internaționale; aceste corporații sunt adesea mari și au o prezență globală, având subsidiare, sucursale sau operațiuni în diverse țări din lume.
- cost - sumă de bani cheltuită pentru producerea sau cumpărarea unui bun, efectuarea unei lucrări, prestarea unui serviciu etc; vezi și preț.
- costul vieții - totalitatea cheltuielilor pentru bunuri alimentare și nealimentare, precum și a serviciilor utilizate, pe o familie, într-o perioadă determinată.
- cotație la bursă - prețul la care se tranzacționează o acțiune pe bursă la un moment dat și care se modifică în funcție de cererea și oferta din piață; vezi și listare la bursă.[12]
- cotă:

- parte care îi revine cuiva dintr-o sumă de primit sau de dat; sinonim: cotă-parte;
- parte cu care cineva contribuie la impozite; sinonim: contribuție;
- parte care revine unui producător ca sarcină de producție, cu care acesta participă la producția totală a acelui fel de bunuri;
- parte dintr-un tot, în cifre absolute sau în valori procentuale, căreia i se dă o anumită destinație sau i se aplică un anumit regim; sinonim: coeficient;
- (în socialism) cantitate de produse (agricole) pe care un producător trebuia să o predea statului.
- cotă a bursei - tablou la bursă care conține, în fiecare zi, cursul acțiunilor, în unități monetare ale pieței.
- cotă de beneficiu - parte din beneficiul unei societăți comerciale repartizată unui acționar și care e proporțională cu numărul acțiunilor posedate.
- cotă de import - practică protecționistă care stabilește o limită cantitativă dintr-un produs care poate fi importat.
- cotă de întreținere - sumă de bani cu care fiecare dintre colocatari contribuie la cheltuielile comune de întreținere a imobilului respectiv.

- crah - fenomen economic caracteristic sistemului capitalist și care se manifestă printr-o lipsă acută a creditului pe piață, prin scăderea catastrofală a cursului acțiunilor la bursă și prin devalorizarea monedei curente; exemplu: Crahul de pe Wall Street din 1929.
- creanță - dreptul pe care îl are debitorul de a cere creditorului suma de bani sau valoarea în natură datorată conform unui acord sau contract.
- credit:

- relație financiară care se stabilește între persoana fizică sau juridică (creditor) care acordă un împrumut în bani sau vinde mărfuri ori servicii pe datorie și persoana fizică sau juridică (debitor) care primește împrumutul în bani sau cumpără mărfuri ori servicii pe datorie;
- partea din dreapta a unui cont, care reprezintă sumele avansate.
- credit de consum - orice alt credit în afara creditului pentru investiții imobiliare; exemple: credite de nevoi personale, credite auto, credite pentru studii, credit privind servicii medicale etc.
- credit imobiliar - vezi credit ipotecar.
- credit ipotecar - formă de credit pe termen lung, acordat de o bancă unor persoane (fizice sau juridice), în scopul construirii, achiziționării, reparării sau modernizării de proprietăți imobiliare, în care creditul este garantat cu proprietățile imobiliare respective; altă denumire: credit imobiliar.
- credit mobiliar - societate comercială care împrumută pe depuneri de titluri, ca acțiuni, obligațiuni etc.
- credit pentru investiții imobiliare - credit acordat unei persoane fizice care este garantat cu ipotecă imobiliară și este acordat în scopul dobândirii ori menținerii drepturilor de proprietate asupra unui teren și/sau unei construcții.
- credit ipotecar pentru investiții imobiliare - credit pentru investiții imobiliare care este garantat cu ipotecă asupra imobilului care face obiectul investiției imobiliare pentru finanțarea căreia se acordă.

- creditarea de la persoană la persoană - tranzacție financiară (în primul rând de creditare și de împrumut, deși poate include și tranzacții mai complexe), care are loc direct între persoane fizice, fără intermedierea unei instituții financiare.
- creditor:

- (persoană sau instituție) care a dat bani cu împrumut sau care are de primit o sumă datorată; titular al unui drept de creanță;
- (despre operații financiare) care se referă la credite; (despre instituții) care acordă credite.
- creștere economică - creșterea cantitativă a producției de bunuri și servicii într-o economie pe o perioadă determinată, de obicei un an; poate fi măsurată prin creșterea PIB sau a PIB/locuitor.
- criză (economică) - manifestare acută a unor dificultăți economice și care se manifestă în special prin formarea unui surplus de mărfuri în raport cu puterea de cumpărare a populației, ceea ce duce la scăderea producției, la falimente, șomaj etc.

- criză energetică - situația în care necesarul de energie nu poate fi acoperit datorită diminuării resurselor de petrol, cărbune, energie electrică și are drept consecință mărirea prețului produselor.

- cuantum - cantitate, mărime, număr, sumă (neprecizată) la care se urcă o cheltuială, un credit etc.
- cultură de clan - tip de cultură organizațională unde accentul cade pe munca în echipă, integrarea egală, flexibilitatea și discreția.
- cultură organizațională - ansamblu comun de valori, standarde, obiceiuri, atitudini și comportamente la locul de muncă ale unei companii și ale angajaților acesteia.
- curba Laffer - reprezentare grafică a dependenței dintre nivelul impozitării și veniturile fiscale totale colectate de un guvern.[13][14]
- curs al acțiunilor - prețul la care se vând și se cumpără acțiunile la un moment dat.
- curs al bursei - prețul la care este cotată la un moment dat, la bursă, o hârtie de valoare, o valută străină etc.
- curs de schimb (sau curs valutar) - prețul unei unități monetare din moneda unei țări, exprimat în unități monetare ale altei țări.

- curs de schimb fix - curs de schimb stabilit și menținut de o autoritate monetară, cum ar fi o bancă centrală, la un nivel specific față de o altă monedă.

## D
- DAE - vezi dobândă anuală efectivă.
- datorie:

- sumă de bani (sau orice bun) pe care cineva a luat-o cu împrumut (sau pe care o datorează cuiva);
- obligație contractuală față de un terț (creanțier, creditor) de a restitui, transfera, constitui în folosul acestuia un drept real asupra unui bun, serviciu sau de a îndeplini anumite acțiuni, a executa (sau de a nu executa) anumite lucrări, beneficiarul posedând în raport cu datornicul o creanță.
- datorie activă - datorie purtătoare de dobândă.
- datorie asigurată - datorie pentru care există garanții de recuperare.
- datorie externă - suma totală a împrumuturilor pe care guvernul, companiile, și/sau instituțiile financiare din acea țară le-au contractat de la creditori străini și a cărei gestionare este esențială pentru menținerea stabilității economice și pentru evitarea crizelor financiare care ar putea afecta dezvoltarea economică a unui stat.
- datorie flotantă - datorie contractată de stat prin emiterea de titluri de credit a căror valoare fluctuează în raport cu nivelul emisiunilor și rambursărilor (bonuri de tezaur).
- datorie pasivă - datorie nepurtătoare de dobândă.
- datorie publică - totalitatea obligațiilor pecuniare ale statului, rezultate din împrumuturi interne și externe, pe termen mediu sau lung, contractate de stat în nume propriu sau garantate de acesta; vezi și serviciul datoriei publice.

- datorie publică internă - datorie publică a statului față de creditori interni, contractată prin emiterea de titluri de credit pe piața internă.
- datorie publică externă - vezi datorie externă.

- datorii active - sume pentru care cineva este creditor.
- datornic - vezi debitor.
- daunalitate - termen care se referă la frecvența și gravitatea daunelor sau pierderilor financiare suferite de către asigurat, în cadrul unei polițe de asigurare.
- daună:

- pierdere sau o pagubă suferită de către o persoană fizică sau juridică, ca urmare a unui eveniment nedorit sau imprevizibil;
- (în asigurări) valoarea pagubei suferite de către asigurat, pentru care asigurătorul va plăti o sumă de bani asiguratului în cazul în care acesta suferă o daună acoperită de polița de asigurare.
- daune moratorii - despăgubiri care se acordă creditorului în caz de întârziere de plată a unei obligații de către debitor și care se calculează din momentul trimiterii somației.
- debitor - (persoană fizică sau juridică) care are datorie în bani sau în alte bunuri; datornic.
- decalaj de producție - indicator economic⁠(d) care măsoară diferența dintre producția reală a unei economii (produsul intern brut efectiv) și producția potențială (nivelul maxim de producție pe termen lung care poate fi atins fără a genera presiuni inflaționiste).[necesită citare]
- decalajul Lucas - concept care susține că modelele econometrice⁠(d) tradiționale nu țin cont de faptul că politicile economice pot schimba comportamentul oamenilor în moduri care afectează rezultatele acestor politici; vezi și legea lui Okun.[necesită citare]
- decontare:

- justificare detaliată, pe bază de acte, a întrebuințării unei sume (primite);
- înapoiere a banilor cheltuiți în contul unei persoane fizice sau juridice.
- dedolarizare - procesul prin care o economie sau un grup de economii își reduce dependența de dolarul american în tranzacțiile comerciale⁠(d) internaționale, în rezerva de valută sau în alte aspecte financiare și economice.
- deducere (fiscală) - reducere a venitului impozabil, în special a cheltuielilor efectuate pentru a produce venituri suplimentare.
- deficit bugetar:

- stare în care cheltuielile unei instituții sau ale unui guvern depășesc veniturile;
- diferența negativă dintre veniturile obținute de stat (din taxe, impozite, venituri din proprietate etc.) și cheltuielile efectuate de stat (pentru servicii publice, investiții, salarii, apărare⁠(d) etc.).
- deflator - indice al deprecierii banilor, servind la înlăturarea unor efecte ale inflației.

- deflator PIB -  măsură a schimbării prețurilor tuturor produselor noi, produse într-o anumită țară, produse finite și servicii.

- deflație - retragere din circulație a unei cantități de bancnote în timpul unei inflații, pentru a face să crească puterea de cumpărare a banului.
- degrevare - scutire a unor oameni, colectivități, instituții, de (o parte din) (sarcinile sau) obligațiile impuse.
- democrație economică - implicarea egală a tuturor membrilor în luarea deciziilor economice; acest lucru poate include atât angajații unei companii în luarea deciziilor legate de producție, cât și comunitățile în stabilirea priorităților economice la nivel local sau național; vezi și economie participativă.
- depozit bancar "la vedere" - depunere de bani in conturi curente bancare care poate fi retrasa de titular in orice moment.Retragerea de bani este inscrisa in debitul contului iar soldul creditor al contului reflecta suma ramasa in depozitul bancar. Aceasta suma poate fi transformata altor persoane prin intermediul unui cec.
- depresiune (economică) - fază a ciclului economic, posterioară crizei economice, în care producția se menține la un nivel scăzut, mărfurile se vând greu și la prețuri scăzute, în condițiile în care rămâne redusă și puterea de cumpărare a populației; exemplu Marea depresiune din perioada 1929-1933; vezi și recesiune.
- depunere a bilanțului - situația unei societăți comerciale care nu mai are mijloace de plată și care nu mai poate face față datoriilor.
- dereglementare - procesul de înlăturare sau reducere a reglementărilor statului în sfera economică și anularea reglementării guvernamentale a economiei.
- deschidere a unui credit - operație financiară prin care se acordă o sumă de bani unei persoane (juridice) pe o perioadă de timp determinată.
- desfacere - vânzare a unor mărfuri.
- despăgubire:

- plată (în bani sau) în natură pentru repararea (unei pagube ori) a unei stricăciuni (provocată de plătitor cuiva sau) suferită de cineva din alte cauze;
- sumă de bani plătită de către o casă de asigurări unui asigurat pentru repararea unui prejudiciu.
- deviz de antecalculație - vezi antedeviz.
- dezvoltare (economică) -  procesul prin care o economie înregistrează o creștere durabilă și progres în timp și care include aspectele: creștere economică, distribuirea judicioasă a veniturilor, educație și sănătate, infrastructură, inovație și tehnologie, guvernare eficientă.

- dezvoltare internațională - procesul de creștere și progres economic care are loc la nivel global și care poate implica schimbul de bunuri și servicii, tehnologie și capital între țări, contribuind la creșterea economică la nivel mondial.
- dezvoltare durabilă (sau sustenabilă) - concept economic, social și ecologic care definește o formă de progres ce răspunde nevoilor prezentului fără a compromite capacitatea generațiilor viitoare de a-și satisface propriile necesități.
- dezvoltare rurală - procesul de îmbunătățire a calității vieții și a bunăstării economice a persoanelor care trăiesc în zonele rurale, adesea relativ izolate și slab populate.
- dezvoltare tehnologică - activități de inginerie tehnologică prin care se realizează aplicarea și transferul rezultatelor cercetărilor în plan economico-social, având ca scop introducerea și materializarea de noi produse, sisteme, tehnologii și servicii, precum și perfecționarea celor existente.
- dezvoltare umană - concept larg care măsoară bunăstarea generală a oamenilor dintr-o anumită țară sau regiune și care cuprinde aspecte ca: speranța de viață, nivelul de educație, produsul intern brut pe cap de locuitor; vezi și indicele dezvoltării umane.

- diagramă Gantt - instrument vizual folosit în managementul de proiect pentru a planifica, organiza și urmări progresul unui proiect pe o perioadă de timp, utilizat pentru a coordona sarcinile și activitățile necesare pentru schimbările culturale sau pentru implementarea unor strategii de îmbunătățire a culturii organizaționale.
- discount (sau disconto) - vezi reducere.
- distrugere creativă - concept care reflectă faptul că o mutație industrială poate distruge structura economică din interior și creează altă nouă.
- diversificare - strategie în investiții și afaceri care constă în extinderea gamei de bunuri și servicii, distribuirea capitalului investit pe o varietate cât mai mare de active, în scopul reducerii riscului și a creșterii oportunităților.
- dividend:

- parte din profitul unei societăți pe acțiuni care revine fiecărui acționar în raport cu numărul de acțiuni pe care le posedă;
- parte a fiecărui creditor în împărțirea activului rămas dintr-un faliment.
- diviziunea muncii - împărțire, în cadrul unei societăți comerciale, a procesului de creare a unui produs în mai multe operații parțiale, fiecare operație fiind efectuată de un muncitor sau un grup de muncitori anume specializați.

- diviziunea internațională a muncii - împărțirea muncii pe ansamblul economiei mondiale între diferitele țări, care stă la baza relațiilor de comerț exterior, de cooperare economică etc.
- diviziunea națională a muncii - concept care descrie modul în care o economie națională își organizează și împarte resursele și activitățile productive între diferitele sale regiuni, industrii și sectoare și care se referă la specializarea diferitelor regiuni sau țări în producerea anumitor bunuri sau servicii în funcție de avantajele comparative pe care le au.
- diviziunea socială a muncii - împărțire a producției sociale pe ramuri de producție de sine stătătoare (industrie, agricultură etc.), având drept rezultat specializarea unor grupuri de producători în anumite ramuri.

- dobândă:

- sumă de bani care se plătește (de obicei în procente) creditorului pentru banii împrumutați.
- preț (taxă) al serviciului de creditare pe care debitorul îl plătește creditorului, stabilit ca o cotă procentuală din suma împrumutată.
- dobândă anuală efectivă (DAE) - costul total al creditului, exprimat în procent anual din valoarea totală a liniei de credit acordate.
- dobândă compusă - dobândă care se calculează nu doar asupra sumei inițiale (capitalului), ci și asupra dobânzii acumulate în perioadele anterioare, ceea ce conduce la o creștere exponențială a capitalului în timp.
- dobândă fixă - dobândă a cărei rată rămâne constantă pe toată perioada de rambursare.
- dobândă moratorie - dobânda pe care urmează să le plătească cineva de la data acordării moratoriului până la achitarea datoriilor.
- dobândă negativă - dobândă încasată de debitor (este o măsură de limitare a importului de capital).
- dobândă variabilă - dobândă a cărei cotă se modifică în funcție de evoluția pieței ratei.

- donație - contract prin care o persoană transferă proprietatea unui bun unei alte persoane care o acceptă cu titlu gratuit.
- drept corporativ - ramură a dreptului care se ocupă de aspectele juridice ale organizațiilor corporative și ale societăților comerciale și care conține aspectele: formarea și structura corporației, guvernarea corporativă, fuziuni și achiziții, drepturile acționarilor, conformitatea juridică, răspunderea juridică, finanțe corporative, dreptul piețelor de actiuni.
- drept de preemțiune - privilegiu pe care îl are cineva printr-un contract sau printr-o lege, la o vânzare-cumpărare, de a fi, în condiții egale, cel preferat dintre mai mulți cumpărători.
- drept financiar - ansamblu de norme și principii juridice care reglementează relațiile economice legate de gestionarea resurselor financiare și care conține aspecte care au implicații economice semnificative și vizează modul în care sunt colectate, administrate și cheltuite resursele financiare.
- dreptul concurenței - set de reguli și mecanisme care guvernează interacțiunile dintre companii pe o piață liberă, cu scopul de a menține un mediu concurențial sănătos, astfel fiind prevenite comportamentele care ar putea distorsiona concurența, cum ar fi formarea de monopoluri, carteluri sau alte practici care împiedică funcționarea eficientă a pieței.
- dreptul consumatorului la confidențialitate - aspectele juridice și politice privind protejarea datelor consumatorului, având în vedere așteptările consumatorilor cu privire la confidențialitate în cazul colectării și diseminării datelor personale de către comercianți și societăți comerciale.
- dreptul muncii - totalitatea regulilor care privesc relațiile de muncă care există între angajator și angajați, raporturile individuale și colective; vezi și contract de muncă.
- drepturile consumatorului - sistem juridic ce apără un client în contextul achiționării unui produs sau unui serviciu; vezi și responsabilitate de produs.
- dumping - practică anticoncurențială ilegală aplicată de o societate comercială pentru a pătrunde pe o piață externă, caracterizată prin practicarea unui preț de vânzare mai scăzut pe piața externă decât pe piața internă (sub costurile de producție).
- duopol - formă de piață dominată de numai două companii care exercită un control exclusiv asupra producției și comercializării unui produs material sau serviciu; vezi și: monopol, oligopol.

## E
- echilibru - situație în care agenții economici sau agregatele ce îi însoțesc, cum sunt piețele, nu au nici o motivație pentru a-și schimba comportamentul economic.

- echilibru bugetar - stare a unui buget în care veniturile acoperă cheltuielile.
- echilibru economic - stare de concordanță între elementele interdependente și toate variabilele activității economice și sociale.
- echilibru general - situație a piețelor interdependente, caracterizată prin inexistența excesului de cerere și ofertă.

- economie - ansamblul activităților umane desfășurate în sfera producției, distribuției și consumului bunurilor materiale și serviciilor.

- economie a dezvoltării - ramură a științelor economice care se concentrează asupra studiului procesului de dezvoltare economică și a problemelor legate de aceasta, având ca obiectiv oferirea de soluții și strategii pentru a promova creșterea economică durabilă și reducerea sărăciei în țările în curs de dezvoltare.
- economie a sănătății - ramură a economiei care se ocupă de studiul și gestionarea resurselor financiare în sectorul sănătății, cu scopul de a asigura o acoperire medicală adecvată, eficientă și echitabilă.
- economie ascunsă - vezi economie informală.
- economie colaborativă - sistem economic bazat pe colaborare, în care proprietarii își împart resursele cu alți utilizatori pentru a obține câștiguri sau a accesa resursele la un cost mai scăzut; alte denumiri: sharing economy, economie de partajare.
- economie de partajare - vezi economie colaborativă.
- economie de piață - formă de organizare și funcționare a economiei în care prețul și volumul producției depind, în principiu, de confruntarea dintre cerere și ofertă.
- economie de scară - termen ce descrie ceea ce se întâmplă atunci când cantitățile de factori utilizați în producție cresc.
- economie de schimb - economie în cadrul căreia produsele muncii iau cu precădere forma de mărfuri.
- economie de tranziție -  economie care trece printr-un proces de schimbare de la o economie planificată la o economie de piață.
- economie feministă - ramură a economiei care aplică teorii și critici feministe la teorii economice, cercetarea în această ramură fiind interdisciplinară, critică și heterodoxă.
- economie heterodoxă - termen care se referă la școli și gândiri economice care se află în afara „economiei mainstream”.
- economie informală - activitate economică legală, dar ascunsă în mod deliberat autorităților publice pentru a evita plata impozitelor, taxelor sau respectarea anumitior standarde legale; alte denumiri: economie ascunsă, economie subterană.
- economie mixtă - sistem economic care îmbină elemente ale economiilor de piață cu cele ale economiilor planificate, piețele libere cu intervenționismul statului sau întreprinderea privată cu întreprinderea publică.
- economie mondială - totalitatea economiilor naționale și a interdependențelor stabilite între ele ca o consecință a cadrului juridic și instituțional și internațional și a mecanismelor economice.
- economie naturală - economie în care se produce direct pentru consum, fără intermediul schimbului, produsele preluând forma marfă.
- economie națională - totalitatea activităților și interdependențelor economice la nivel macro- și microeconomic, coordonat în plan național prin mecanisme proprii de funcționare.
- economie participativă - concept economic care încurajează participarea și implicarea activă a tuturor membrilor unei comunități sau organizații în procesele decizionale și distribuția resurselor; are la bază principiile: democrație economică, participare egală, distribuirea justă a resurselor, sustenabilitatea.
- economie planificată - sistem economic, în care (spre deosebire de economia tip "laissez-faire" ) deciziile cu privire la producție și investiții pentru unul sau mai mulți ani (plan cincinal) sunt planificate de autoritatea centrală, de obicei, de guvern, prin ministerele de resort.
- economie politică - știința administrării unor resurse și mijloace limitate, pentru satisfacerea unor necesități numeroase și nelimitate.
- economie post-deficit - vezi abundență.
- economie socialistă - sistem economic bazat pe proprietatea socialistă asupra mijloacelor de producție, pe colaborarea și ajutorul reciproc al oamenilor și pe repartizarea produselor după cantitatea și calitatea muncii depuse.
- economie subterană - vezi economie informală.

- economisire - partea din venitul disponibil al unei persoane fizice sau juridice care nu este cheltuită pe consum imediat, ci este pusă deoparte pentru utilizări viitoare.
- educație financiară - procesul de formare și informare a indivizilor în privința conceptelor, abilităților și atitudinilor necesare pentru a înțelege și gestiona eficient resursele financiare în cadrul unei economii de piață și care presupune dobândirea de cunoștințe despre instrumentele financiare, funcționarea economiei și impactul deciziilor individuale asupra stabilității financiare personale și generale.
- efect de comerț - titlu de creanță negociabil, plătibil la scadență și care este transmisibil, ca de exemplu trata sau cambia, biletul la ordin, varantul, mandatul, cecul.
- elasticitate:

- variațiile relative a două mărimi economice corelate între ele; se calculează ca raport între rata (procentul) de creștere a unei mărimi x și rata (procentul) de creștere a altei mărimi y;
- capacitatea unei bănci de a răspunde unei cereri crescute de credite și monedă într-o perioadă de expansiune economică și de a limita creditele și disponibilul de monedă într-o perioadă de supraîncălzire a pieței;
- frecvența și mărimea variațiilor cursului unei valute.
- elasticitate a cererii - modificarea procentuală a cererii unei mărfi raportate la modificarea procentuală a prețului acesteia sau a venitului.
- elasticitate de înlocuire - proporția în care un factor de producție, o marfă, un serviciu, pot fi înlocuite cu altele pentru a răspunde unei schimbări de prețuri.
- elasticitate de previziune - rata creșterii/scăderii relative a cererii prognozată pentru o viitoare creștere sau scădere de prețuri comparativ cu o perioadă anterioară.
- elasticitate monetară - variația ofertei de monedă conform necesităților economiei prin intervenția autorităților monetare (banca de emisiune) sau prin operațiunea de rescont efectuată de celelalte bănci.

- eliberare - predare a unei mărfi, contra unui bon (de plată).
- embosare - proces prin care datele de identificare tipărite pe un card de credit sunt scrise cu caractere în relief.
- emisie monetară⁠(d) - procesul prin care o bancă centrală introduce noi unități monetare în circulație, fie sub formă de bancnote și monede, fie ca monedă digitală.[16][17]
- emitent - companie care a emis instrumente financiare admise la tranzacționare pe o bursă de valori, denumită și “companie listată”.
- emitere - operațiunea de a vinde instrumente financiare transferabile pe piața primară de către o corporație sau o administrație publică, fie prin intermediul unui distribuitor, fie printr-un plasament privat.
- en detail (comerț ~) - vezi comerț cu amănuntul.
- entropie economică - noțiune care exprimă un proces complex de degradare continuă și iremediabilă a potențialului de resurse existente, ca și crearea unei dezorganizări.
- etalon-aur - sistem monetar în care unitatea economică standard de cont se bazează pe o cantitate fixă de aur.
- etica în marketing - disciplină în cadrul eticii aplicate care se ocupă de principiile morale ce guvernează funcționarea și reglementarea marketingului.
- euro - monedă unică europeană începând cu anul 2002, care a înlocuit monedele naționale din 12 țări ale Uniunii Europene.
- evaluare - determinarea valorii unei afaceri și implicit a valorii unei companii care urmează a fi listată la bursă.
- evaziune fiscală - sustragere prin orice mijloace de la plata impozitelor, taxelor și a altor sume datorate bugetelor de stat de către persoanele fizice și juridice, care realizează venituri impozabile, conform reglementărilor fiscale.
- excedent - cantitate, valoare, număr care depășește o anumită limită sau care rămâne după satisfacerea tuturor necesităților; sinonim: surplus.

- excedent bugetar - valoare cu care veniturile bugetului depășesc cheltuielile.
- excedent turistic - diferența pozitivă dintre încasările obținute din turismul internațional și cheltuielile turistice internaționale (soldul pozitiv al balanței turistice).

- exercițiu contabil - perioadã de timp pentru care se stabilesc previziuni financiare și se degajeazã rezultate financiare într-o societate comercială.
- externalizare - încredințarea sau delegarea unor activități către firme specializate dintr-un anumit domeniu.
- extrabugetar - care nu este înscris în buget, care se face în afara bugetului; sinonim: suprabugetar.
- extras de cont - document care conține copia operațiilor efectuate, într-o anumită perioadă, într-un cont.

## F
- fabricație - ansamblul operațiilor tehnologice executate în scopul obținerii unor produse, sisteme tehnice și altele asemenea într-o unitate economică, în serie și în cantități mari.
- factor de producție - totalitatea mijloacelor materiale și imateriale și a activităților care contribuie la producerea de bunuri și servicii; vezi și forță de producție.
- factoring - instrument financiar prin care o companie (numită „client”) își vinde creanțele comerciale către o terță parte specializată, numită „factor” sau „societate de factoring”, în schimbul unei sume de bani imediate, în general o parte din valoarea creanțelor.
- factură - act justificativ privind vânzările și cumpărările de mărfuri, lucrările executate și serviciile prestate, precum și mărfurile lăsate în păstrare; formular tipărit pe care se întocmește un astfel de act.

- factură consulară - document emis de un consulat pentru admiterea mărfurilor în țara pe care o reprezintă.
- factură fiscală - document fiscal emis de furnizor, care atestă proveniența legală a mărfii și care permite circulația sa în condiții fiscale date.

- faliment - situație juridică în care o persoană fizică, întreprindere sau instituție (persoane juridice) nu pot face față plăților scadente (pasivul exigibil), acestea fiind superioare ca valoare resurselor disponibile (activul).
- familie ocupațională - grup de ocupații care sunt similare în ceea ce privește responsabilitățile și competențele necesare pentru a le desfășura; aceste ocupații sunt de obicei clasificate împreună de către agențiile guvernamentale și alte organizații care colectează și analizează date despre forța de muncă și piața muncii.
- feminizare a sărăciei - incidența și prevalența crescută a sărăciei în rândul femeilor față de bărbați, ca urmare a discriminărilor structurale care afectează viața femeilor și care se reflectă în salarii mai mici, pensii mai mici, mai puține beneficii etc.
- fetișismul mărfii - reprezentare denaturată, falsă pe care oamenii și-o formează despre mărfuri în condițiile relațiilor bazate pe proprietatea privată, atribuindu-le însușiri care în realitate provin din raporturile sociale dintre oameni.
- finanțare - întreținere, susținere sau împrumutare cu bani o persoană, o instituție, o societate comercială.

- finanțare externă - alocare de fonduri pentru finanțarea unei societăți comerciale prin aporturile unor persoane sau instituții străine de aceasta, prin majorări de capital și prin împrumuturi.
- finanțare internă - alocare de fonduri din sursele proprii ale unei societăți comerciale.
- finanțare prin datorie - împrumut pe termen lung (de regulă garantat pentru rapiditatea obținerii lui) contractat pentru dezvoltare sau plata altor datorii.

- finanțe:

- totalitatea mijloacelor bănești care se găsesc la dispoziția unui stat, a unei persoane fizice sau juridice;
- știință care studiază modul de constituire și de repartizare a fondurilor exprimate în formă bănească, precum și fluxurile bănești și relațiile de natură economică implicate în acest proces.
- finanțe descentralizate - tip de schimb de criptomonede care permite efectuarea tranzacțiilor directe de la o persoană la alta fără a fi nevoie de un intermediar.
- finanțe personale - gestionarea veniturilor, cheltuielilor, economiilor, investițiilor și datoriilor unei persoane sau a unei familii, având ca scop stabilitatea financiară și atingerea obiectivelor economice.

- fisc - instituție de stat care stabilește și încasează contribuțiile către stat ale unei persoane fizice sau juridice, urmărește pe cei care nu și-au plătit în termen aceste contribuții.
- fișa postului - document oficial utilizat în managementul resurselor umane care descrie în mod clar și detaliat responsabilitățile⁠(d), atribuțiile, cerințele și competențele⁠(d) necesare pentru ocuparea unei anumite funcții într-o organizație.[18][necesită sursă mai bună]
- fișă de evidență - foaie volantă folosită în lucrările de evidență contabilă pentru urmărirea sistematică a fiecărui mijloc economic, proces sau sursă sub aspectul creșterii, al diminuării și al existenței soldului la o anumită dată.
- fișă personală - act în care se trec datele personale ale unui angajat.
- fișă tehnologică - (formular care conține) totalitatea indicațiilor privitoare la fazele unui anumit proces de producție.
- flexibilitate - capacitatea unui sistem economic, a unei organizații sau a unei societăți comeciale de a se adapta la schimbările și provocările care apar în mediul său; cuprinde aspectele: adaptabilitate la schimbările de piață, inovare și tehnologie, forța de muncă adaptabilă, reglementări și politici economice flexibile, resurse financiare gestionate eficient.
- flux de numerar - vezi cash flow.
- FMI - vezi Fondul Monetar Internațional.
- fond - valoare materială reprezentată prin bani sau prin alte bunuri economice acumulate sau rezervate pentru un anumit scop.

- fond circulant - totalitatea obiectelor muncii, consumate în întregime în procesul de producție în decursul unui singur ciclu, și care își transferă valoarea asupra produsului în mod integral.
- fond de acumulare - parte a unui venit, folosită pentru realizarea acumulării.
- fond de circulație - totalitatea mijloacelor bănești, a produselor finite exprimate în bani și a mijloacelor de decontare care se găsesc într-o societate comercială.
- fond de consumație - (în socialism) parte din venitul național al societății destinată satisfacerii nevoilor materiale și culturale ale celor ce muncesc.
- fond de investiții - modalitate de plasament a resurselor financiare acumulate de la una sau mai multe persoane, numite investitori.
- fond de rezervă:

- (în economia socialistă) totalitatea rezervelor materiale, financiare și de muncă ale societății, acumulate în scopul preîntâmpinării întreruperilor în procesul reproducției;
- (în economia capitalistă) totalitatea mijloacelor bănești acumulate în vederea folosirii lor drept capital bănesc activ, atunci cînd în procesul circuitului normal al capitalului intervin întreruperi.
- fond directorial - sumă de bani provenită din beneficiile planificate și din cele realizate peste prevederile planului și întrebuințată pentru lărgirea producției, pentru scopuri culturale și sociale, pentru premieri etc.
- fond index - tip de fond de investiții mutuale care urmează o strategie de investiții indexate.
- fond mutual⁠(d) - colecție de investiții făcute de mai mulți investitori, administrată de un manager de fond, care investește banii într-o gamă diversificată de active, cum ar fi acțiuni, obligațiuni, imobiliare, etc.
- fond tranzacționat la bursă - tip de fond de investiții care este listat și tranzacționat pe bursele de valori, asemenea acțiunilor individuale.
- Fondul de Coeziune - instrument financiar al Uniunii Europene care sprijină în special investiții în domeniul infrastructurii de transport și mediu.
- Fondul Monetar Internațional (FMI) - agenție specializată guvernamentală în cadrul sistemului ONU, creată  în scopul promovării cooperării în sectoarele monetar și al stabilității valutare, prin acordarea de împrumuturi țărilor membre care evidențiază un deficit al balanței de plăți.
- Fondul Proprietatea - societate pe acțiuni înființată de Guvernul României în 2005 pentru asigurarea resurselor financiare necesare despăgubirii persoanelor expropriate abuziv de statul comunist.
- fonduri comunitare - sume provenite din asistența financiară nerambursabilă acordată unui stat de către Uniunea Europeană.
- fonduri proprii - fondurile care aparțin unei societăți comerciale, constituite din resursele care figurează în pasivul bilanțului și care nu provin din împrumuturi; este vorba de capitalul social, primele de emisiuni și grupul de rezerve.
- fonduri publice - sumele alocate din bugetul de stat, bugetele locale, bugetul asigurărilor sociale de stat, bugetele fondurilor speciale, bugetul trezoreriei statului, bugetele instituțiilor publice autonome, bugetele instituțiilor publice etc.

- forfetar:

- clauza intr-un contract, care fixeaza pretul unei prestatii, intr-un interval invariabil;
- evaluarea de catre fisc a veniturilor sau a cifrei de afaceri a diferitilor contribuabili.
- formație social-economică - categorie ce desemnează o treaptă istorică determinată a dezvoltării societății, caracterizată printr-un nivel determinat al forțelor de producție, prin relațiile de producție corespunzătoare acestora și o suprastructură generată de aceste relații.
- forță de producție - categorie economică desemnând una din laturile modului de producție, care include mijloacele de producție și forța de muncă atrase în procesul de producție; vezi și factor de producție.
- forță majoră - orice eveniment imprevizibil care îl împiedică pe debitor să-și execute obligațiile și care îl scutește de aceste obligații cu condiția să fie dovedit prin probe.
- forță de muncă:

- capacitatea de muncă a omului, totalitatea aptitudinilor fizice și intelectuale care există în organismul omului și pe care el le pune în funcțiune atunci când îndeplinește o activitate socială utilă;
- (prin extensie) totalitatea persoanelor care dispun de capacitate de muncă.
- Forumul Economic Mondial - organizație non-profit cu sediul în Cologny, Elveția, pentru care cea mai cunoscută este întâlnirea anuală din Davos.
- francare - plata anticipată a taxelor pentru transportul unui colet sau al unui bagaj.
- fraudă - acțiune prin care autorul dorește să dăuneze cuiva (exemplu: deposedarea de bani prin intermediul unui card bancar) sau să evite plata impozitului la fisc.
- free-float - parte a capitalului social al unei companii care este distribuită public și nu este blocată în proprietatea unor acționari.
- freelancer - persoană care exercită o anumită profesie pe cont propriu, după un program pe care și-l alege, fără de a depinde de o anumită companie.
- funcție:

- activitate administrativă pe care o prestează cineva în mod regulat și organizat într-o instituție, în schimbul unui salariu; sinonime: serviciu, slujbă, post;
- grad pe care îl deține cineva într-o ierarhie administrativă.
- funcționar - persoană care lucreazã în schimbul unui salariu într-o instituție sau o societate comercială și care face o muncă cu caracter administrativ.
- fuziune - operațiune juridică prin care două sau mai multe societăți comerciale se grupează în una singură.

## G
- gaj - vezi garanție.
- garantare:

- asumare a răspunderii cu propria avere că datoria făcută de altcineva va fi achitată conform obligațiilor stabilite;
- responsabilitate față de valoarea, de calitatea unui obiect.
- garanție:

- bun mobil depus de către un debitor la dispoziția creditorului său drept garanție pentru plata la termenul convenit a unei datorii; alte denumiri: zălog, amanet, gaj.
- obligație în virtutea căreia o persoană sau o instituție trebuie să apere pe cineva de o pagubă eventuală sau să-l despăgubească de o pagubă suferită;
- garanție a produselor - obligație e comerciantului de a repara sau de a înlocui produsul cumpărat sau, după caz, de a restitui prețul plătit de consumator, în cazul unui produs neconform.
- garanție bancară - tip de contract economic, prin care o bancă are obligația de a plăti o sumă convenită, în anumite condiții, în cazul în care debitorul unui contract comercial nu-și îndeplinește obligațiile contractuale (cauțiune bancară) sau dacă garantul înregistrează o pierdere sau nu realizează câștigul estimat.
- garanție contractuală - garanție acordate de bănci, societăți de asigurare etc., în scopul asigurării unor disponibilități de fonduri pentru un terț, în cazul în care un beneficiar ar avea o revendicare justificată împotriva ordonatorului.
- garanție extinsă - garanție prelungită oferită clienților, pe lângă cea standard oferită la achiziționarea produselor noi; sinonime: acord de servicii, contract de servicii, contract de întreținere.
- garanție reală - afectarea unui lucru (al debitorului sau al altei persoane) pentru garantarea executării unei obligații (exemple: ipotecă, gaj), care dă dreptul creditorului ca, în caz de neexecutare din partea debitorului, să ceară scoaterea în vânzare silită a lucrului, pentru ca din prețul obținut să fie plătit.

- GATT - acord internațional privind comerțul și ocuparea forței de muncă, valabil în perioada 1947- 1994, după care a fost înlocuit de Organizația Mondială a Comerțului.
- gentrificare - procesul prin care un cartier urban învechit sau subdezvoltat este revitalizat prin investiții private, ceea ce duce la creșterea prețurilor locuințelor, a chiriilor și a costurilor de viață în zonă, ceea ce atrage o populație cu venituri mai mari, conducând la schimbări în compoziția demografică și socială a cartierului.
- girant - persoană care girează o cambie, o societate comercială.
- globalizare - procesul de interconectare și interdependență crescută a piețelor, afacerilor și culturilor la nivel mondial; este caracterizat de schimburile de bunuri și servicii, capital, tehnologie și informații între țări și regiuni într-un mod care transcende granițele naționale.
- grad de îndatorare⁠(d) - indicator financiar, exprimat sub forma de raport între obligațiile pe termen mediu și lung, față de capitalurile permanente ale unui agent economic; este folosit pentru a evalua riscul financiar și capacitatea de rambursare a datoriilor.[necesită citare]
- grant - sumă de bani oferită de o instituție publică, organizație internațională, fundație, autoritate guvernamentală sau entitate privată, fără obligația de rambursare, pentru a sprijini un proiect, o activitate sau un obiectiv specific de interes public.[19]
- granularitate - nivelul de detaliu sau specificitate în analiza sau înțelegerea unei situații, a unei piețe financiare sau a unei strategii de marketing.
- gratificație - recompensă bănească ce se acordă unui angajat peste salariul obișnuit, de obicei la sfârșitul anului, pentru îndeplinirea în bune condiții a sarcinilor de muncă.
- greenwashing - practică prin care o companie își prezintă produsele, politica sau practicile într-o lumină ecologică în scopul de a-și îmbunătăți imaginea sau de a atrage clienți, fără a susține cu adevărat acele principii sau practici în mod concret sau autentic.
- grevă - încetare voluntară și colectivă a lucrului de către salariați pentru a obține satisfacerea unor revendicări (economice, sociale, politice).

- grevă a foamei - refuzul de a mânca, folosit de cineva în semn de protest.
- grevă de solidaritate - grevă a unui grup de muncitori care nu au un conflict cu angajatorul, dar care sprijină un alt grup care este în grevă.
- grevă japoneză - grevă în care angajații continuă lucrul, dar poartă banderole sau alte însemne care atenționează conducătorii că există un conflict de muncă.

- grupă:

- unitate administrativă dintr-o întreprindere sau dintr-o instituție, bazată pe specializare, pe diviziunea muncii;
- colectiv restrâns de oameni, subordonat unei forme organizatorice mai largi.

## H
- hazard moral - situația în care există tendința asumării de riscuri nejustificate pe fondul suportării costurilor de către o terță parte care preia parțial sau total acest risc; altă denumire: risc moral.
- hârtie de valoare - înscris care atestă participarea la formarea unui capital sau la acordarea unui împrumut și care dă proprietarului sau posesorului său dreptul de a primi dividende sau de a încasa dobândă.

## Î
- întreprinderi mici - afaceri cu dimensiuni mai mici și resurse limitate, caracterizate prin: număr redus de angajați, volum redus de vânzări și venituri, proprietate privată sau familie, limitare a resurselor financiare, flexibilitate și adaptabilitate.
- întreprinderi mici și mijlocii - (abreviere: IMM) societăți comerciale care au mai puțin de 250 de angajați și care au fie o cifră de afaceri anuală care nu depășește 50 milioane euro, fie un rezultat anual al bilanțului contabil care nu depășește 43 milioane euro.

## I
- IBAN - vezi Număr Internațional de Cont Bancar.
- IBNR - (Incurred but not reported) termen din asigurări care se referă la estimarea costurilor acestora pentru evenimente care au avut loc, dar care nu au fost încă raportate companiei de asigurare la momentul evaluării.
- IMM - vezi întreprinderi mici și mijlocii .
- import:

- totalitatea operațiilor cu caracter comercial prin care se introduc într-o țară mărfuri produse și cumpărate din alte țări;
- totalitatea mărfurilor importate de o țară.
- import invizibil - cumpărare de servicii din alte țări (operații de transport, asigurare, credit, licențe, servicii de turism etc.
- import paralel - produs necontrafăcut importat dintr-o altă țară fără permisiunea proprietarului proprietății intelectuale.

- impozit - contribuție obligatorie în bani cerută cetățenilor unui stat pentru acoperirea cheltuielilor publice.

- impozit direct - impozit stabilit în mod nominal în sarcina persoanelor fizice și juridice, având ca bază de impozitare veniturile sau averea acestora.
- impozit indirect - impozit inclus în prețul de vânzare al unor bunuri materiale și servicii, vărsat la bugetul de stat de către agenții economici, dar suportat de consumatori.
- impozit pe cifra de afaceri - impozit aplicat proporțional cu valoarea afacerilor.
- impozit pe profit - procent de impozitare aplicat asupra profitului impozabil al unei persoane juridice.
- impozit pe venit - impozit direct pe venit care este perceput pe veniturile plătitorilor individuali de impozit și pe cel al familiilor/gospodăriilor.

- impozitarea diferențiată - sistem progresiv de taxare a veniturilor personale prin care cota de impozitare crește odată cu măsura valorii impozabile de bază.
- indemnizație:

- sumă acordată unui salariat în afara retribuției, pentru a acoperi cheltuielile făcute de acesta în îndeplinirea unei sarcini de serviciu sau pentru deținerea unei funcții de conducere, a unui titlu de merit;
- sumă plătită salariaților în timpul concediului medical sau de odihnă;
- alocație bănească ce nu are caracter de salariu.
- indemnizație pentru creșterea și îngrijirea copilului - venit lunar garantat pentru părinții nou-născuților.
- indemnizație socială pentru pensionari - vezi pensie minimă socială garantată.

- index al complexității economice - indicator economic⁠(d) stabilit de specialiști ai Universității Harvard și care măsoară holistic a capacităților productive ale sistemelor economice mari, de obicei orașe, regiuni sau țări.
- indicat la nevoie - persoana desemnată de catre trăgător sau de către unul dintre giranți ori avaliști, la emiterea cambiei sau în cursul circulației acesteia, pentru a evita regresul, să accepte sau să plătească titlul în eventualitatea că trasul ar refuza acceptarea sau plata către beneficiar; vezi și cambie în suferință.
- indicator⁠(d) (economic) - măsură care reflectă starea sau performanța economiei unei țări, regiuni sau sectoare și care evaluează: nivelul de dezvoltare economică, creșterea economică, inflația, ocuparea forței de muncă și multe alte aspecte economice.

- indicator de afaceri - indicator economic utilizat pentru a evalua performanța unei companii sau a unui grup de companii, cum ar fi veniturile, profitul sau rata de rentabilitate⁠(d).
- indicator macroeconomic - indicator economic ce reflectă starea generală a economiei unei țări sau regiuni, cum ar fi PIB-ul, inflația, șomajul, balanța comercială sau datoria publică.
- indicator sectorial - indicator economic ce interesează un sector specific al economiei, cum ar fi producția industrială⁠(d), vânzările cu amănuntul sau exporturile de mărfuri.

- indicele calității vieții - număr care apreciază în ce măsură o țară va oferi cele mai bune condiții pentru o viață sănătoasă, sigură și prosperă înntr-o anumită perioadă de timp.
- indicele dezvoltării umane - indicator compozit utilizat pentru a măsura nivelul de dezvoltare umană într-o țară sau regiune și care ia în considerare: venitul național pe locuitor, speranța de viață și nivelul de educație.
- industrie - ramură a producției materiale și a economiei naționale, în cadrul căreia au loc, pe scară largă, activitățile de exploatare a bunurilor naturale și de transformare a acestora, precum și a altora, în mijloace de producție și în bunuri de consum.

- industrie casnică - activitatea de prelucrare a materiilor prime la domiciliul producătorului, în cadrul unor procese de muncă simple și cu mijloace neevoluate.
- industrie creativă - totalitatea activitățiloe economice care se ocupă de generarea sau exploatarea cunoștințelor și informației; altă denumire: industrie culturală.
- industrie culturală - vezi industrie creativă.
- industrie extractivă - totalitatea ramurilor industriale în cadrul cărora se extrag din natură minereuri, cărbuni, țiței etc.
- industrie ușoară - grup de ramuri industriale care produc bunuri de consum și articole tehnice necesare industriei, agriculturii, transporturilor etc.

- inflație - fenomen specific perioadelor de criză economică, constând în deprecierea banilor de hârtie aflați în circulație ca urmare fie a emiterii unei mase bănești peste nevoile reale ale circulației, fie a reducerii volumului producției și circulației mărfurilor, fapt care duce la scăderea puterii de cumpărare a banilor.

- inflație importată - inflație cauzată de creșterea prețurilor peste graniță și care mărește valoarea importului.
- inflație prin cerere - excedent de cerere agregată peste oferta agregată.
- inflație prin costuri - creșterea costurilor de producție, independent de cererea agregată.
- inflație prin monedă - emisiunea excesivă de monedă peste oferta reală de bunuri și servicii.
- inflație prin structuri - practicarea unor prețuri ridicate fără o legătură directă cu creșterea cererii sau scăderea ofertei; se datorează structurii oligopoliste sau monopoliste a economiei, care împiedică manifestarea concurenței.

- infrastructură - clemente ale bazei tehnico-materiale a unei societăți (situație geografică, economică etc.).
- inginerie financiară - analiza cantitativă a piețelor financiare, utilizând modele matematice, statistice și computaționale.
- input - resursele și factorii de producție necesari pentru a produce bunuri și servicii, printre care: forța de muncă, materialele brute, mașinile și echipamentele, energia și alte resurse necesare pentru producție.
- insolvabilitate - situație a unui debitor ale cărui lucruri au o valoare mai mică decât obligațiile pe care trebuie să le plătească cu valoarea acestor bunuri.
- Inspecția Muncii - organ de specialitate al administrației publice centrale ca are ca obiectiv urmărirea îndeplinirii obligațiilor legale de către angajatori în domeniul relațiilor de muncă, precum și a celor referitoare la condițiile de muncă, apărarea vieții, integrității corporale și sănătății salariațiilor.
- instituție bugetară - instituție ale cărei venituri se varsă integral în buget și ale cărei cheltuieli se acoperă integral de la buget.
- instrument de plată - atestare scrisă prin care se ordonă sau se efectuează o plată.
- instrument financiar - acord juridic care implică orice fel de valoare monetară și care asigură un flux eficient și transferul de capital tuturor investitorilor în intreaga lume.
- internet banking - efectuare de operații bancare la distanță prin intermediul internetului.
- interviu - întâlnire între un candidat pentru un loc de muncă și unul sau mai mulți reprezentanți ai angajatorului, cu scopul de a evalua dacă persoana este potrivită pentru poziția disponibilă în organizație; este o etapă crucială în procesul de recrutare și selecție și poate varia în format și complexitate, în funcție de natura poziției și de politica organizației.
- invaliditate - incapacitate de muncă permanentă a unui salariat din cauza unui accident de muncă sau a unui accident care a avut loc în altă parte decât la locul de muncă.
- inventar:

- denumirea și evaluarea bunurilor unei persoane fizice sau juridice;
- listă, catalog, registru (registrul inventar), document în care sunt enumerate (și descrise cantitativ și valoric) toate bunurile care se află, la un moment dat, într-o gospodărie, într-o instituție, într-un magazin etc.
- inventar mort - totalitatea uneltelor, a mașinilor, a mijloacelor de transport aparținând unei gospodării sau societăți comerciale.
- inventar viu - totalitate a vitelor și a păsărilor dintr-o gospodărie.

- investiție:

- plasare de capitaluri în întreprinderi industriale, agricole, comerciale etc., cu scopul obținerii de profituri; capitalul plasat;
- alocare (de către stat) a unei sume și a altor mijloace materiale pentru crearea de noi fonduri fixe, pentru lărgirea, reutilarea și modernizarea celor existente.
- investiții de capital - plasare de capital la companii private care nu sunt listate la burse.

- ipotecă - mod de garantare cu bunuri imobiliare (clădiri, terenuri etc.) a unui credit.
- isterie a cumpărăturilor - situație în care consumatorii achiziționează în mod excesiv anumite produse sau bunuri într-un interval scurt de timp, de obicei din motive legate de incertitudine, frică sau așteptări negative privind viitorul.

## Î
- împărțirea postului - formă a jumătății de normă în care două sau mai multe persoane împart un singur job ca și plata sau orice alte beneficii ale muncii depuse.
- împrumut - datorie a unei entități (organizație sau individ) către o altă entitate asupra căreia se aplică o dobândă, care este evidențiată într-un contract de împrumut în care se specifică, printre altele, valoarea împrumutului, rata dobânzii, precum și data de rambursare.

- împrumut de stat - operație de atragere în bugetul de stat a rezervelor bănești particulare, care se realizează prin emiterea unor titluri de împrumut purtătoare de dobânzi.

- încetare a plăților - stare în care debitorul nu mai poate face plăți din activul disponibil.
- înghețare bugetară - situația în care un sector guvernamental sau o societate comercială sunt blocate la un anumit nivel pentru creșterea profitului sau pentru reducerea impozitelor.
- întreprindere:

- formă de organizare a unei activități economice, autonomă patrimonial și autorizată comercial, în scopul obținerii de profit prin producerea de bunuri materiale și vânzarea acestora pe piață sau prin prestări de servicii, în condiții de concurență;
- orice afacere care comportă un risc.
- întreprinzător - vezi antreprenor.

## J
- job - vezi serviciu, funcție.

## K
- know-how - ansamblu de formule, definiții tehnice, documente, desene și modele, rețete tehnice, procedee, experiență de producție etc. la fabricarea unui produs dat.

## L
- lanț de aprovizionare⁠(d) - toate activitățile implicate în producerea și furnizarea de bunuri și servicii de la furnizorii de materii prime și componente până la livrarea finală la clienți.
- lanț de distribuție - parte a lanțului logistic care se concentrează pe ultima fază a aprovizionării cu bunuri și servicii către clienți; acesta implică activități precum stocarea, preluarea comenzilor, ambalarea, etichetarea și livrarea produselor la destinație finală, de obicei la nivelul unităților de vânzare cu amănuntul sau la clienții finali.
- lanț logistic - parte a lanțului de aprovizionare care se ocupă cu partea de transport și distribuție a bunurilor și serviciilor.
- leafă - vezi remunerație.
- leasing - operațiune în care un locator se obligă ca, la solicitarea unui utilizator, să cumpere sau să preia de la un furnizor un bun și să transmită utilizatorului posesia sau folosința asupra acestuia, contra unei plăți, numite redevență, în scopul exploatării sau achiziționării bunului; vezi și contract de leasing.
- legea bugetului - lege adoptată de Parlament, la inițiativa Guvernului, prin care se redistribuie veniturile statului.
- legea lui Okun - relație empirică ce descrie legătura dintre rata șomajului și creșterea produsului intern brut (PIB) și care arată cum variațiile șomajului sunt corelate cu ritmul de creștere al economiei; vezi și decalajul Lucas.[necesită citare]
- liberalizare (economică) - eliberarea piețelor de reglementările care îngrădesc schimbul liber de mărfuri, servicii și capital.

- liberalizare a prețurilor - stabilire a costurilor produselor de către piață, nu de către stat.

- liber profesionist - persoană care exercită o profesiune pe cont propriu, fără a fi angajat într-o întreprindere sau instituție; vezi și: profesie liberală.
- libertate a muncii - dreptul prin care orice persoană poate avea o activitate remunerată cu un salariu și de a înceta, la dorință, relațiile de muncă.
- libertate economică - libertatea fundamentală a oricărui cetățean de a desfășura activități economice și comerciale.
- lichidare judiciară - procedură judecătorească ce privește o persoană juridică aflată în situația de încetare a plăților și a cărei activitate nu poate fi redresată.
- lichidator - persoană fizică sau juridică autorizată conform legii să lichideze bunurile din averea debitorului și să distribuie sumele realizate prin lichidarea unei societăți comerciale.
- licitație - vânzare făcută în public după reguli speciale, obiectul care se vinde fiind atribuit persoanei care a oferit prețul cel mai mare.
- listare la bursă - procesul prin care o companie devine publică și începe să-și vândă acțiunile pe o bursă de valori[20]; vezi și: cotație la bursă.
- locator - persoană care dă în locație un lucru.
- locație:

- chirie plătită pentru anumite lucruri luate în folosință temporară; vezi și: contract de locație, taxă de locație;
- contract prin care una dintre părți se obligă să procure și să asigure celeilalte părți folosința unui lucru pentru un timp determinat, în schimbul unei sume de bani; vezi și concesiune.
- loc de muncă:

- parte din suprafața unei unități economice în care un lucrător sau un grup de lucrători execută anumite operații în vederea obținerii producției, folosind în acest scop utilaj și echipament tehnic corespunzător;
- societate comercială sau instituție în care o persoană își desfășoară activitatea în mod obișnuit.
- loc de muncă fictiv - (formă de corupție) loc de muncă plătit care aparent solicită titularului să îndeplinească anumite sarcini, dar la care acesta nu lucrează și nici măcar nu se prezintă.

- locuință de serviciu - locuință care îi este dată salariatului pe baza contractului de muncă și care îi este necesară pentru a-și îndeplini obligațiile de serviciu.
- logo - simbol, siglă formată dintr-un ansamblu de semne grafice, care constituie marca unui produs sau a unei firme.
- lovire a unei cereri - expresie folosită în situația în care un vânzător acceptă cel mai mare preț oferit de un cumpărător.
- lucrare:

- operație sau ansamblu de operații efectuate cu ajutorul mașinilor, utilajelor etc., precum și materialele și manopera respectivă, în vederea realizării, reparării, transformării etc.; sistem tehnic realizat printr-o astfel de operație;
- muncă, activitate, efort pentru a realiza ceva;
- lucru realizat printr-o muncă fizică sau intelectuală.
- lucrător - persoană care lucrează nemijlocit pentru obținerea unor bunuri sau în activitatea de întreținere și reparare a acestora; altă denumire: muncitor.
- lucru pe (sau la) bandă - sistem de lucru constând din operații succesive, executate de un șir de lucrători, asupra unui singur obiect fixat pe o bandă rulantă care trece prin fața fiecăruia dintre ei.

## M
- magazin - local în care se expun spre vânzare cu amănuntul diferite mărfuri; sinonim: prăvălie.
- mandat:

- aviz sau ordin de plată emis de către o bancă, pentru efectuarea unei plăți;
-  bilet având ordinul de a plăti cuiva o sumă anumită; exemplu: mandat poștal.
- managementul deciziei - aspectele proiectării, construirii și managerizării sistemelor automate de luare a deciziilor, pe care o organizație le utilizează pentru a administra relațiile cu clienții, angajații și furnizorii săi.
- Marea Demisie - tendință economică apărută la începutul anului 2021, în care angajații au demisionat voluntar de la locurile lor de muncă în masă, în principal în Statele Unite.
- manoperă:

- muncă manuală depusă pentru efectuarea unei lucrări; plată pentru această muncă;
- acțiune tactică; atitudine; mijloc, procedeu întrebuințat pentru realizarea unui scop.
- marcă - semn distinctiv de pe un produs care atestă că acesta a fost fabricat conform legii.

- marcă comercială (sau marcă înregistrată) - nume, termen, model, simbol sau o altă trăsătură care diferențiază, în percepția consumatorului, o organizație sau un produs de rivalii de pe piață; sinonim: brand.

- marjă de negociere - diferența dintre prețul de vânzare al unui produs sau serviciu și costurile asociate cu producerea sau achiziționarea acestuia; este intervalul disponibil pentru a face schimbări în prețul de vânzare fără a afecta profitabilitatea sau costurile operaționale.
- marjă netă - măsură a procentului din cifra de afaceri reprezentat de profit, ca și marja operațională, fiind însă considerat profitul net.
- marjă operațională - indicator care arată cât din cifra de afaceri a unei companii reprezintă profitul operațional.
- masa monetară - totalitatea banilor aflați în circulație într-o economie la un moment dat; include atât numerarul (banii lichizi, cum ar fi bancnotele și monedele), cât și depozitele bancare care pot fi utilizate pentru tranzacții economice.
- mână de lucru - salariații din cadrul unei companii, dintr-o regiune sau dintr-o țară.
- marketing - ansamblul activităților (procedeelor) prin care producția este orientată și adaptată cererilor prezente și viitoare ale consumatorului, pentru satisfacerea integrală, la timpul și locul dorit, cu mărfurile cerute de acesta, în condițiile rentabilității companiei producătoare sau comerciale.

- marketing de gherilă - strategie publicitară prin care o companie folosește interacțiuni surpriză și / sau neconvenționale pentru a promova un produs sau serviciu.
- marketing de rețea - strategie de marketing pe mai multe niveluri, la care câștigul este rezultat vânzărilor directe sau un comision din vânzările efectuate de către alți vânzători recrutați.

- metoda Atlas - metodă de calcul al venitului național brut per capita în dolari americani, utilizată de Banca Mondială pentru a reflecta diferențele de prețuri între țări și care ia în considerare puterea de cumpărare a dolarului în diferite țări și aceasta prin ajustarea cursului de schimb al unei țări.
- metropolă - stat imperialist în raport cu coloniile acaparate și exploatate.
- microîntreprindere - societate comercială care are mai puțin de 10 angajați și a cărei cifră de afaceri anuală sau rezultatul anual al bilanțului contabil nu depășește 2 milioane euro.
- mijloace de muncă - totalitatea mijloacelor materiale cu ajutorul cărora oamenii acționează asupra obiectelor muncii, modificându-le potrivit scopului urmărit.
- mijloace de producție - totalitatea obiectelor muncii și a mijloacelor de muncă pe care oamenii le folosesc în procesul de producere a bunurilor materiale.
- mobilitatea forței de muncă - capacitatea și disponibilitatea angajaților de a se deplasa între diferite locuri de muncă, sectoare economice, profesii sau regiuni geografice pentru a-și găsi sau schimba locul de muncă; este esențială pentru funcționarea eficientă a pieței muncii și pentru adaptarea economiilor la schimbările tehnologice, sociale și economice.[necesită citare]
- mod de producție - (în marxism) organizarea și structura fundamentală a procesului de producție dintr-o societate sau sistem economic; cuprinde aspectele: mijloacele de producție, relațiile de producție, forța de muncă, nivelul tehnologic.
- model de afaceri - descriere conceptuală a modului în care o organizație creează, livrează și capturează valoare; este o schemă sau un plan care arată cum o afacere intenționează să își organizeze resursele, să ofere produse sau servicii, să atingă clienții și să genereze venituri.
- modelul nordic - concept economic și social caracteristic țărilor din nordul Europei, care combină o economie de piață competitivă cu un sistem extins de protecție socială și politici publice orientate spre egalitate și bunăstare⁠(d) colectivă.
- monedă:

- reprezentare a banilor, emisă, de obicei, de autoritățile publice dintr-un anumit stat;
- mijloc prin care se faciliteazã schimbul de bunuri, care permite evaluarea prin intermediul prețului, fiind și un rezervor de valori prin economii;
- ban de metal, rar de hârtie, care are sau a avut curs legal pe teritoriul unui stat.
- monedă digitală a băncii centrale  - formă de monedă digitală care reprezintă moneda fiduciară a unui stat.
- monedă fiat - vezi monedă fiduciară.
- monedă fiduciară - instrument financiar a cărui valoare nominală este superioară valorii sale intrinsece pe care i-o acordă utilizatorul ca valoare de schimb; altă denumire: monedă fiat.

- monetizarea prin datorie - creșterea cantității de monedă în circulație prin utilizarea datoriei interne (emiterea de valori „bonuri” de către stat sau banca centrală către alte bănci).
- monopol:

- firmă sau companie care exercită un control exclusiv asupra producției și comercializării unui produs material sau serviciu, pe un anumit teritoriu, astfel încât are posibilitatea să stabilească atât prețul de vânzare unitar, cât și cantitatea de produse sau de servicii oferite; vezi și: duopol, oligopol;
- dominație într-un domeniu, într-una sau mai multe ramuri economice.
- moratoriu:

- amânare pe o anumită perioadă a plății datoriilor unui debitor, acordată de o instanță judecătorească după declararea lui în stare de faliment; vezi și: dobânzi moratorii, daune moratorii.
- amânare a plății datoriilor publice și particulare scadente, stabilită prin lege, pe un anumit timp sau pe întreaga perioadă în care există împrejurări speciale.
- multinațională - vezi companie multinațională.
- muncă - desfășurare a unei activități fizice sau intelectuale îndreptată spre un anumit scop; activitate prin care omul modifică și adaptează lucrurile din natură pentru satisfacerea trebuințelor sale sau pentru a obține un anumit venit (salariu).

- muncă de îngrijire - activitate care constă în a avea grijă de nevoile fizice, psihice, emoționale și de dezvoltare ale uneia sau mai multor persoane.
- muncă temporară - situație de angajare unde modalitățile de lucru sunt limitate pe o anumită perioadă de timp, bazate pe nevoile organizației care angajează.

- muncitor - vezi lucrător.
- mutualism - școală anarhistă de gândire și teorie economică care pledează pentru o societate socialistă bazată pe piețe libere și uzufructe, adică norme de ocupare și utilizare a proprietății.

## N
- naționalizare - expropiere a proprietarilor sau acționarilor și trecere a patrimoniului lor la stat.
- negociere:

- efectuare a unor operații comerciale de vânzări de titluri, rente etc., ceea ce presupune negocieri prealabile;
- discuție purtată pentru stabilirea prețului unei mărfi, a unei oferte etc.
- negocierea colectivă - proces de negociere între angajatori și un grup de angajați care vizează acorduri de reglementare a salariilor de muncă, a condițiilor de muncă, a beneficiilor și a altor aspecte privind compensațiile și drepturile lucrătorilor pentru lucrători.

- nișă - domeniu strict specializat în care aparține o anumită activitate economică.
- nivel de trai - vezi standard de viață.
- nivel standard - normă sau anasamblul de norme prin care se stabilesc caracteristicile principale pe care trebuie să le întrunească un produs.
- nomenclatură combinată - sistem de clasificare a produselor, folosind un cod din opt cifre, utilizat în cadrul Uniunii Europene pentru scopuri de vămuire, statistice și de reglementare a comerțului internațional.
- normă redusă - termen ce indică faptul că la un anumit loc de muncă angajatul lucrează mai puține ore decât programul normal de muncă.
- notă de asigurare - adeverință eliberată de către brokerul asiguratului, prin care se confirmă contractul de asigurare și se indică asiguratorii.
- notă de plată - hârtie oficială, în care este indicată suma ce urmează să fie achitată.
- Număr Internațional de Cont Bancar (IBAN) - cod standardizat folosit la nivel global pentru a identifica un cont bancar într-un mod unic; ajută la efectuarea plăților internaționale și naționale cu siguranță și eficiență.
- numerar - vezi bani lichizi.

## O
- obligație:

- raport juridic civil prin care una sau mai multe persoane au dreptul de a pretinde altor persoane, care le sunt îndatorate, să dea, să facă sau să nu facă ceva;
- valoare mobiliară reprezentând un titlu de credit pe termen lung, emisă de o autoritate de stat și de companii autorizate în acest sens, prin care beneficiarul împrumutului se obligă să restituie deținătorului suma împrumutată de acesta și să-i plătească o dobândă.
- obligație fiscală - datoria unei persoane sau a unei companii de a plăti impozite și taxe către autoritățile fiscale, conform legislației fiscale în vigoare; această obligație apare atunci când o persoană sau o companie realizează venituri sau efectuează tranzacții care sunt supuse impozitelor și taxelor.

- obligațiune - hârtie de valoare purtătoare de dobândă fixă, care se negociază pe piața capitalului fictiv și care este folosită de stat sau de instituții publice pentru a-și procura mijloace bănești din disponibilitățile populației.

- obligațiune municipală - obligațiune emisă de guverne de stat sau locale, sau de entitățile pe care le creează, cum ar fi autoritățile și districtele speciale.

- ocuparea forței de muncă⁠(d) - indicator macroeconomic ce se referă la numărul de persoane care lucrează într-o economie la un moment dat; include atât persoanele care au un loc de muncă plătit, cât și cele care sunt angajate ca lucrători în agricultură sau în gospodării și nu primesc salarii.
- ocupație atipică - forme de muncă care se încadrează în afara acordurilor de muncă standard, considerate ca munci cu normă întreagă și pe durată nedeterminată, precum și ca parte a unor relații de muncă subordonate.
- ofertant - persoana care face oferta.
- ofertă:

- propunere făcută de o persoană altei persoane pentru vânzarea-cumpărarea unor mărfuri, pentru angajarea într-o slujbă, participarea la o acțiune, prestarea unor servicii etc.; act, document scris prin care se face o astfel de propunere; vezi și cerere și ofertă;
- cantitate dintr-un bun economic de consum sau dintr-un factor de producție, disponibilă pentru vânzare într-o anumită perioadă și la un anumit preț unitar.
- Oficiul Național al Registrului Comerțului - vezi Registrul Comerțului.
- oligopol - piață a mărfurilor monopolizată de un număr redus de mari producători; vezi și: monopol, duopol.
- om de afaceri - persoană care se ocupă cu dobândirea de capital din întreprinderi economice (vezi și afacere); sinonim: businessman.
- open banking - utilizarea tehnologiei "open source" pentru servicii financiare, prin care se realizează o deplină transparență pentru deținătorii de conturi bancare.
- oportunitate - beneficiile sau avantajele care rezultă din alegerea unei anumite opțiuni manageriale sau alternative în detrimentul unei alte alegeri disponibile.
- optimizare - procesul de luare a deciziilor pentru a maximiza sau minimiza anumite obiective, având în vedere restricții și variabile specifice; este o abordare analitică și matematică ca se aplică în diverse domenii ale economiei, inclusiv în producție, finanțe, distribuție și altele.

- optimizarea portofoliului - procesul de selectare și alocare eficientă a activelor într-un portofoliu de investiții, astfel încât să se maximizeze randamentul așteptat pentru un anumit nivel de risc sau să se minimizeze riscul pentru un anumit nivel de rentabilitate.
- optimizare fiscală - strategiile și practicile legale utilizate de către persoane fizice și juridice pentru a minimiza cantitatea de impozite plătite, prin exploatarea lacunelor sau avantajelor fiscale disponibile în sistemul fiscal, cu scopul de a reduce povara fiscală și de a maximiza veniturile și profiturile.

- ordin de plată - dispoziție dată de către o bancă pentru a plăti o sumă de bani unei persoane fizice sau juridice.
- ordonator (de credite) - persoană împuternicită prin lege să dispună, să aprobe și să răspundă de utilizarea creditelor bugetare, de realizarea veniturilor, de folosirea eficientă a sumelor primite de la bugetul de stat sau de la bugetul fondurilor speciale.
- ore suplimentare - ore de muncă efectuate în plus, peste programul fixat.
- organigramă - redare schematică (grafică) în toate detaliile a organizării, a subordonării și a legăturilor dintre compartimente din cadrul unei societăți comerciale sau al unei instituții.
- Organizația Internațională a Muncii - instituție creată în 1919 prin Tratatul de la Versailles, cu sediul la Geneva și care este una din instituțiile specializate ale Națiunilor Unite.

## P
- pact de opțiune - promisiune unilaterală de vânzare, adică atunci când o singură parte contractantă se obligă să vândă un lucru (sau să cumpere), cealaltă parte rezervându-și numai facultatea de a-și manifesta consimțământul de a încheia contractul de vânzare-cumpărare.
- paradis fiscal - stat în care impozitele sunt mici sau nu existã, nu se furnizeazã informații fiscale în exterior, controlul schimburilor de mărfuri fie nu există, fie este foarte slab efectuat și există practica secretului bancar.
- parteneriat public-privat - acord pe termen lung între un guvern și instituții din sectorul privat, în special pentru realizarea unor investiții de infrastructură.
- parteneriat strategic⁠(d) - colaborare pe termen lung, bazează pe încredere, interese complementare și beneficii reciproce, între două sau mai multe companii, organizații (de regulă, formând o companie mixtă), care își unesc resursele și capacitățile pentru a atinge obiective comune, fără a fuziona sau a pierde independența juridică.
- partener în investiții - persoană colaboratoare care este dispusă să investească bunuri bănești, materiale sau intelectuale pentru realizarea unui scop comun.
- parte socială - drept pe care îl primește asociatul în schimbul aportului său și care se numește acțiune în societățile pe acțiuni; dă dreptul acționarului sã voteze în cadrul adunării generale a acționarilor și să obțină dividende din profitul societății.
- participație - implicare la o activitate economică, contribuind cu bani sau cu alte bunuri materiale, în vederea obținerii unor câștiguri; cotă cu care participă cineva la o asemenea activitate.
- partidă - cantitate de mărfuri vândută sau cumpărată o dată.

- partidă dublă, contabilitate în ~ - metodă de evidență contabilă în care înregistrarea operațiilor se face concomitent în debitul unui cont și în creditul altui cont.
- partidă simplă, contabilitate în ~ - metodă de evidență contabilă în care înregistrarea se face fie numai în debitul unor conturi, fie numai în creditul altor conturi.

- pasiv:

- totalitatea mijloacelor economice ale unei societăți comerciale, privite sub aspectul provenienței lor la un moment dat și al destinației lor;
- parte a bilanțului contabil în care sunt înscrise fondurile unei societăți comerciale sau ale unei instituții la un moment dat.
- pasiv patrimonial - ansamblul obligațiilor și sarcinilor cu conținut economic aparținând unei persoane (fizice sau juridice) care împreună cu activul alcătuiesc patrimoniul.
- patrimoniu:

- totalitatea drepturilor și a obligațiilor evaluabile în bani și a bunurilor materiale la care se referă acestea, care aparțin unei persoane fizice sau juridice;
- bunuri spirituale care aparțin unui popor sau omenirii întregi.
- patron - proprietar al unei unități economice, care folosește munca salariată, în raport cu angajații sau cu clienții săi.
- payment rail - infrastructura tehnologică ce permite transferul de bani între conturile bancare și care poate include procesatori de plăți, sisteme de clearing și compensare, servicii de transfer electronice de fonduri și alte componente care lucrează împreună pentru a facilita tranzacțiile financiare.
- pensie - sumă de bani plătită periodic pe baza unor norme legale (în cadrul asigurărilor sociale) foștilor angajați după depășirea unei anumite limite de vârstă ori în caz de boală sau invaliditate, precum și urmașilor angajaților sau pensionarilor decedați.

- pensie alimentară - sprijin material acordat periodic de către o persoană alteia în temeiul unei obligații stabilite prin lege sau printr-o hotărâre judecătorească; altă denumire: pensie de întreținere.
- pensie de întreținere - vezi pensie alimentară.
- pensie minimă socială garantată - sumă de bani plătită lunar către pensionarii cu pensii mici; altă denumire: indemnizație socială pentru pensionari.

- pensionare - retragerea din activitate din cauza vârstei sau a unei boli a unei persoane care primește pensie.
- penurie de apă - situația în care cererea de apă depășește resursele disponibile într-o anumită regiune sau perioadă, afectând negativ activitățile economice precum agricultura, industria și alimentarea populației.
- persoană fizică autorizată - (PFA) persoană fizică ce a obținut aprobarea legală sau autorizația pentru a desfășura o anumită activitate (afaceri, profesii, activități financiare sau alte aspecte care necesită reglementare și supraveghere din partea autorităților) sau pentru a exercita un anumit drept, conform legilor și reglementărilor în vigoare.
- petrodolar -  termen care se referă la orice acord comercial prin care se folosește dolarul american ca monedă de plată pentru bunuri și servicii pe plan internațional, în special petrol.
- PFA - vezi persoană fizică autorizată.
- piață:

- categorie economică a producției de mărfuri în care își găsește expresia ansamblul actelor de vânzare- cumpărare privite în unitate organică cu relațiile pe care le generează și în conexiune cu spațiul în care se desfășoară; vezi și economie de piață;
- loc special amenajat unde se face comerț cu mărfuri cu amănuntul, mai ales cu produse agroalimentare.
- piață a muncii - ansamblul actelor de vânzare-cumpărare a forței de muncă, a relațiilor specifice acestora, ce au loc într-un spațiu economic; ea relevă întâlnirea cererii cu oferta de muncă, stabilirea, pe aceasta baza, a condițiilor pentru angajarea salariaților.
- piață de acțiuni - mediu în care se tranzacționează acțiuni ale diferitelor companii; este un segment al pieței financiare unde investitorii pot cumpăra sau vinde acțiuni, care sunt titluri de proprietate într-o companie.
- piață de capital - piață în care se tranzacționează valori mobiliare (acțiuni, obligațiuni etc.) între emitenții și posesorii lor, în calitate de vânzători, și deținătorii de capital (investitori), în calitate de cumpărători.
- piață financiară-  ansamblu complex de instituții, piețe și instrumente financiare care permit transferul de capital între investitori, împrumutători și cei care au nevoie de capital; este compusă din piața monetară și piața de capital.
- piață gri - zonă de operațiuni financiare nereglementată din punct de vedere legislativ, propice pentru afaceri ilegale; vezi și piață neagră.
- piață internă - schimbul, vânzarea, circulația mărfurilor în interiorul unei țări.
- piață liberă:

- totalitate a relațiilor de schimb desfășurate de către agricultori, pe baza unor prețuri care oscilează, între anumite limite, în funcție de cerere și ofertă;
- sistem economic în care prețurile bunurilor și serviciilor sunt stabilite prin mecanismul cererii și ofertei, fără intervenția guvernului sau a altor autorități centrale.
- piață mondială - totalitate a relațiilor privind schimbul de mărfuri între țările lumii.
- piață monetară - piață în care se efectuează operațiuni de atragere și de plasare a banilor (și instrumentelor de credit pe termen scurt), la nivelurile ratelor dobânzilor determinate liber de intermediarii financiari, în scopul reglării pe termen scurt a deficitelor de lichidități.
- piață neagră - zonă economico-financiară a tranzacțiilor și operațiunilor ilicite; vezi și piață gri; sinonim: economie subterană.
- piață valutară - piață în care se efectuează vânzări și cumpărări de valute la vedere (spot) și la termen (forward), la cursuri de schimb determinate liber de intermediarii autorizați să participe pe această piață.

- PIB - vezi produs intern brut.
- pinkwashing - strategie de marketing prin care sunt promovate produse folosind mesaje asociate cu femeia sau cu minoritățile sexuale.
- plan calendaristic - plan de muncă alcătuit pe zile și săptămâni.
- plasament:

- investire a unei sume de bani într-o întreprindere, într-o afacere etc., cu scopul de a obține un câștig; plasare;
- faptul de a găsi, de a procura cuiva o slujbă, un post; postul, serviciul, slujba, locul în care cineva este plasat.
- plasament privat - vânzare de acțiuni sau obligațiuni către investitori și instituții preselecționate, o alternativă la o ofertă publică inițială pentru o companie care dorește să acumuleze capital pentru extindere.

- plată - sumă de bani dată cuiva pentru munca depusă, drept contravaloare a unui obiect cumpărat, a folosinței unui lucru etc.

- plată activă - la un cont bancar, plată programată în aplicația bancară pentru a fi efectuată automat în viitor.
- plată anticipată - plata unei sume de bani înainte de prestarea unui serviciu sau de termenul de plată prevăzut de lege.
- plată cash - plată unui bun sau serviciu folosind bancnote sau monede.

- plusvaloare:

- mărirea valorii unui bun care n-a suferit transformări materiale;
- (în doctrina marxistă) valoare nou-creată de către muncitori în procesul de producție peste echivalentul valorii forței lor de muncă și însușită gratuit de către capitalist.
- plusvaloare absolută - formă a plusvalorii obținută prin prelungirea zilei de muncă peste timpul de muncă necesar sau prin intensificarea muncii.
- plusvaloare relativă - formă a plusvalorii care rezultă prin reducerea timpului de muncă necesar și mărirea corespunzătoare a timpului de supramuncă în urma creșterii productivității muncii.

- politică fiscală - ansamblul deciziilor și măsurilor luate de guvern cu privire la impozite, taxe și cheltuieli publice, în scopul influențării economiei unei țări.

- politică fiscală expansionistă - politică fiscală ce se aplică în perioade de recesiune sau stagnare economică, implicând creșterea cheltuielilor guvernamentale și/sau reducerea impozitelor pentru a stimula cererea agregată și creșterea economică.
- politică fiscală restrictivă - politică fiscală ce aplică în perioade de supraîncălzire economică sau inflație, implicând reducerea cheltuielilor guvernamentale și/sau creșterea impozitelor pentru a reduce cererea și a controla inflația.

- politică monetară - politica adoptată de autoritatea monetară a unei țări care controlează rata dobânzii plătită la împrumuturi pe termen foarte scurt sau oferta de bani si vizează adesea inflația sau rata dobânzii pentru a asigura stabilitatea prețurilor și încrederea generală în monedă.
- poliță - act prin care o persoană dispune debitorului ei să plătească o sumă de bani unei alte persoane sau la ordinul acesteia; vezi și trată.

- poliță de asigurare - document emis de către o instituție de asigurare, prin care aceasta certifică încheierea unui contract de asigurare a vieții sau a bunurilor materiale ale cuiva.
- poliță în alb - poliță pe care nu figurează numele beneficiarului.

- poprire - reținere din salariul cuiva (în contul unei datorii).
- populație - ansamblul de indivizi supuși unui studiu statistic.
- populație activă - totalitatea persoanelor angajate într-o activitate profesională (retribuită).
- portofoliu - totalitatea activelor financiare deținute de un investitor, o instituție, un fond de investiții sau aflate în evidența operativă a unei bănci.[23]
- porto franco - vezi zonă de liber schimb.
- post

- loc de muncă, într-o anumită ierarhie administrativă, ocupat de cineva numit de obicei prin decizia unei autorități superioare; vezi și funcție;
- categorie în care sunt înscrise într-o evidență contabilă sume de bani, materiale etc.; rubrica corespunzătoare dintr-un registru de contabilitate.
- poziție - fiecare dintre operațiile înscrise într-un cont contabil; loc pe care îl ocupă aceste operații.
- prag de exercitare (a unei opțiuni) - nivelul la care un investitor decide să-și exercite opțiunea de cumpărare sau de vânzare a unui activ subiacent⁠(d), nivel este determinat de prețul acestui activ și de prețul de exercitare al opțiunii.
- prag de rentabilitate - acel nivel de business la care veniturile totale pentru un produs sunt egale cu cheltuielile totale.
- prăvălie - vezi magazin.
- preț - categorie economică reprezentând expresia bănească a valorii unei mărfi; sumă de bani pe care trebuie să o plătească cumpărătorul pentru achiziționarea unui produs sau pentru un serviciu; vezi și cost.

- preț al pieței - preț care se formează pe piață în urma fluctuației cererii și ofertei.
- preț cu amănuntul - preț la care se vând către populație bunurile de consum, alimentare și nealimentare.
- preț de cost:

- (în producție) totalul cheltuielilor necesare pentru fabricarea unui bun oarecare;
- (în circulația mărfurilor) sumă de bani plătită pentru un bun cumpărat în scop de revânzare.
- preț de livrare - preț la nivelul căruia circulă produsele între unitățile producătoare.
- preț de producție - preț care înglobează costul produsului și beneficiul.
- preț de vânzare cu amănuntul recomandat de producător - diferența netă sau brută pe care o încasează un intermediar din prețul de vânzare al unui produs.
- preț ideal - costurile calculate care nu sunt efectiv percepute sau plătite în comerțul de piață, deși acestea pot facilita comerțul.
- preț real - costurile efective plătite pentru produse, servicii, bunuri și forța de muncă (suma netă de bani care se schimbă efectiv), în contradicție cu prețul ideal.

- principiul banking - ansamblu de idei privind politica monetară, reprezentat de un grup de economiști englezi din secolul al XIX-lea, care susțineau că mijloacele de circulație nu se pot reduce numai la aur, ci trebuie completate cu banii de credit emiși de bănci pe baza scontării polițelor comerciale.
- privatizare - procesul prin care activele, întreprinderile sau serviciile aflate în proprietatea statului sunt transferate către proprietari privați; poate implica vânzarea completă a unei companii de stat către o entitate privată, concesionarea serviciilor publice, sau deschiderea unei afaceri de stat către investiții private prin vânzarea de acțiuni.

- privatizarea apei - transferul controlului și gestionării resurselor și serviciilor de apă de la sectorul public către sectorul privat; implică concesionarea sau vânzarea unor părți ale infrastructurii de apă (rețele de distribuție, stații de tratare, etc.) și a drepturilor de gestionare către entități private, care se ocupă de furnizarea apei potabile, de tratarea apelor uzate și de alte servicii legate de apă.

- problema pasagerului clandestin - situație în care anumite persoane sau entități beneficiază de bunuri și servicii publice, fără a contribui în mod corespunzător la costurile sau eforturile asociate cu furnizarea acestora și care duce la subfinanțarea sau subutilizarea lor și la dezavantaje pentru cei care decid să plătească pentru acestea.
- procedură de deficit bugetar excesiv - mecanism formal utilizat de Uniunea Europeană pentru a monitoriza și corecta deficitele bugetare și datoria publică ale statelor membre care depășesc limitele stabilite prin Tratatul pentru Funcționarea Uniunii Europene și Pactul de stabilitate și de creștere.
- procedură simplificată:

- (în domeniul achizițiilor publice) set de reguli și procese menite să faciliteze și să accelereze achizițiile pentru contractele de valoare redusă, comparativ cu procedurile obișnuite.
- (în contabilitate) set redus de documente și rapoarte contabile pentru întreprinderile mici, cu reguli mai puțin stricte pentru înregistrarea și raportarea financiară.
- proces de afaceri - serie de activități interconectate și interdependente care sunt efectuate pentru a atinge un obiectiv specific al unei organizații; este esențială pentru funcționarea eficientă a unei companii și sunt concepute pentru a crea, livra și susține produse sau servicii.
- proces de producție - activitate socială în cadrul căreia oamenii acționează, cu ajutorul uneltelor de producție, asupra obiectului muncii, pentru a crea bunuri materiale.
- productivitate - eficiență a muncii, exprimată prin raportul dintre cantitatea de produse realizată și volumul de muncă consumat.
- producție⁠(d):

- procesul creării bunurilor necesare existenței și dezvoltării societății, în cursul căruia oamenii exploatează și modifică elementele din natură conform necesităților acestora;
- totalitatea produselor obținute în procesul muncii, într-o perioadă de timp determinată, într-un anumit sector al activității sociale etc.
- producție de mărfuri - formă de organizare a economiei sociale în care produsele muncii sunt create de producători independenți, autonomi, fiecare dintre ei specializându-se în confecționarea unui anumit produs.
- producție în masă - metodă de producție de cantități substanțiale de produse standardizate⁠(d) într-un flux constant, inclusiv și în special pe linie de montaj⁠(d).
- producție marfă - producție în expresie bănească a întreprinderilor sau a ramurilor economiei naționale într-o anumită perioadă de timp, livrată sau destinată desfacerii.
- "producție murdară" - tip de activitate economică⁠(d) caracterizată atât prin impact asupra mediului⁠(d) cu caracter negativ, cât și prin practici neetice de utilizare a forței de muncă.
- producție netă - valoarea producției marfă minus cheltuielile de producție.

- produs - bun material rezultat dintr-un proces de muncă; totalitatea obiectelor sau a bunurilor obținute în procesul de producție; bun, product.

- produs intern brut - (PIB) valoarea tuturor bunurilor și a serviciilor prestate de o economie pe o perioadă specificată.
- produs național brut - produsul intern brut la care se adaugă dobânzi, profituri și dividende primite din străinătate de rezidenții unei țări.
- produs social total - indicator macroeconomic reprezentând totalitatea bunurilor materiale create în decursul unei perioade de timp de lucrătorii ocupați în economia națională.

- profesie liberală - profesiune exercitată de o persoană pe cont propriu, fără să fie angajată permanent într-o instituție; vezi și: liber profesionist.
- profesie reglementată - activitatea sau ansamblul de activități profesionale reglementate conform legii din România.
- profil - obiectivul de bază al producției unei întreprinderi, al activității unei instituții, căruia îi corespunde un anumit mod de organizare.
- profit:

- ceea ce reprezintă un folos (material sau spiritual) pentru cineva sau ceva; câștig, beneficiu, avantaj;
- venit care revine proprietarilor capitalului investit într-o întreprindere.
- proprietate - stăpânire deplină asupra unui bun; formă social-economică de însușire a bunurilor materiale, care exprimă relațiile economice ce apar în societate.

- proprietate privată - proprietate care aparține persoanelor fizice, persoanelor juridice, statului sau unităților administrativ-teritoriale, fiind formate de obicei din orice bunuri, cu excepția celor aflate exclusiv în proprietate publică, și asupra cărora titularul sau proprietarul exercită posesia, folosința și dispoziția în interes propriu, însă în limitele determinate de lege.
- proprietate publică - proprietate care aparține statului sau unităților administrativ-teritoriale, fiind formată din bunuri care, potrivit legii, sunt de domeniul public ori care, prin natura lor, sunt de uz sau de interes public.

- prospect de emisiune - document formal care oferă detalii despre o ofertă de investiții destinată vânzării publicului.
- protecția muncii - ansamblu de măsuri luate pentru ocrotirea vieții și a sănătății celor ce muncesc, pentru asigurarea desfășurării muncii în condițiile cele mai bune.
- protecționism - sistem și politică economică de protejare și de promovare a unor activități economice indigene, prin măsuri de îngrădire a puterii concurenților externi pe piața internă (prin aplicarea unui regim vamal cu tarife ridicate la mărfurile de import, prin restricții valutare etc.).
- publicitate - vezi advertising.
- punct de lucru - locul principal de activitate al unei companii și locația principală în care își desfășoară activitatea.
- putere circulatorie a banilor - valoare pe care o au banii sau pe care o reprezintă (efectiv) sumele de bani în circulație.
- putere de cumpărare - capacitate de plată a unității bănești sau a populației; cantitate de mărfuri și de servicii care poate fi obținută în schimbul unei unități bănești (putere de cumpărare a banilor) sau care poate fi plătită de populație (putere de cumpărare a populației).

## R
- ramburs:

- sistem de expediere a unei mărfi conform căruia destinatarul este obligat, la primire, să achite expeditorului contravaloarea mărfii sau a taxei de transport;
- contravaloarea mărfii sau a taxelor de transport plătită de către destinatar expeditorului.
- rambursare - restituire a unei sume de bani datorate.
- randament:

- câștigul unei investiții exprimat procentual;
- capacitate de producție a unui muncitor, a unei mașini, a unui utilaj într-o unitate de timp dată (și în raport cu consumul); raportul dintre efectul obținut și efortul depus într-o activitate, acțiune etc.
- randament al dividendului - valoarea dividendului ca procent din prețul curent de piață al acțiunilor.
- randament la scadență - rată de câștig așteptată dintr-o obligațiune dacă este păstrată pâna la scadența acesteia și dacă plățile sunt efectuate conform programului asumat de emitent.

- raport anual - document oficial publicat de o companie, instituție sau organizație la sfârșitul fiecărui an fiscal, care oferă o prezentare detaliată a activităților, performanței financiare și strategiilor viitoare.[24]
- rată - cotă, parte eșalonată care urmează a fi vărsată sau distribuită, la un termen dinainte fixat, în contul unei datorii sau al unei obligații.

- rată a acumulării - raportul dintre fondul de dezvoltare și venitul pe baza căruia se formează.
- rată a dobânzii - raportul procentual dintre dobândă și suma împrumutată.
- rată a finanțării interne - raportul dintre sursele de autofinanțare și valoarea investiției.
- rată anuală a inflației - creșterea medie a prețurilor de consum într-un an față de anul precedent.
- rată a profitului - raportul dintre plusvaloare și întregul capital avansat.
- rată de leasing - suma de bani plătită într-o perioadă de timp specificată pentru închirierea unui activ, cum ar fi proprietatea reală sau un automobil.

- rating - evaluare realizată de către o agenție specializată, precum Standard & Poor's, Fitch Ratings sau Moody’s și care se bazează pe istoricul de creditare și pe capacitatea sa de a-și plăti datoriile.

- rating de credit - evaluare formală a creditului acordat, în ce privește îndeplinirea obligațiilor de plată a serviciului datoriei și a capacității viitoare de rambursare a creditului.
- rating service - agenție care stabilește gradul de popularitate a unui produs sau a unei firme.

- raționalizare:

- organizare a unei activități economice după norme și principii raționale;
- supunere a unor anumite produse (de primă necesitate) unui consum dirijat, conform unor norme stabilite anterior (vezi și cartelă).
- rămășiță - creanță bugetară nestinsă până la sfârșitul anului fiscal și evidențiată ca atare în rolul nominal unic la închiderea anuală a acestuia.
- răscumpărare:

- acțiunea emitentului de a cumpăra instrumentele financiare proprii;
- plătirea prețului unui lucru vândut sau amanetat pentru a reintra în proprietatea acelui lucru.
- recepție - operație de luare în primire a unui material sau a unei lucrări, pe baza verificării lor cantitative și calitative.
- recesiune - stadiu al ciclului de afaceri mai puțin grav decât depresiunea sau criza, în care activitatea economică se află în declin;și are loc o stagnare temporară a afacerilor.
- reclamă:

- activitate (comercială) prin care se urmărește, pe calea publicității (prin tipărituri, radio, televiziune, cinematograf etc.), suscitarea, câștigarea interesului public asupra anumitor mărfuri, a unui produs, a unor cărți, a unui spectacol, a folosirii unor servicii etc.; vezi și agent de publicitate;
- placardă, afiș, anunț în presă etc., care se folosește pentru a atrage atenția publicului asupra unui produs industrial, a unei cărți, a unui spectacol etc.
- redevență - sumă ce trebuie plătită în bani sau în natură pentru folosirea sau dreptul de folosință a unor active corporale sau necorporale.
- reducere - micșorare a prețului pentru a stimula un client să plătească mai repede sau să cumpere mai mult; alte denumiri: discount, disconto.

- reducere a datoriilor - act prin care un creditor acordă debitorului o reducere totală sau parțială a datoriei pe care o are față de acesta.

- registru de casă - condică ce se ține obligatoriu de către fiecare casierie și în care se înscriu zilnic, în ordine cronologică, încasările și plățile făcute de aceasta.
- Registrul Comerțului - instituție răspunzătoare de înregistrarea tuturor societăților comerciale și ținerea la zi a evidențelor referitoare la acestea; denumire completă: Oficiul Național al Registrului Comerțului.
- Registrul național al calificărilor profesionale - bază de date națională care cuprinde descrierea calificărilor profesionale din România recunoscute la nivel național care pot fi dobândite atât prin sistemul formal de educație și formare profesională.
- regres - drept în virtutea căruia cineva care a plătit o sumă de bani din culpa altuia se întoarce împotriva acestuia din urmă pentru recuperarea sumei plătite; vezi și indicat la nevoie.
- relații de muncă - legăturile dintre angajator și angajat, care se stabilesc prin intermediul unui contract de muncă și care sunt reglementate de legislația muncii.
- relații de producție - relații care se stabilesc între oameni în procesul de producție al bunurilor materiale.
- relaxare cantitativă⁠(d) - politică monetară neconvențională, prin care o bancă centrală injectează⁠(d) bani în economie pentru a stimula creșterea economică atunci când ratele dobânzilor sunt deja foarte scăzute și stimulentele economice tradiționale sunt limitate; vezi și bani tipăriți.
- remiză:

- plată făcută (unui lucrător comercial) sub forma unei cote procentuale din vânzări;
- operație financiară de achitare a unei datorii în străinătate prin transmiterea către un creditor a unui document de plată.
- remunerație - contravaloarea muncii prestate de salariat în baza contractului individual de muncă, care cuprinde salariul de bază, indemnizațiile, sporurile și alte adaosuri; sinonime: leafă, salariu.
- represiune financiară - utilizarea de către guverne sau alte autorități a controlului asupra sistemului financiar pentru a impune restricții și constrângeri în ceea ce privește împrumuturile, dobânzile și alte aspecte ale economiei și aceasta prin impunerea de rate de dobândă artificiale, impunerea unor cerințe stricte de capital și lichiditate⁠(d) pentru bănci sau alte instituții financiare, precum și restricționarea accesului la capital străin.
- responsabilitate de produs - răspunderea pentru produse defectuoase, la răspunderea pentru daunele produse la utilizatorul final și suportate de acesta, ca urmare a unui produs defect achiziționat; vezi și drepturile consumatorului.
- responsabilitate socială (a unei firme, companii etc.) - adoptarea unor politici de afaceri care să îndeplinească cerințe de ordin etic, legal, comercial sau așteptările pe care le are societatea de la acea societate comercială.
- resurse - toate elementele necesare pentru a produce bunuri și servicii, cum ar fi materii prime, forță de muncă, capital, tehnologie și cunoștințe: resurse umane, resurse naturale și resurse financiare.

- resurse financiare - banii sau alte active financiare necesare pentru a finanța producția⁠(d) și dezvoltarea unei economii, cum ar fi capitalul, creditele și investițiile.

- resurse financiare locale - totalitatea veniturilor bugetelor locale evidențiate în acestea într-o ordine obligatorie și dupa criterii unitare, precis determinate în funcție de proveniența acestora.

- resurse naturale - materialele și substanțele extrase din mediul înconjurător, cum ar fi lemnul, petrolul, gaze naturale, metalele sau apa.
- resurse umane - forța de muncă disponibilă pentru producția de bunuri și servicii, care poate include angajații, antreprenorii și managerii de afaceri.

- retail - vezi comerț cu amănuntul.
- retragere Fibonacci - metodă de analiză tehnică pe care comercianții tehnici o folosesc pentru a ajuta la identificarea momentelor strategice pentru tranzacții, a stopa pierderile sau pentru a ținti prețurile pentru a ajuta oamenii să cumpere la un preț bun.
- revoluție (economică) - schimbare fundamentală în modul în care o economie funcționează și se dezvoltă și care poate fi determinată de o serie de factori, cum ar fi inovațiile tehnologice, schimbările în structura piețelor, noile modele de afaceri, schimbările politice și sociale sau schimbările demografice; exemple: Revoluția agricolă, Revoluția industrială, Revoluția digitală.
- rezervă - cantitate de alimente, de obiecte, de bani, de materiale etc. pusă deoparte și păstrată pentru a fi întrebuințată mai târziu; depozit.

- rezervă-aur - cantitatea de aur pe care o păstrează băncile de emisiune ca garanție pentru biletele de bancă puse în circulație și pentru lichidarea datoriilor către alte țări, în cazul când acestea nu pot fi achitate prin livrări de mărfuri obișnuite.
- rezervă bugetară - parte din veniturile unui buget, constituită ca rezervă în scopul acoperirii unor cheltuieli neprevăzute sau în cazul nerealizării integrale a veniturilor.
- rezervă fracționară - sistemul bancar în care băncile comerciale sunt obligate să păstreze doar o parte (fracțiune) din depozitele clienților sub formă de rezerve disponibile, fie în seifurile lor, fie la banca centrală, restul fondurilor putând fi utilizate pentru acordarea de credite sau alte investiții.
- rezervă internațională (a unei țări) - totalul activelor pe care un stat le deține în străinătate, în scopul stabilizării ratei de schimb, asigurării plăților externe, credibilității economice și protecției împotriva unei eventuale crize economice.
- rezervă lichidă:

- totalitatea mijloacelor bănești, existente sub orice formă, negrevate de nicio sarcină, disponibile la o bancă, la o întreprindere etc.;
- aurul disponibil în monede sau în lingouri, precum și valutele și devizele liber convertibile în aur, destinate operațiilor internaționale.
- rezervă valutară - monedă străină care este deținută în cantități semnificative de băncile centrale sau de alte autorități monetare ca parte a rezervelor valutare ale acestora.

- rezerve de stat - cantitate de bunuri materiale dintre cele mai importante acumulate și centralizate cu scopul de a asigura continuitatea procesului de producție și necesitățile de consum ale populației, în cazul ivirii unor situații neprevăzute.
- rezerve interne - posibilități existente într-o întreprindere, a căror descoperire și folosire permit, fără investiții suplimentare mari, să se realizeze cantități sporite de produse.
- reziliență - capacitatea unui sistem economic, a unei organizații sau a unei societăți comerciale de a rezista, absorbi și recupera rapid după perturbații sau șocuri economice.
- ring - una dintre cele mai simple forme de monopol, prin o înțelegere de scurtă durată între diferiți capitaliști cu privire la condițiile de desfacere și la prețurile de vânzare.
- risc:

- posibilitatea ca venitul real al unei investiții să nu se ridice la nivelul preconizat; vezi și toleranță la risc;
- (în domeniul asigurărilor) posibilitatea survenirii unui eveniment nedorit și imprevizibil (accidente auto, incendii, inundații, furturi, boli sau decese), care poate provoca pierderi financiare sau alte daune asiguratului.
- risc controlat -  strategie de gestionare a riscului prin care investitorii își limitează pierderile potențiale într-o tranzacție și aceasta prin utilizarea unor instrumente financiare⁠(d) precum opțiunile sau contractele futures, care permit investitorilor să-și protejeze pozițiile împotriva fluctuațiilor de preț.
- risc moral - vezi hazard moral.
- risc fiscal - posibilitatea ca o companie sau persoană fizică să fie sancționată sau penalizată din cauza neîndeplinirii obligațiilor fiscale, inclusiv neplata taxelor, raportarea incorectă a veniturilor sau alte încălcări ale legii fiscale.
- risc valutar - posibilitatea ca valoarea unui activ, pasiv sau flux de numerar denominat într-o monedă străină să fie afectată negativ de fluctuațiile cursului de schimb valutar; apare atunci când o entitate are expunere la tranzacții⁠(d) sau investiții în valute diferite de moneda sa națională.

- ROBOR - (Romanian Interbank Offer Rate), rata medie a dobânzii pentru creditele în lei acordate pe piața interbancară și este stabilită de către BNR.
- rol - registru în care organele financiare țin evidența impozitelor pentru fiecare contribuabil în parte.

- rol nominal unic - fișă unică a contribuabilului care conține elemente de identificare, precum și creanțele bugetare ale acestuia la nivelul localității de reședință a acestuia.

## S
- salariat - (persoană fizică) care încheie un contract de muncă individual cu o persoană fizică sau juridică și se obligă să presteze munca în schimbul unui salariu.
- salariu - vezi remunerație.

- salariu brut - suma totală a salariului cuvenit pentru orele de muncă prestate; cuprinde atât salariul net, cât și impozitul pe salariul individual, și a contribuțiilor conform legii (pentru fondul de șomaj).
- salariu de bază - salariu care servește ca bază de calcul pentru calcularea salariului în caz de boală, maternitate, pentru pensia alimentarã, pensia de bătrânețe.

- salariu de bază minim brut pe economie - nivelul minim al salariului brut, de obicei lunar, stabilit prin hotărâre a Guvernului, sub care angajatorul nu poate negocia și stabili salarii de bază prin contractul colectiv de muncă.

- salariu direct - suma primită de salariat, determinată în corelație cu cantitatea de muncă prestată, calitatea acesteia, nivelul și starea economiei sau a sectorului economic în care se prestează munca.
- "salariu egal pentru muncă egală" - concept al drepturilor muncii, conform căruia persoanelor din același loc de muncă să li se acorde salarii egale, utilizat în contextul discriminării sexuale, în raport cu diferența de salarizare între sexe.
- salariu indirect - fracțiune a salariului cost, care este plătită familiei salariatului după alte criterii decât munca prestată.
- salariu în natură - o parte a remunerației care nu este vărsată sub formă bănească, ci sub formă de bunuri și servicii.
- salariu minim pe economie - salariu minim comun tuturor profesiilor care corespunde nevoilor elementare a unui salariat.
- salariu net - suma efectivă de bani încasată după scăderea din salariului brut a impozitului pe salariu individual și a contribuțiilor salariațiilor conform legii.
- salariu real - cantitatea de mărfuri și servicii de consum care poate fi achiziționată, la un moment dat, cu salariul net.

- sărăcie demografică -  situația în care creșterea populației depășește capacitatea economiei de a oferi locuri de muncă și resurse suficiente pentru toți membrii societății, ceea ce duce la o scădere a nivelului de trai; vezi și capcana demografică⁠(d).
- sărăcie energetică - formă de excluziune socială care apare atunci când, din cauza veniturilor reduse, o persoană, o gospodărie sau o comunitate nu își poate asigura necesarul minim de energie pentru a trăi în condiții decente și sigure.[25]
- scadență - termen de plată; expirare a datei la care trebuie onorată o datorie, o obligație.
- schemă piramidală - model ilegal de afaceri care recrutează membrii printr-o promisiune de plăți sau servicii pentru înscrierea altora în schemă și care la un moment dat devine nesustenabil, mai multe persoane fiind astfel înșelate.
- sclavie salarială - termen utilizat pentru a descrie o situație în care angajații se simt captivi în locurile lor de muncă din cauza necesității de a-și asigura mijloacele de subzistență.
- scont:

- dobânda și comisionul reținute de o bancă comercială, care cumpără titluri de creanță pe termen scurt, înainte de scadența acestora;
- sumă de bani reprezentând dobânda la un împrumut, pe care o bancă și-o reține cu anticipație la acordarea împrumutului;
- reducere acordată unui debitor din valoarea unei polițe sau a unei datorii plătite înainte de scadență; recalculare și diminuare a dobânzilor, în cazul în care plata unei obligații se face înainte de termen.
- scrisoare de credit - înscris care autorizează pe purtătorul său să primească un anumit credit; altă denumire: acreditiv documentar.
- scrisoare de garanție bancară - document emis de către o bancă în favoarea unui beneficiar (de obicei un client sau o companie) pentru a garanta plata sau îndeplinirea unei obligații.
- scrisoare de schimb - act prin care semnatarul cere unei alte persoane să plătească o sumă de bani celui indicat în act.
- scrisoare de trăsură - înscris prin care se constatã contractul de transport de mărfuri între expeditor, transportator și destinatar; însoțește mărfurile transportate cu trenul de la vânzător la cumpărător.
- scrisoare publicitară - formă de promovare care implică trimiterea prin poștă a unor broșuri sau circulare publicitare unei clientele selectate.
- scutire de taxe:

- scutire de taxe vamale; scutire de taxă, totală sau parțială, acordată la importul dintr-o țară de obicei sau produse supuse în mod normal unei taxe de intrare;
- scutire de taxa pentru bagaje; transportul gratuit al bagajului, în anumite limite de greutate;
- scutire de taxe poștale; scutire de francare pentru corespondență adresată anumitor autorități administrative, judiciare, fiscale.
- secret de fabricație - procedeu de fabricație al cărui secret trebuie păstrat de salariați și a cărui divulgare constituie un delict.
- sector primar - ansamblu de activități economice producător de materii prime (agricultura și industriile extractive).
- sector terțiar - ansamblul activităților economice al căror rezultat îl constituie produsele intangibile (spre deosebire de bunurile materiale), ca de exemplu, activitățile de cazare, transport, comunicații, financiare, educație, sănătate, cultură și artă etc., spre deosebire de cele din sectoarele primar (agricultura, industria extractivă) și secundar (industria prelucrătoare, construcții).
- securitatea și sănătatea muncii - ansamblul de activități instituționalizate având ca scop asigurarea celor mai bune condiții în desfășurarea procesului de muncă, apărarea vieții, integrității fizice și psihice, sănătății lucrătorilor și a altor persoane participante la procesul de muncă.
- securitate energetică (a unui stat) - asocierea dintre securitatea națională⁠(d) și disponibilitatea resurselor naturale pentru consumul de energie⁠(d).
- sediu al unei firme - locul unde își desfășoară activitatea o firmă, precizat în statutul societății și care determină naționalitatea acesteia.
- segmentare - procesul de divizare a pieței în grupe mai mult sau mai puțin omogene și concentrarea efortului de marketing pe aceste segmente; divizările tipice au drept criterii vârsta, sexul, statutul socio-profesional, țara de proveniență a turistului, alte criterii.
- segment de piață - parte a unei întreprinderi din totalul ofertei sau cererii pe piață de produse și servicii, exprimată în procente sau în unități de măsură cantitative.
- seif - dulap sau ladă metalică, cu pereții foarte rezistenți și cu ușile blindate, în care se păstrează, de obicei într-o instituție bancară, bani, hârtii și obiecte de valoare; sinonim: casă de bani.
- semn monetar - ceea ce se imprimă sau se gravează pe o monedă.
- serviciu:

- activitate economică prin care se produce un schimb de valoare fără a implica transformarea materiei;
- ocupație pe care o are cineva în calitate de angajat; slujbă, job; vezi și funcție;
- subdiviziune în administrația internă a unei instituții, societăți comerciale etc. cuprinzând mai multe secții; prin extensie, colectivul de muncă corespunzător.
- serviciu financiar - activități legate de gestionarea și intermedierea banilor și activelor financiare (depozite bancare, credite, investiții, asigurări etc.), oferite de instituții financiare (bănci, companii de asigurări, companii de investiții, fonduri mutuale etc.) cu scopul de a ajuta la gestionarea și alocarea eficientă a resurselor financiare și de a oferi instrumente pentru securitatea finanțelor.
- serviciul datoriei publice - plățile datorate pe un an pentru rambursarea datoriei publice, formate din ratele scadente, dobânzile, spezele și comisioanele aferente.
- serviciu public - termen care referă la acele activități de interes general, coordonate de guvern și disponibile tuturor cetățenilor statului respectiv; exemple: armata, poliția, transportul public, asistența socială etc.

- sharing economy - vezi economie colaborativă.
- shrinkflation (sau shrinkflație) - procedură controversată de marketing care însoțește inflația și care constă în vinderea de produse ambalate la cantități ceva mai mici sau de calitate mai slabă, dar la același preț.
- simbol de tranzacționare - combinație unică (cod) de litere și cifre asociată unui instrument financiar în sistemul de tranzacționare un simbol de tranzacționare.
- sindicat:

- organizație a angajaților dintr-o societate comercială, înființată conform legii, al cărei scop este apărarea intereselor profesionale, economice și sociale ale membrilor acesteia;
- grup de persoane fizice sau de companii, reunite printr-un contract de asociere în scopul finanțării unei investiții;
- organizație monopolistă, mai dezvoltată decât cartelul, în cadrul căreia întreprinderile membre își mențin independența în ceea ce privește organizarea producției, dar renunță la independența comercială, efectuând desfacerea produselor și uneori achiziționarea materiilor prime printr-un oficiu comun.
- sinecură - loc de muncă sau funcție care oferă venituri sau beneficii semnificative, dar care implică un volum redus de muncă sau chiar lipsa totală a unor responsabilități efective.[26]
- sistem bancar - rețea de instituții financiare care facilitează gestionarea și circulația banilor într-o economie și care include: băncile comerciale, banca centrală, băncile de investiții⁠(d), cooperative de credit și alte instituții financiare non-bancare, reglementări și supraveghere bancară.
- sistem bănesc - organizare a circulației banilor, stabilită prin lege, care cuprinde metalul monetar, unitatea bănească, emisiunea și circulația banilor etc.
- sistem de management - set de procese, reguli, proceduri, tehnici și instrumente care sunt implementate și utilizate pentru a direcționa și controla activitățile unei organizații în vederea atingerii obiectivelor sale.
- sistem economic - structură sau un cadru organizat care guvernează producția, distribuția și consumul bunurilor și serviciilor într-o societate sau într-o anumită regiune geografică și care definește modalitățile în care resursele sunt alocate, precum și relațiile dintre factorii de producție pentru a satisface nevoile și dorințele unei populații.
- sistem monetar - infrastructura prin care se organizează și se reglementează circulația și utilizarea banilor într-o economie; acesta include: moneda, banca centrală, sistemul bancar, politica monetară, reglementări și norme juridice.

- sistem monetar european⁠(d) - acord de politică valutară între țările europene prin care se urmărește mai mare stabilitate a cursurilor de schimb; a intrat în vigoare în 1979.
- sistem monetar internațional - set de reguli și convenții stabilite la nivel internațional care facilitează comerțul internațional, instituțiile de sprijin, investițiile transfrontaliere⁠(d) și realocarea capitalului între statele cu valute diferite.

- situație financiară - documente care atestă activitățile de afaceri și performanțele financiare ale unei companii; este un indicator al stabilității financiare și al capacității de a face față obligațiilor financiare.[27]
- slujbă - vezi funcție.
- societate (companie) cu caracter public - firmă care își constituie, mărește sau restructureaza capitatul prin oferta publică de acțiuni; este supusă reglementărilor legale privind emisunea și tranzacțiile cu titluri și poate fi cotată la bursă.
- societate comercială - persoană juridică, constituită legal de asociați pe baza de contract, având un capital social format din aportul părților și urmărind realizarea de activități economice în scopul obținerii de profit.
- societate cu răspundere limitată (SRL) - societate comercială cu personalitate juridică ale cărei obligații sociale sunt garantate cu patrimoniul social; asociații fiind obligati numai la plata părților sociale (aportul lor), ei raspunzând (în caz de faliment) numai până la concurența aportului lor.
- societate de bursă - formă a societății financiare care acționează pe piața secundară; poate îndeplini funcția de broker sau de dealer, de unde și denumirea de firmă broker/dealer.
- societate de consum - tip de societate specifică țărilor dezvoltate pentru care realizarea unui confort ridicat pentru toți membrii săi constituie unul dintre reperele esențiale ale existenței.
- societate de investiții - institutie financiară care, contra unei taxe de gesiune, investește fondurile colectare de la un mare număr de mici ivestitori, în valori mobiliare sau bunuri imobiliare, astfel încât să se obțină o valorificare maximă a fondurilor, în condiții de siguranță.
- societate în comandită pe acțiuni – societate comercială cu două categorii de asociați: comanditații, care sunt asociați în nume colectiv și care răspund nelimitat și solidar pentru obligațiile sociale și comanditarii care au situația unor acționari dintr-o societate anonimă, aceștia din urmă suportând pierderile în limita acțiunilor deținute de fiecare.
- societate în comandită simplă – tip de parteneriat care constă din unul sau mai mulți parteneri numiți comanditați cu răspundere nelimitată și unul sau mai mulți comanditari a căror răspundere se limitează la suma investită, neavând dreptul să intervină în activitatea de conducere.
- societate în nume colectiv - societate comercială constituită din două sau mai multe persoane care au calitatea de comercianți și care răspund personal și solidar pentru datoriile societății.
- societate mamă - societate care deține peste 50% din capitalul altei (altor) societari denumite filiale.
- societate (anonimă) pe acțiuni - formă de organizare a unei întreprinderi al cărei capital este împărțit în acțiuni, acționarii respectivi nerăspunzând de datorii decât în limita sumelor subscrise în vederea alcăturii capitalului acestuia.
- sold:

- diferența dintre totalul sumelor înscrise în debitul unui cont și totalul sumelor înscrise în creditul lui;
- rest de plată la lichidarea unei socoteli;
- rest de marfă (cu defecte sau nepotrivită cu sezonul) care se vinde cu preț redus.
- solduri bilaterale - solduri care arată activul și pasivul.
- solidaritate - caracterul unui raport de obligații care leagă între ei mai mulți creditori și un singur debitor (solidaritate activă) sau mai mulți debitori și un singur creditor (solidaritate pasivă).
- solvabilitate:

- capacitatea unei persoane fizice sau juridice de a-și plăti, la termen, toate datoriile scadente, din resursele (activele) proprii;
- adecvare a unei proprietăți de a fi tranzacționată, prin executare silită, pentru a îndeplini o obligație asumată de un debitor.
- somație - invitație scrisă făcută de un creditor debitorului de a-și executa obligația de bunăvoie, în caz contrar trecându-se la urmărirea lui silită.
- spărgător de grevă:

- muncitor care continuă să lucreze când s-a declarat o grevă sau ale cărui servicii sunt folosite pentru înlocuirea greviștilor;
- termen utilizator peiorativ pentru cei ce rup unitatea de acțiune sindicală a angajaților.
- speculator - investitor care tranzacționează activ pe piața de capital, urmărind să înregistreze câștig de pe urma variațiilor zilnice sau săptămânale ale instrumentelor financiare.
- speculație - tranzacție bursieră de valori prin care se urmărește realizarea de profit.
- spot - operație de plată imediată (la vedere).
- SRL - vezi societate cu raspundere limitată.
- stabilitate economică⁠(d) - termen care se referă la menținerea unui echilibru în economie, în care nu există fluctuații mari și imprevizibile ale principalilor indicatori economici⁠(d), cum ar fi creșterea economică, rata inflației, șomajul sau balanța comercială.
- stabilitate financiară - starea unui sistem financiar în care instituțiile, piețele și infrastructura financiară funcționează eficient și fără perturbări majore, permițând alocarea optimă a resurselor, gestionarea riscurilor și sprijinirea creșterii economice.
- stagflație - fenomen economic care se manifestă prin coexistența stagnării economiei, inflației și șomajului.
- staging imobiliar⁠(d) - procesul de pregătire a unei proprietăți imobiliare⁠(d) pentru vânzare sau închiriere, prin decorarea și amenajarea interioarelor și exterioarelor astfel încât să arate cât mai atractiv posibil pentru potențialii cumpărători sau chiriași.
- stagiu:

- vechimea în muncă a unui angajat (începător);
- perioadă de timp în cursul căreia un angajat începător lucrează pentru a dobândi experiență în profesiunea sau în specialitatea lui, pentru a-și dovedi aptitudinile profesionale și capacitatea de muncă.
- stagnare economică - stare a economiei unei țări, caracterizată prin stoparea creșterii producției și menținerea ei la un anumit nivel.
- standard de viață - nivelul de bunăstare și de confort material al unei persoane sau a unei populații, măsurat prin nivelul de venituri, de bogăție, de putere de cumpărare și de acces la bunuri și servicii esențiale, cum ar fi alimentele, locuințele, serviciile medicale și educaționale și transportul; sinonim: nivel de trai.
- stare staționară - condiție în care principalele variabile economice, precum capitalul, producția⁠(d) și populația, rămân constante în timp, fără a exista creșteri sau scăderi semnificative pe termen lung; aceasta se întâmplă când economia a ajuns la un echilibru de lungă durată.
- stat de funcții - document (sub formă de tabel) în care sunt înscrise posturile, funcțiile, salariile etc. dintr-o societate comercială sau instituție.
- stat de plată - tabel, listă în care sunt înscrise drepturile bănești pe care le achită angajaților o societate comercială.
- state de serviciu - listă a posturilor, a funcțiilor ocupate de un funcționar, de un militar.
- stat personal - dosar cu specificarea mutațiilor de serviciu ale unui angajat și actele acestuia.
- structură:

- mod de organizare a societății din punct de vedere economic, social, politic și cultural; orânduire;
- mod de organizare a oricărei ramuri de producție.
- stimulent guvernamental - vezi subvenție.
- studiu de fezabilitate - analiză detaliată care evaluează dacă un proiect de afaceri, investiție sau inițiativă este viabil din punct de vedere tehnic, economic, financiar și operațional și care ajută la luarea unor decizii informate și la reducerea riscurilor.[28]
- subcontractare - operație prin care un antreprenor recurge la un terț (subcontractant) pentru a realiza, conform indicațiilor sale, anumite sarcini privind bunurile, obiectele pe care antreprenorul le vinde pe bază de contract; subcontractantul, de regulă, nu figurează în contractul de vânzare-cumpărare.
- subiect impozabil - persoană fizică sau juridică obligată prin lege să plătească un anumit impozit către stat.
- subsidiar - entitate sau o companie controlată de o altă entitate, numită companie-mamă și care deține o anumită proporție din acțiunile sau controlează operațiunile subsidiarei, ceea ce îi conferă putere de decizie și influență asupra acesteia.
- subvenție - formă de ajutor sau de sprijin financiar ce reprezintă o ramură a sectorului economic (persoane juridice sau fizice) și care are, în general, scopul de a promova politica economică și socială; altă denumire: stimulent guvernamental.
- sucursală - unitate economico-financiară aflată în subordinea unei alte unități similare mai mari.
- suprabugetar - vezi extrabugetar.
- supramonopol - monopol internațional format din monopoluri din diferite țări.
- supraîncălzire economică - situație în care economia crește rapid, peste potențialul său sustenabil pe termen lung, ceea ce duce la o creștere puternică a cererii agregate, dar capacitatea de producție nu poate ține pasul; efecte: inflație accelerată, deficit de forță de muncă, creșterea dobânzilor, deficit comercial.
- suprastructură - (în concepția marxistă) totalitatea concepțiilor și instituțiilor politice, juridice, religioase, artistice, filozofice etc. dintr-o anumită formațiune social-economică, generate de baza economică a acestei formațiuni.
- supraveghetor - persoană însărcinată să supravegheze pe cineva (activitatea cuiva sau a unei formații de lucru) sau ceva.
- sustenabilitate -  capacitatea unui sistem economic de a susține și de a menține creșterea și bunăstarea pe termen lung, fără a compromite resursele naturale, mediul înconjurător sau capacitatea viitoarelor generații de a-și satisface necesitățile.
- suveranitate economică - capacitatea unui stat de a-și controla politicile economice și financiare fără influențe externe semnificative; poate fi afectată de factori ca: dependența de resurse externe, datorii externe, influența companiilor multinaționale, interdependența economică globală.
- SWIFT - conglomerat bancar sub egida unei cooperative belgiene, care este intermediar și executor în cadrul tranzacțiilor financiare între state diferite și cu monede diferite.

## Ș
- șocul aprovizionării - eveniment care crește sau scade brusc oferta unei mărfuri sau a unui serviciu sau a mărfurilor și serviciilor în general.
- șocul cererii - eveniment brusc care crește sau scade temporar cererea de bunuri sau servicii.
- șomaj:

- fenomen economic cauzat de crizele economice sau recesiuni, care constă în aceea că o parte dintre salariați rămân fără lucru, ca urmare a decalajului dintre cererea și oferta de forță de muncă;
- situația aceluia care nu se poate angaja din cauza imposibilității de a găsi un loc de muncă.
- șomaj înregistrat - șomaj care apare evidențiat în scris și statistici oficiale.
- șomaj pe termen lung – șomaj care durează pe o perioadă prelungită de timp: un an (șomaj pe termen lung) și doi ani (șomaj pe termen foarte lung).
- șomaj tehnic -  suspendare temporară a contractului individual de muncă, fără încetarea raporturilor de muncă, care poate fi luată din motive economice, tehnologice, structurale, situații cu care se poate confrunta o organizație la un moment dat.

- științe camerale - nume dat, în secolele al XVII-lea și al XVIII-lea, disciplinelor care se ocupau cu studiul finanțelor publice.

## T
- tarabă:

- un fel de masă pe care comercianții (ambulanți) își expun și își vând marfa la târguri, în piețe sau pe străzi;
- tejghea (de cârciumă) la care stă negustorul.
- tarif:

- preț (stabilit oficial) pentru prestările de servicii, transport, telefon, radio, consum de energie electrică etc.; retribuție oficială stabilită pentru o anumită muncă;
- tabel, listă cuprinzând prețurile unitare sau specifice pentru diferite servicii (publice) și condițiile stabilite pentru aplicarea lor.
- tarif diferențial - taxă de transport care se reduce proporțional cu creșterea distanței și a greutății mărfii.
- tarif vamal - tabel în care sunt înscrise taxele vamale la care sunt supuse mărfurile trecute peste granița unui stat.

- taxă:

- sumă de bani care se percepe la anumite mărfuri sub formă de impozit;
- plată efectuată în favoarea bugetului de stat de către diferite persoane fizice sau juridice în cazul când acestea se bucură de anumite servicii sau drepturi;
- sumă de bani care se plătește unei instituții în schimbul unor servicii prestate sau al anumitor drepturi.
- taxă de import - taxă impusă pentru bunurile importate.
- taxă de locație - taxă care se plătește drept sancțiune pentru depășirea termenului de încărcare sau de descărcare a vagoanelor de cale ferată, a autovehiculelor sau a vapoarelor de marfă din porturi.
- taxă pe valoarea adăugată - impozit indirect care se datorează bugetului de stat, suportat de consumatorul final al bunului/serviciului respectiv.
- taxă vamală - plată impusă de autoritățile unui stat asupra bunurilor care sunt importate sau, în unele cazuri, exportate; este o formă de impozit utilizată pentru a reglementa comerțul internațional, pentru a proteja producătorii interni de concurența externă, dar și pentru a genera venituri pentru bugetul de stat.

- team building - activitatea desfășurată de către o echipă având ca obiectiv îmbunătățirea performanțelor membrilor acestei echipe, pornind de la comunicare și colaborare.
- tehnologie - cunoștințele, abilitățile, metodele și procesele utilizate în producția de bunuri și servicii astfel încât acesta să devină cât mai eficientă și rentabilă.
- termen - dată fixă la care, potrivit unei învoieli, unei decizii sau unei dispoziții prealabile, se execută o obligație (bănească) sau se realizează ceva; sinonim: soroc.
- testare de produse - proces de determinare a proprietăților sau a funcționării produselor de către consumatori.
- tigru de hârtie⁠(d) - temen care descrie o economie sau o companie care, deși pare să fie puternică, prosperă și în creștere, este vulnerabilă la diverse riscuri sau are probleme financiare ascunse.
- tigru economic - termen folosit pentru a descrie o țară asiatică ce a înregistrat o creștere economică rapidă și susținută, de obicei în urma unor politici de dezvoltare intensă și industrializare și având drept consecință creșterea nivelului de trai, în primul val fiind Coreea de Sud, Taiwan, Hong Kong și Singapore, urmate de Vietnam, Indonezia, Filipine, Tailanda, Malaezia.
- timp de lucru - timp dedicat efectuării lucrului, fiind corelat cu diferite aspecte diferite ale relațiilor de muncă: ore de muncă, ore suplimentare, concedii, sărbători anuale și învoiri.
- timp mort - lipsă de activitate a forțelor de muncă sau a mașinilor; întrerupere neprevăzută a muncii.
- titlu de stat - instrument financiar emis de stat care atestă datoria publică a entității emitente (în general, Ministerul Finanțelor).
- titlu de valoare - document transmisibil, imprimat și semnat care se poate negocia pe piața financiară și prin care se acorda proprietarului un drept de creanță înscris în document sau un drept de asociere.
- toleranță la risc - gradul de risc pe care un individ și-l poate permite sau cu care este confortabil atunci când investește.
- transcriere - trecere a unei sume de bani dintr-un cont în altul, fără a fi nevoie ca suma să fie vărsată în numerar.
- transfer intern de poziție – mișcarea dintr-un post în altul în cadrul aceleiași societăți comerciale, uneori incluzând o schimbare de activitate (mobilitate funcțională), categorie profesională sau grup profesional (munca într-o categorie inferioară sau superioară) sau chiar a locului de muncă sau domiciliul (mobilitate geografică).
- tranzacție - acord între un cumpărător și un vânzător pentru schimbul de bunuri, servicii sau instrumente financiare.

- tranzacție imobiliară - schimb economic care implică transferul dreptului de proprietate sau de folosință asupra unui bun imobiliar⁠(d) (teren, clădire, apartament etc.), de la un vânzător la un cumpărător sau de la un proprietar la un chiriaș, în schimbul unei sume de bani sau alte beneficii; vezi și agent imobiliar⁠(d).

- tranzacționare - procesul de cumpărare și vânzare a activelor financiare (acțiuni, obligațiuni, valute, materii prime, etc.) pentru a obține profituri.[31]
- tras - persoană asupra căreia s-a emis o trată pe care este obligată să o plătească la scadență.
- trasabilitate - caracteristica unui sistem de asigurare a calității de a permite regăsirea istoricului, a utilizării sau a localizării unei entități (produs, proces sau serviciu) prin identificări înregistrate.
- trată - cambie prin care o persoană fizică sau juridică, în calitate de creditor, dispune unui debitor al său să plătească o sumă de bani unei alte persoane, la o anumită dată; sinonim: poliță.
- trăgător:

- persoană care trage un cec solicitând băncii sale să-i plătească suma cerută;
- persoană care semneazã o trată (cambie) prin care ordonă trasului să plătească la o anumită dată suma de bani indicată.
- troc - vezi barter.

## Ț
- țară cel mai puțin dezvoltată - concept utilizat în domeniul economic și al dezvoltării pentru a descrie țările care se confruntă cu cele mai mari dificultăți în ceea ce privește dezvoltarea socio-economică, identificate de către ONU pe baza unor criterii specifice care includ venitul național brut per capita, indicele de alimentație și sănătate, și nivelul de educație.

## U
- unitate de cont - etalon monetar (alta decât moneda națională) în care agenții economici convin să efectueze operațiile de decontare rezultate din relațiile lor de afaceri.
- unitate economică - vezi agent economic⁠(d).
- uniune monetară - grupare de state sau regiuni care adoptă o monedă comună sau care folosesc diferite monede, dar care sunt legate printr-un curs de schimb fix.
- uzură - partea din însușirile tehnice și economice inițiale ale mijloacelor fixe, pierdută ca urmare a folosirii acestora, sub influența factorilor naturali sau a progresului tehnic.
- uzură morală:

- pierdere a valorii mașinilor, instalațiilor, clădirilor etc. ca urmare a creșterii productivității muncii sociale sau a apariției altor mașini, mai perfecționate;
- declasare tehnologică a unui material industrial prin apariția altuia, mai modern.
- uzură morală planificată - politică de marketing prin care produsele sunt proiectate astfel încât durata lor de viață să nu fie prea lungă, asigurându-se astfel cererea pe piață a acestora.

## V
- valoare:

- exprimare în bani a costului unei mărfi sau a unei acțiuni, a unui cec etc.;
- înscris (cec, cambie, obligațiune etc.) reprezentând un drept în bani sau în bunuri de altă natură;
- consumul de factori de producție necesar pentru obținerea de bunuri economice și servicii.
- valoare a activului net - termen care reflectă valoarea totală netă a activelor unui fond de investiții.
- valoare comercială - prețul fixat pe piață la o anumită dată; sinonim: valoare de piață.
- valoare de întrebuințare - capacitatea unui bun economic (materiale, servicii, informații) de a satisface o anumită necesitate a omului sau a societății.
- valoare de piață - vezi valoare comercială.
- valoare de schimb - raport cantitativ în care se schimbă două bunuri economice.
- valoare imobiliară - înscris reprezentând un drept asupra unor bunuri imobiliare (clădiri, pământ etc.).
- valoare mobiliară - înscris reprezentând un drept asupra unor bunuri mobiliare (marfă, bani etc.).
- valoare nominală - valoare declarată, corespunzătoare unei acțiuni sau obligațiuni, fiind de multe ori diferită de prețul de piață al instrumentului financiar, acesta din urmă fiind determinată în piață, de raportul cerere - ofertă.
- valoare reziduală - valoarea estimată a unui activ fix la sfârșitul contractului de închiriere sau la sfârșitul vieții sale utile.

- valută - monedă oficială emisă de guvernul unui stat, folosită pentru cumpărarea de bunuri și servicii atât în interiorul țării respective cât și în afara ei.
- varant:

- act eliberat celui care înmagazinează o marfă în docuri sau antrepozite;
- act care poate fi negociat ca o poliță sau poate servi titularului ca garanție pentru obținerea unui împrumut.
- vărsare - (a unei sume de bani) depunere pe un cont oarecare.
- vânzare(-cumpărare) - procesul de schimb al unor mărfuri, corporale și necorporale, contra unei sume de bani, numită preț.

- vânzare accelerată - strategie comercială utilizată pentru a stimula creșterea rapidă a vânzărilor într-un interval de timp scurt, adesea în scopul de a atinge obiective specifice, cum ar fi lichidarea stocurilor, creșterea veniturilor pe termen scurt sau atragerea unui număr mare de clienți într-o perioadă determinată și care poate implica tehnici de marketing agresive, discounturi semnificative sau alte stimulente pentru cumpărători.
- vânzare de probă - contract de vânzare unde transferul proprietății devine efectiv după ce lucrul supus vânzării a fost încercat și a produs satisfacție.
- vânzare directă - transferul complet al proprietății unui activ sau al unei întreprinderi de la stat (sau de la o altă entitate), printr-o tranzacție de vânzare-cumpărare, către un cumpărător privat care dobândește controlul total asupra activului respectiv, având drepturi depline de administrare și operare.
- vânzare în rate - vânzare în care plata prețului este eșalonată pe o anumită perioadă de timp.
- vânzare pe credit - vânzare unde lucrul se livrează imediat, dar prețul se plătește la un termen stabilit.
- vânzare prin  catalog - metodă de comercializare în care produsele sau serviciile sunt prezentate într-un catalog tipărit sau digital, din care clienții pot alege și comanda articolele dorite, metodă care permite consumatorilor să cumpere produse fără a le vedea fizic, bazându-se pe descrierile, imaginile și specificațiile furnizate în catalog.
- vânzare prin licitație - vezi licitație.
- vânzare silită - vânzare ordonată de autoritatea judiciară pentru datorii neachitate.

- vârf de gamă - produsele sau serviciile dintr-o categorie care sunt cele mai avansate, mai scumpe și de cea mai înaltă calitate oferite de un brand sau o companie, având (în cazul bunurilor) specificații tehnice superioare, materiale premium, design inovator și, în general, performanțe excelente comparativ cu alte produse din aceeași categorie.
- venit - sumă de bani care revine unei persoane sau firme dintr-o activitate prestată sau din proprietatea deținută, într-o perioadă de timp; câștig, beneficiu.

- venit câștigat - venit care cuprinde atât salariul/plata, cât și câștigurile efectuate pe cont propriu.
- venit de bază necondiționat - model social-politic de transfer financiar, conform căruia fiecare cetățean, indiferent de situația sa economică, primește o sumă de bani stabilită prin lege.
- venit global:

- totalitatea sumelor obținute de o persoană în cursul unui an fiscal;
- ceea ce se obținea din dreptul de a exploata anumite servicii sau bunuri concesionate.
- venit impozabil - partea din veniturile unei persoane fizice sau juridice care este supusă impozitării, conform legislației fiscale în vigoare.
- venit național:

- indicator macroeconomic al rezultatelor activității (anuale) reprezentând suma veniturilor încasate de posesorii factorilor de producție care participă direct sau indirect la producție;
- (în capitalism) întreaga masă de obiecte de consum individual produse în decursul unui an și partea din mijloacele de producție destinată lărgirii producției;
- (în socialism) suma totală a mijloacelor de consum și de producție produse în țară și destinate satisfacerii nevoilor societății și lărgirii producției socialiste.
- venit național brut - indicator economic⁠(d) care măsoară valoarea totală a bunurilor și serviciilor produse de rezidenții unei țări într-o anumită perioadă de timp (de obicei un an), inclusiv veniturile obținute de aceștia din străinătate, minus veniturile obținute în țară de către nerezidenți.

- venitul național brut pe locuitor - valoarea totală a tuturor bunurilor și serviciilor produse de o țară într-un anumit interval de timp (de obicei un an), împărțită la numărul total de locuitori ai acelei țări, acest indicator măsoară în mod indirect nivelul de bogăție sau venit al populației unei țări și oferă o perspectivă asupra standardului de trai mediu.

- venit public - banii obținuți de către un guvern și care provin din venituri ordinare (impozite, taxe, contribuții sociale) și venituri extraordinare (împrumuturi interne sau externe, emisiunea de obligațiuni de stat, bonurile de tezaur).

- viața activă - perioada vieții indivizilor în timpul căreia aceștia sunt apți fizic și mintal pentru a munci; (în sens restrâns) perioada dintre vârsta minimă de angajare și pensionare.
- vicii ascunse - defecte care la prima vedere nu se observă, dar care nu pot fi acceptate atunci când marfa a fost vândută și defectele au fost constatate.
- virament - operațiune contabilă prin care o sumă de bani trece dintr-un cont în alt cont fără a mai fi nevoie ca suma să fie vărsată în numerar; vezi și cont de virament.
- volatilitate - măsura în care prețul unui activ financiar, cum ar fi: acțiuni, obligațiuni, mărfuri sau valute, fluctuează într-o anumită perioadă de timp; este un indicator al riscului asociat cu variațiile de preț ale unui activ.
- volum - cantitate de bunuri economice; proporțiile unei activități.

## Z
- zălog - vezi garanție.
- zile de lucru - zile rezervate muncii.
- zile de sărbătoare - zile în care sunt sărbători legale, civile sau religioase și care sunt stabilite prin lege.
- zi nelucrătoare - zi din cursul săptămânii de lucru în care personalul încadrat nu are obligația de a presta muncă: zilele de repaus săptămânal, zilele de sărbătoare legală și alte zile în care, potrivit legii, nu se lucrează.
- ziua de muncă - numărul de ore pe care un angajat le lucrează într-o zi, standardul fiind de 8 ore, însă acest lucru poate varia în funcție de sectorul economic, acordurile colective sau legislația națională.
- zona euro - uniune monetară compusă din 20 state membre ale Uniunii Europene care utilizează moneda euro ca monedă oficială.
- zonă congestionată - perioadă de tranzacționare în timpul căreia piața fluctuează cu frecvență mare într-un interval îngust de variație a prețurilor.
- zonă de liber schimb - regiune în care tarifele la import/export sunt eliminate sau reduse semnificativ între țările participante; altă denumire: porto franco.
- zonă economică exclusivă - fâșie maritimă care se întinde la o distanță de maximum 200 de mile marine de la țărmul unui stat și în care statul respectiv are dreptul exclusiv de a explora și a utiliza resursele naturale locale.
- zonă liberă - spațiu economic unde companiile care își au sediul și își desfășoară activitatea beneficiază temporar de diverse scutiri de taxe și impozite.
- zonă monetară - grupare de state care utilizează aceeași monedă, un exemplu fiind zona euro.